# Liste der Baudenkmäler in Bad Kissingen
Auf dieser Seite sind die Baudenkmäler in der unterfränkischen Großen Kreisstadt Bad Kissingen zusammengestellt. Diese Tabelle ist eine Teilliste der Liste der Baudenkmäler in Bayern. Grundlage ist die Bayerische Denkmalliste, die auf Basis des Bayerischen Denkmalschutzgesetzes vom 1. Oktober 1973 erstmals erstellt wurde und seither durch das Bayerische Landesamt für Denkmalpflege geführt wird. Die folgenden Angaben ersetzen nicht die rechtsverbindliche Auskunft der Denkmalschutzbehörde.

## Ensembles

### Ensemble Altstadt Bad Kissingen mit Kurviertel

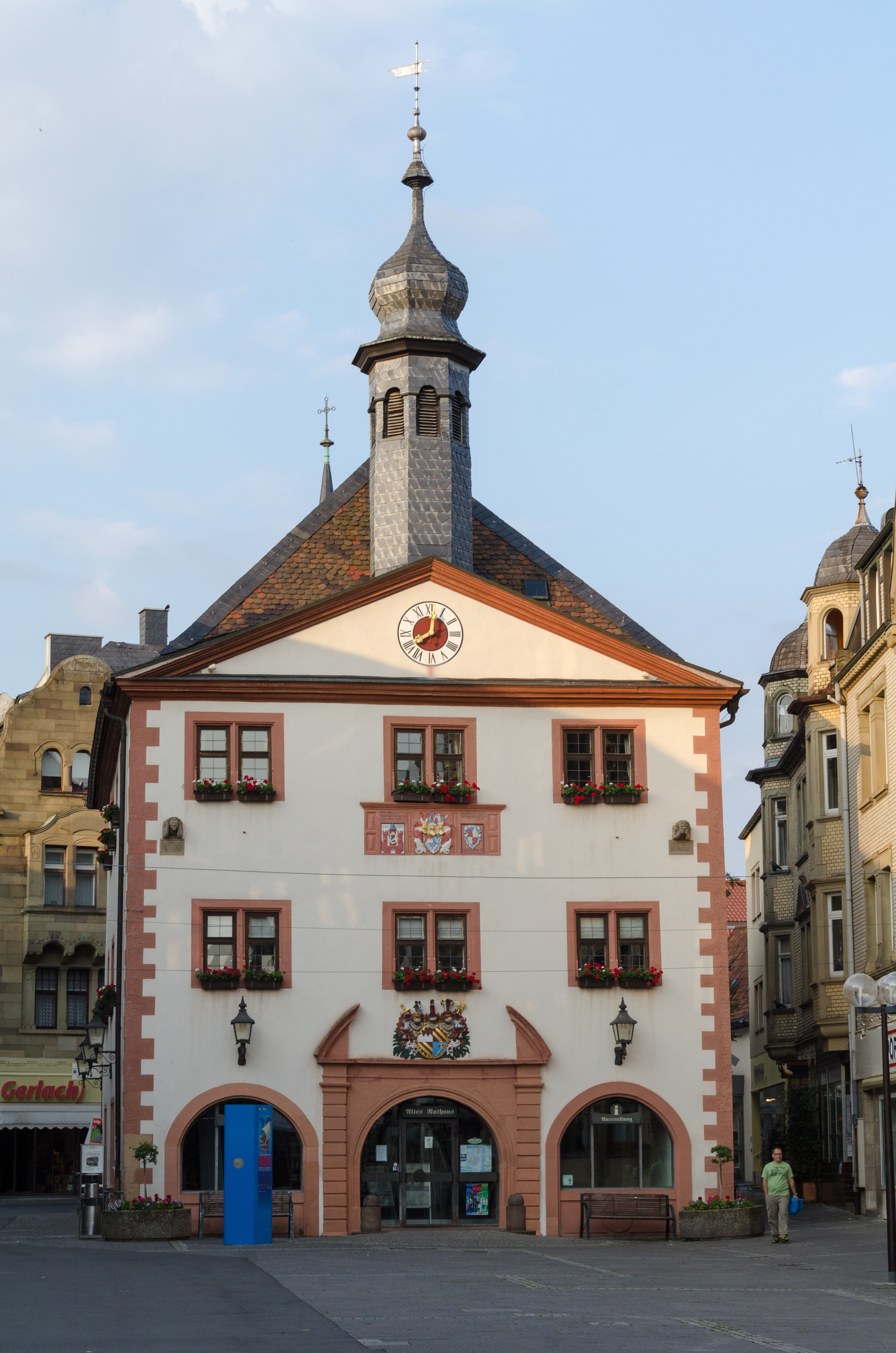
Altstadt: Altes Rathaus
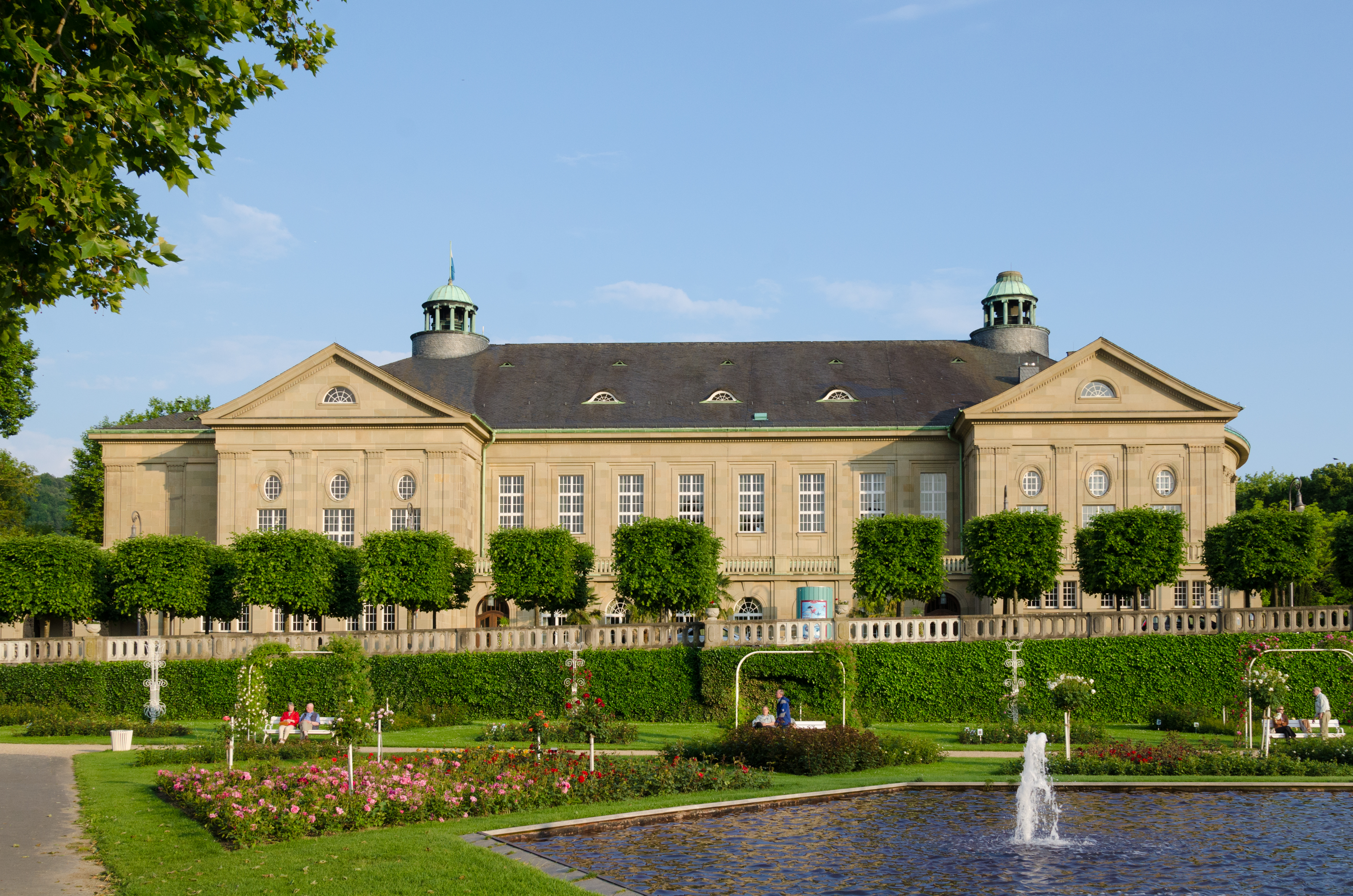
Kurviertel: Regentenbau

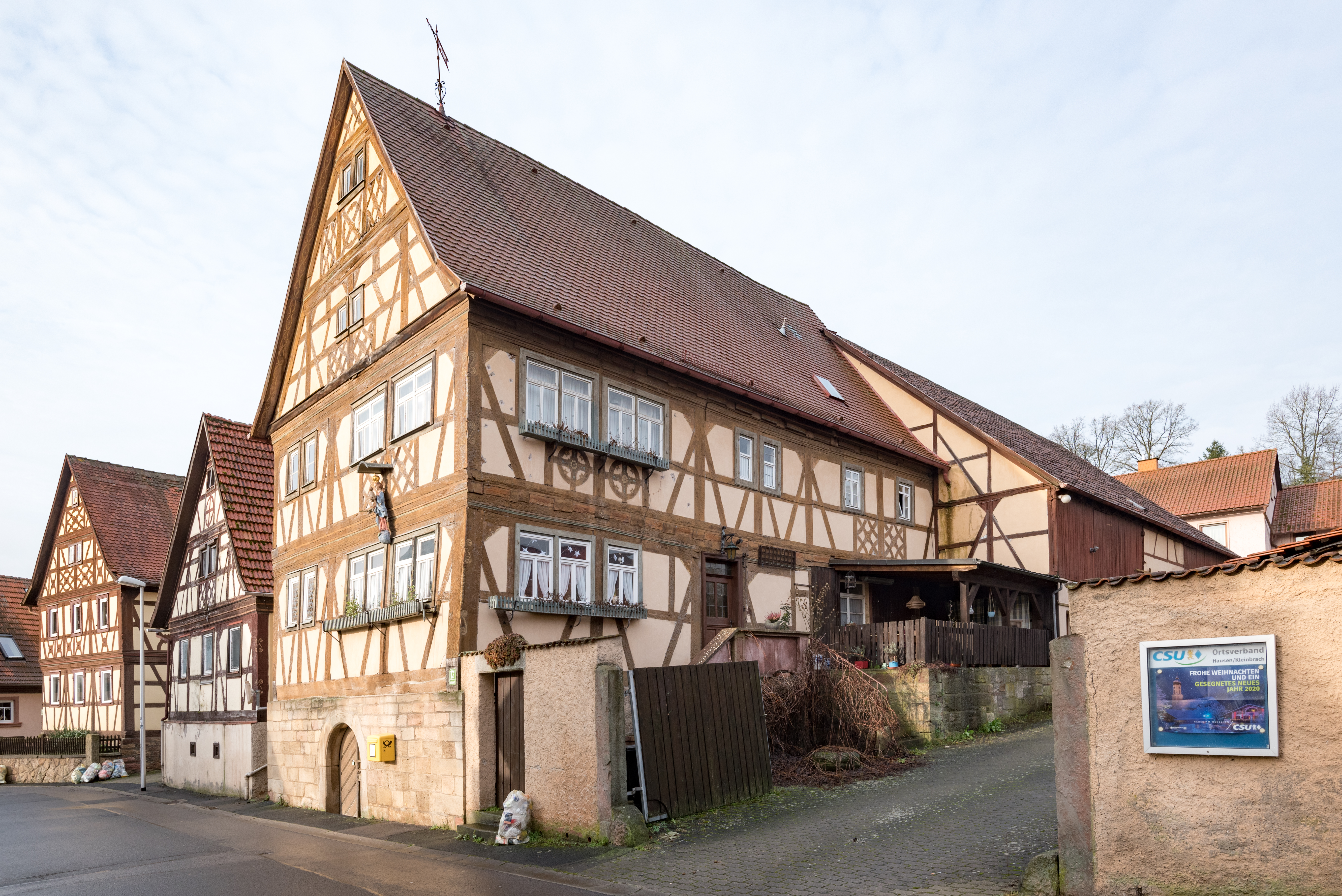
Kleinbrach: Kleinbracher Straße 17

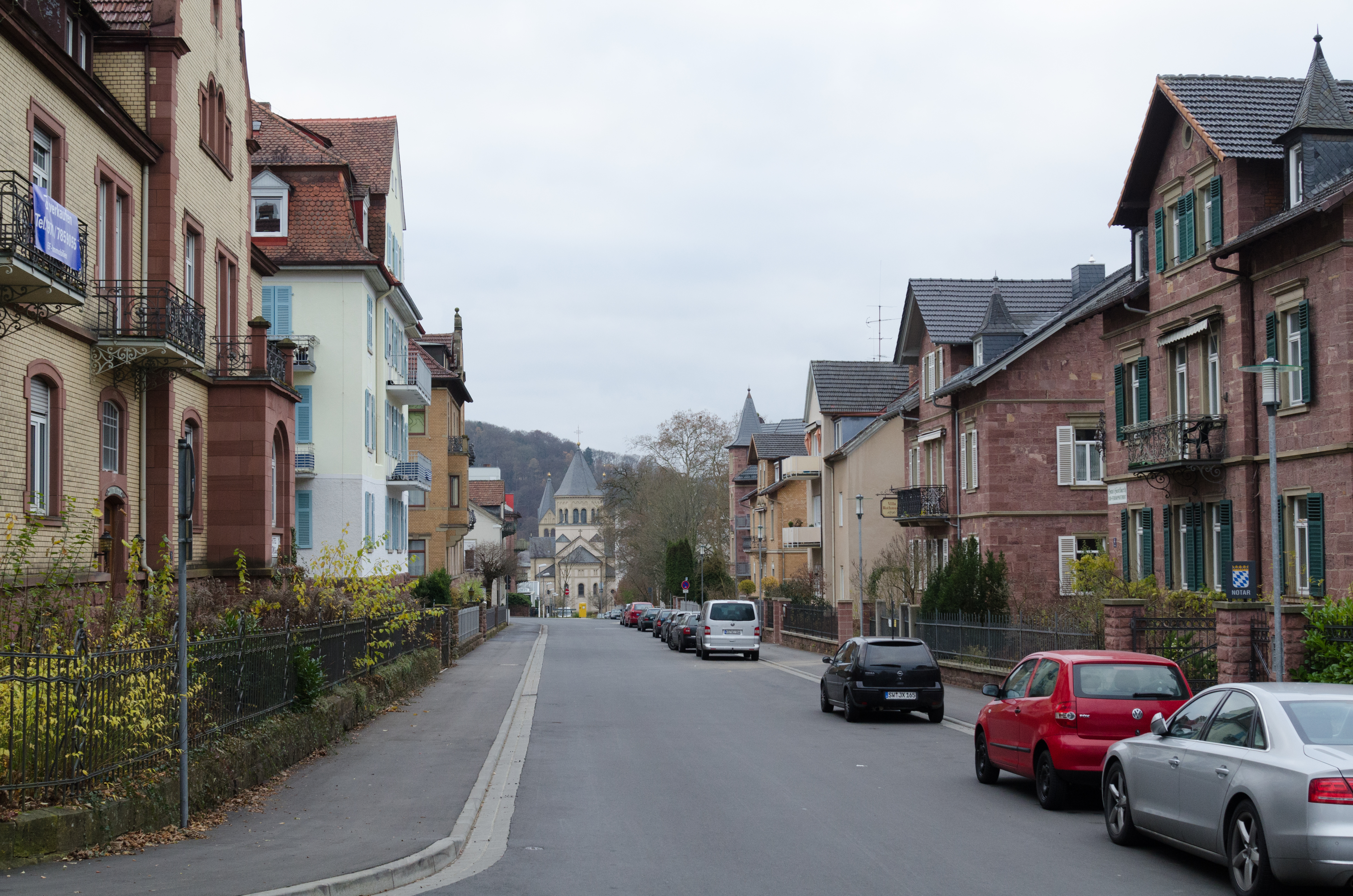
Frühlingstraße, Blick vom Ostenende nach Westen
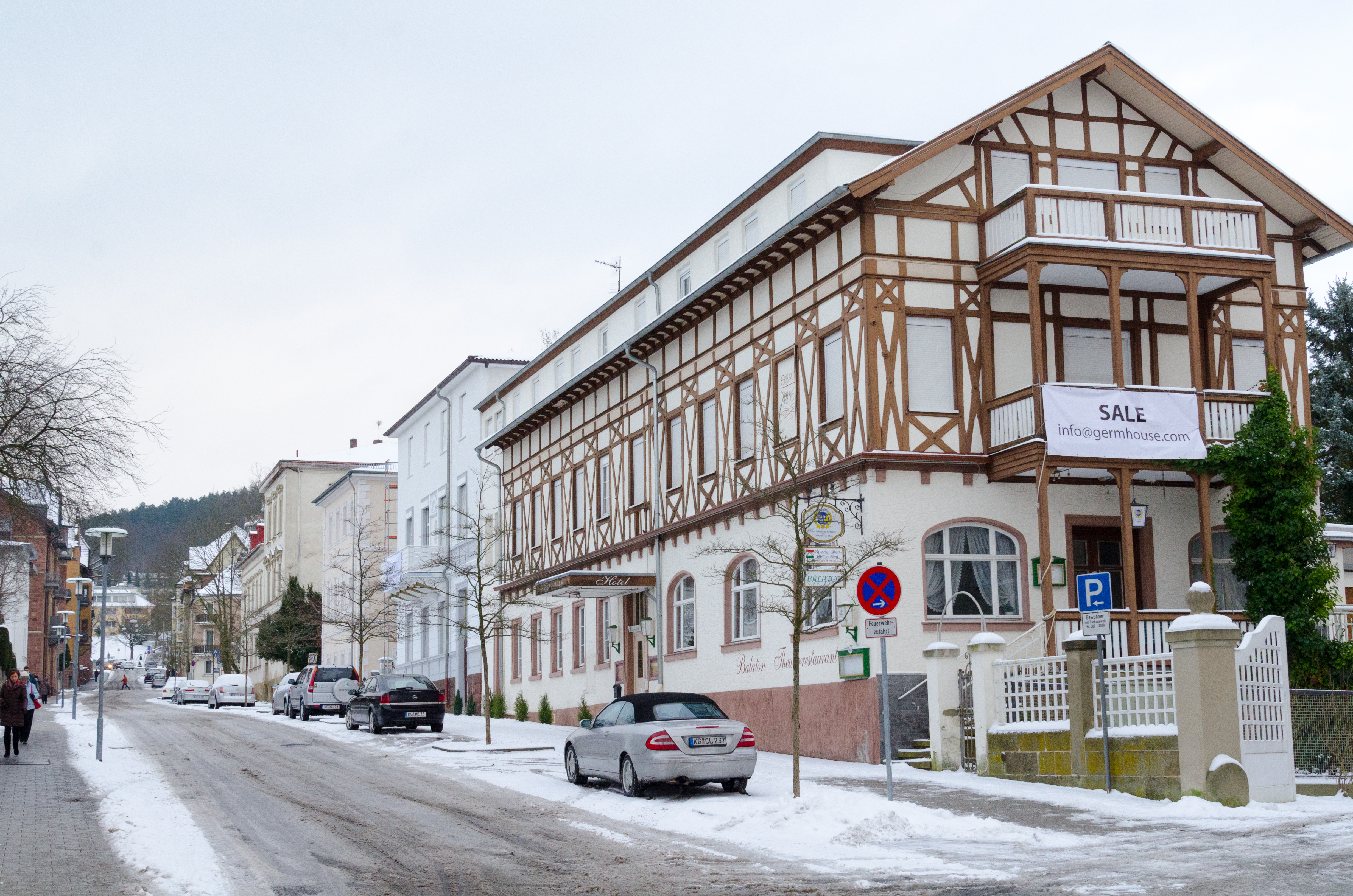
Von-der-Tann-Straße, Blick vom Westende nach Osten

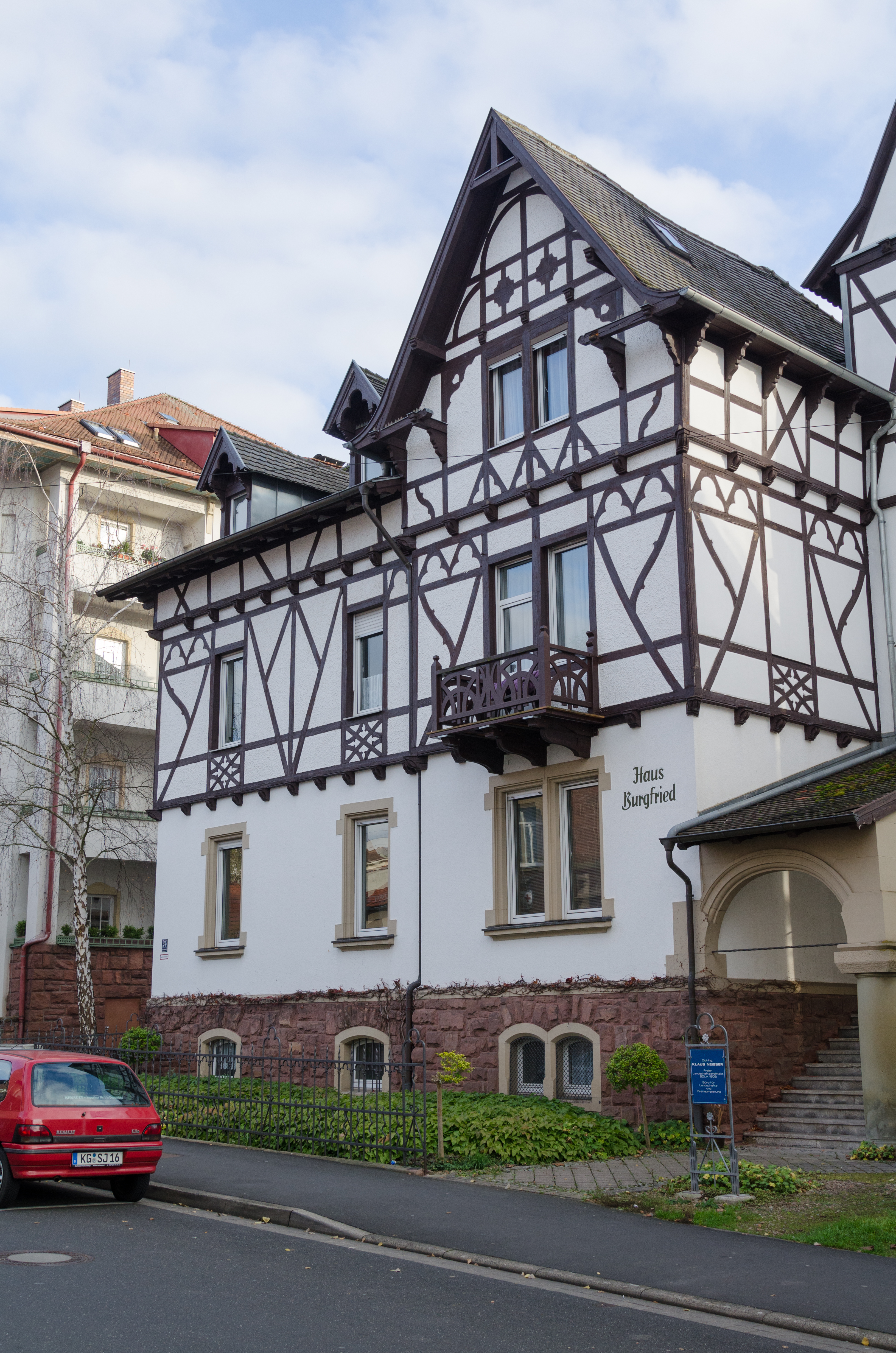
Hartmannstraße 24
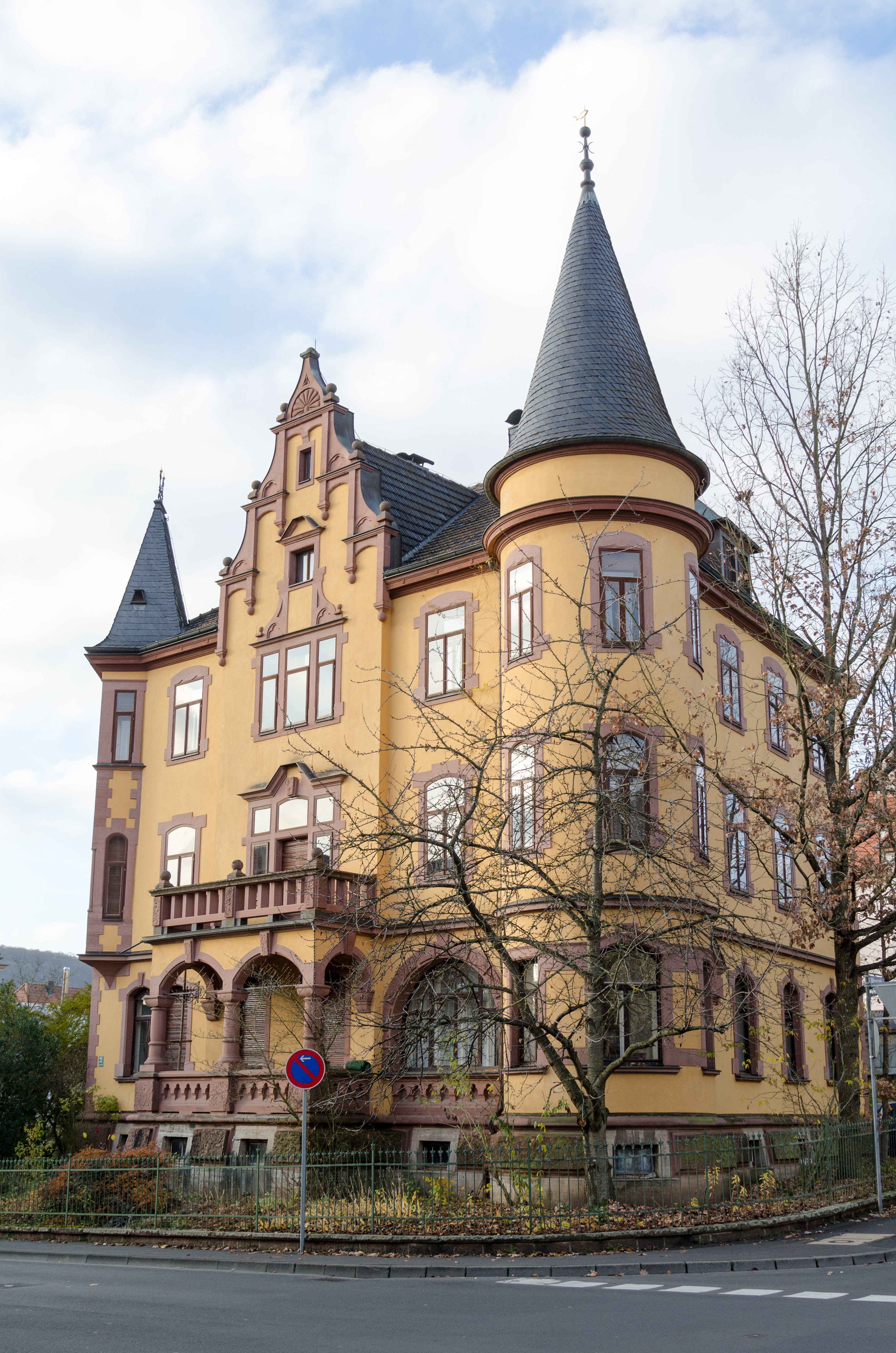
Erhardstraße 21
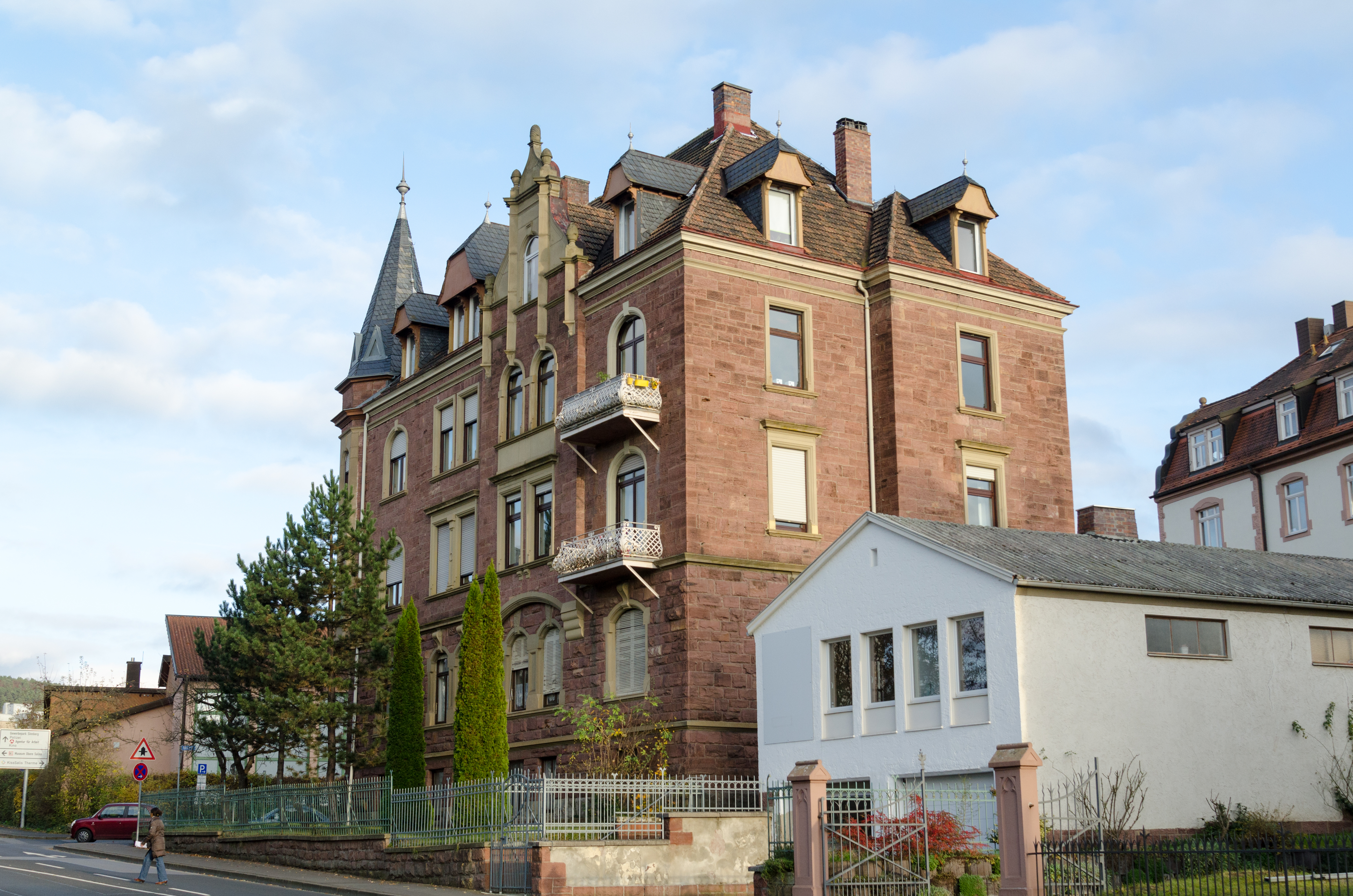
Bibrastraße 15

Das Ensemble (Lage) setzt sich aus zwei städtebaulichen Größen zusammen, die hier eine eigene Symbiose eingehen: der mittelalterlichen, im 13./14. Jahrhundert zur Stadt ausgebauten Siedlung und dem unmittelbar anschließenden, auf das 18. Jahrhundert zurückgehenden, in den Grundzügen im späten Biedermeier angelegten Kurviertel. – Die mittelalterliche Stadt hat einen etwa quadratischen Grundriss mit annähernd rechtwinkeligem Gassensystem. In der nördlichen Ecke lag vermutlich der frühmittelalterliche Fronhof, aus dem sich die Siedlung entwickelt hat: Die unregelmäßigere Parzellenstruktur in diesem Bereich und entlang einem heute nicht mehr sichtbaren Bach (Bachgasse) deutet darauf hin, dass hier die älteren Ortsteile zu suchen sind. Beim Stadtausbau durch die Grafen von Henneberg um die Mitte des 13. Jahrhunderts wurde die bestehende Siedlung nach Süden um die kennzeichnenden Bestandteile der gotischen Gründungsstadt, nämlich Hauptstraße mit mittlerem Marktplatz, erweitert, im Ganzen systematisiert und befestigt. Die Hauptstraße (Obere und Untere Marktstraße) führt vom ehemals Oberen Tor im Osten zum längsrechteckigen Marktplatz und knickt nach Durchlaufen desselben rechtwinkelig nach Süden zum ehemals Unteren Tor ab. Die exzentrische Lage der Hauptachse und ihre auffällige Führung innerhalb des Stadtkörpers hängen mit dem Stadtgründungsakt zusammen, bei dem ältere topographische Gegebenheiten berücksichtigt werden mussten. Die ursprüngliche ackerbürgerliche Bebauung ist seit der Gründerzeit durch eine Verstädterungswelle weitgehend verdrängt worden. Nur wenige untergeordnete Gassen besitzen noch altertümliches Gepräge. Der heutige Rathausplatz ist durch den Abbruch einer Häuserzeile entstanden. Markante Bauten innerhalb der Altstadt sind die alte Pfarrkirche mit ihrem zentralisierenden Langhaus des 18. Jahrhunderts, das frei auf dem Marktplatz stehende, alte Rathaus des späten 16. Jahrhunderts sowie der Barockbau des Heußleinschen Hofs von Johann Dientzenhofer (jetzt Rathaus). –
Das Kurviertel hat sich, durch die Lage der Brunnen bedingt, am südlichen Ausgang der altstädtischen Hauptstraße gebildet. Hier legte Balthasar Neumann 1737/38 ein Kurhaus mit Kurgarten an. Ausbau und städtebauliche Ausgestaltung erfolgten hauptsächlich in den 1830er Jahren: Entlang der südlichen Kante des Altstadtgevierts wurde nach dem Einlegen der Stadtbefestigung die Ludwigstraße angelegt, die dank ihrer Fortsetzung über die Ludwigsbrücke, sowie ihrer mittleren Stellung zwischen Altstadt und Kurviertel Funktionen sowohl als Durchgangsachse wie auch als städtische Hauptstraße übernahm. Nach Süden entstanden untereinander parallele Straßenzüge, die teils alten Wegverläufen folgten (Kurhausstraße), teils neu angelegt wurden (Prinzregentenstraße); die zwischen diesen vermittelnden Querstraßen entsprechen in ihrem Verlauf älteren Wegeführungen (Martin-Luther-Straße mit Theaterplatz, Schloßstraße). Die entlang der Ludwigstraße und um den Kurgarten weitgehend geschlossene, im Übrigen lockere, villenartige Bebauung entstammt in der Hauptsache zwei Perioden: dem späten Biedermeier der Zeit Ludwigs I. und der späten, von Historismus und Jugendstil geprägten Gründerzeit der Prinzregenten-Ära. Monumentaler Schwerpunkt dieses Bereichs ist die Bautengruppe um den Kurgarten: der Arkadenbau Friedrich von Gärtners mit dem Regentenbau und der Wandelhalle Max Littmanns. Weitere Bestandteile des Ensembles sind das den Kuranlagen zuzurechnende, im Talgrund gelegene Luitpoldbad mit dem umgebenden Park sowie die jenseits des Flusses verlaufende Bismarckstraße mit ihrer sich teilweise dem Hang des Altenbergs anschmiegenden, offenen Bebauung. Aktennummer: E-6-72-114-1.

### Ensemble Kleinbracher Straße
Beiderseits der Straße Reihung von Bauernhöfen des 17. und 18. Jahrhunderts. Die jeweils als Schauseite behandelten Giebel der Wohngebäude sind der Straße zugekehrt. Beherrschend das Satteldachhaus Nr. 17 mit reichem Fachwerk (Lage). Aktennummer: E-6-72-114-2.

### Ensemble Frühlingsstraße/Von-der-Tann-Straße
Die Frühlingsstraße mit Achsenbezug auf die 1848 von Friedrich Gärtner errichtete und 1889 erweiterte Erlöserkirche und die Von-der-Tann-Straße als vom Theaterplatz wegführende, einen alten Weg am Erthal-Schlösschen des 18. Jahrhunderts begradigende Straßenachse überkreuzen sich im spitzen Winkel. Ihre Bebauung zeigt westlich spätklassizistische, östlich historistische Sandsteinquader-, Backstein- und Putzbauten mit Sandsteingliederungen, unter ihnen auch eine Reihe von einfacheren typisierten Bauten. Akzente setzen das die Gabelung gestaltende Mietshaus Frühlingsstraße 5/Von-der-Tann-Straße 13 und die beiden die Einmündung zur Dappertstraße hervorhebenden Anwesen Frühlingsstraße 1 und 2. Der Anschluss an die Erlöserkirche ist durch moderne Großbauten gestört (Lage). Aktennummer: E-6-72-114-3.

### Ensemble Hartmannstraße/Erhardstraße/Bibrastraße
Infolge des florierenden Kurbetriebs hat die Stadt gegen Ende des 19. Jahrhunderts größere villenviertelartige Siedlungserweiterungen erfahren. Es entstand in der Zeit von 1880 bis zu Beginn des Ersten Weltkrieges im Vorfeld des mittelalterlichen Altstadtgevierts ein geometrisches Straßennetz mit Villen, Einzelwohn- und Mietshäusern. Die Bebauung stellt in ihrer Vielfalt in exemplarischer Weise das große Spektrum der rasch wechselnden Architekturstile und -moden dieser Zeit (vom Klassizismus über den Historismus und den Jugendstil zum Heimatstil) vor (Lage). Aktennummer: E-6-72-114-4.

## Stadtbefestigung

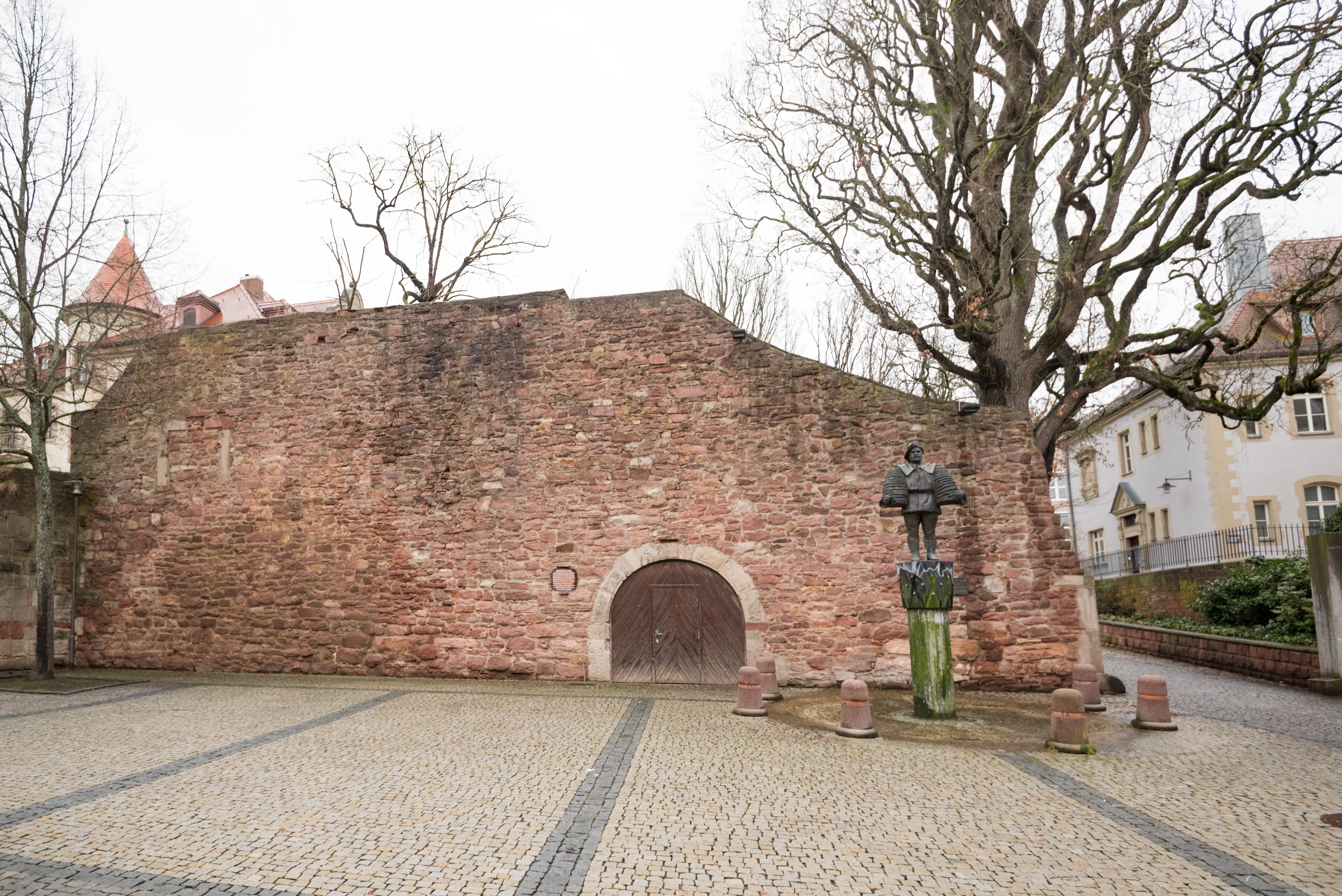
Stadtmauerrest in der Nordecke am Eisenstädter Platz

Von der ehemaligen Stadtbefestigung sind Reste des Hau- bzw. Bruchsteinmauerwerks aus Sandstein nur an der Nordecke, im Bereich der ehemals fürstbischöflich-würzburgischen Amtskellerei mit Zehnthof und -scheune erhalten (Lage), weiterhin im südöstlichen Verlauf, im rückwärtigen Bereich der Grundstücke  Maxstraße 10 (hinter Haus-Nr. 12) (Lage), Spargasse 5a–9 (Lage) und Turmgasse 2–5 (Lage). Die Stadtmauer ist im Kern spätmittelalterlich aus der 2. Hälfte 13. Jahrhundert. Die im Geviert geführte Mauer wurde wohl erst im 2. Viertel 14. Jahrhundert errichtet. Die weitgehende Niederlegung der Stadtbefestigung erfolgte in der 1. Hälfte des 19. Jahrhunderts. Von ehemals 14 Türmen hat sich nur der südöstliche Feuerturm erhalten. Aktennummer: D-6-72-114-68.
| Lage                   | Objekt                                                                                             | Beschreibung                                                                                              | Akten-Nr.              | Bild           |
| ---------------------- | -------------------------------------------------------------------------------------------------- | --- | ---------------------- | -------------- |
| Turmgasse 6 (Standort) | Sogenannter Feuerturm, ehemaliger Eckturm der ehemaligen Stadtbefestigung, seit 1850 Feuerwachturm | 15. Jahrhundert, Obergeschoss und Kegeldach von 1854, runder Hau- bzw. Bruchsteinmauerwerksbau, Sandstein | D-6-72-114-68 Wikidata | weitere Bilder |

## Baudenkmäler nach Ortsteilen

### Bad Kissingen
| Lage | Objekt | Beschreibung | Akten-Nr.                | Bild |
| --- | --- | --- | ------------------------ | --- |
| Am höchsten Punkt des Altenbergs (Standort) | Aussichtpavillon, sogenannter Rundtempel | Holzkonstruktion mit Zeltdach bezeichnet „1847“ | D-6-72-114-365           | weitere Bilder |
| Altenberg (Standort) | Gartentempel, sogenannte Walhalla | In Form eines kleinen Prostylos mit offener Cella, Außenwände teilweise verschindelt, Säulen aus Kunststein, ehemals wohl aus Holz, bezeichnet „1849“ | D-6-72-114-126           | weitere Bilder |
| Altenberg (Standort) | Gartentempel, sogenanntes Sonnensalett | Oktogonaler, hölzerner Ständerbau mit Pyramidendach und integrierter Sitzbank, bezeichnet „1848“ | D-6-72-114-366           | weitere Bilder |
| Altenberg (Standort) | Denkmal, sogenanntes Ickelsheimer-Denkmal | Gedenktafel an den Hofgärtner Jakob Ickelsheimer, Marmortafel in neoklassizistischen Formen, bezeichnet „1882“ | D-6-72-114-128           | weitere Bilder |
| Altenberg (Standort) | Denkmal für die Kaiserin Elisabeth von Österreich-Ungarn | Bronzeguss mit dem Profil der Kaiserin und ihrem Sterbedatum 1898, Tafel nach Modell von Emanuel Gerhart, bezeichnet „1906“, in gärtnerischer Anlage einer künstlichen Felsenlandschaft, vom königlichen Kurgärtner Wolfgang Singer, 1907 | D-6-72-114-127 Wikidata  | weitere Bilder |
| Altenberg; Sinnberg; Nähe Bismarckstraße; Oberer Zückberg; Stationsweg im oberen Zückberg; Nähe Ysenburgstraße; Nähe Stationsbergstraße; Stationsweg im oberen Zückberg; Nähe Lindesmühlpromenade; Am Sinnberg (Standort) | Soldatengräber, Gräber sowie Gedenksteine zur Erinnerung an die Gefallenen der Schlacht bei Kissingen am 10. Juli 1866 des Deutschen Krieges von 1866          | Zumeist in Form von einfachen Eisenkreuzen, teilweise mit einfachem Steinfundament, sie sind in und um Kissingen weit verstreut, so am Sinnberg, am Stationsberg, am Altenberg sowie an der Lindesmühlpromenade, bezeichnet „1866“; vgl. auch das Kriegerdenkmal für 1866 an der Kapellenstraße sowie die Soldatengräber im Kapellenfriedhof | D-6-72-114-131 Wikidata  | [[Vorlage:Bilderwunsch/code!/C:50.19285,10.07016!/D:Altenberg; Sinnberg; Nähe Bismarckstraße; Oberer Zückberg; Stationsweg im oberen Zückberg; Nähe Ysenburgstraße; Nähe Stationsbergstraße; Stationsweg im oberen Zückberg; Nähe Lindesmühlpromenade; Am Sinnberg, Soldatengräber, Gräber sowie Gedenksteine zur Erinnerung an die Gefallenen der Schlacht bei Kissingen am 10. Juli 1866 des Deutschen Krieges von 1866!/\|BW]] |
| Altenbergweg 4 (Standort) | Bildstock | Rundbogiger Aufsatz mit Kunststeinrelief einer Madonna, auf Vierkantschaft, Sandstein, bezeichnet „1758“, Aufsatz von Balthasar Schmitt, um 1900 | D-6-72-114-254           | weitere Bilder |
| Am Kurgarten 2 (Standort) | Wohn- und Geschäftshaus, ehemaliges Café Messerschmitt | Dreigeschossiger Ziegelbau in Ecklage mit Mansarddach und aufwendiger neobarocker Sandsteingliederung, von K. Weinschenk, 1893–94 | D-6-72-114-2 Wikidata    | weitere Bilder |
| Am Kurgarten 5, 7 (Standort) | Ehemaliges Grand Hotel Kaiserhof und Victoria, jetzt Kurhaus Victoria                                                                                          | Ursprünglich zwei getrennte klassizistische Bauten, das südliche Gebäude (Nr. 7) ursprünglich dreigeschossiger Walmdachbau, von Johann Gottfried Gutensohn, 1835–36, 1873 aufgestockt und mit einem rückwärtigen Flügel als Speisesaalanbau erweitert, dieser wurde 1904 um einen Wintergarten erweitert, das nördliche Gebäude (Nr. 5), viergeschossiger Walmdachbau, 1839–40, beide Gebäude wurden durch eine Hofeinfahrtüberbauung mit Turmaufbau 1888 verbunden, um 1900 wurde das Anwesen Martin-Luther-Str. 9 zum Komplex dazuerworben (bis 1936), äußerliche Angleichung des Gebäudekomplexes, u. a. Errichtung des mittigen Säulenvorbaus, 1924                                                                          | D-6-72-114-4 Wikidata    | weitere Bilder |
| Am Kurgarten 6, Ludwigstraße 4 (Standort) | Ehemaliges Hotel Hailmann, dann Grand Hotel | Dreigeschossiger Walmdachbau mit erhöhtem Mittelteil und Säulenvorbau, in klassizistischen Formen, um 1830/40 | D-6-72-114-5 Wikidata    | weitere Bilder |
| Am Kurgarten 8 (Standort) | Marmorstandbild von König Ludwig I. von Bayern | Denkmal auf Kalksteinsockel mit Inschrift, von Konrad von Knoll, bezeichnet „1891“ | D-6-72-114-7 Wikidata    | weitere Bilder |
| Am Kurgarten 8 (Standort) | Kursaalbau mit Wandelgang, sogenannter Arkadenbau | Eingeschossige Dreiflügelanlage, bestehend aus zweigeschossigem Kursaalbau mit doppeltem Arkadenmotiv und flachem Walmdach, beidseitig flankiert von Kolonnaden mit zum Garten geöffneten Rundbogenarkaden, Rundbogenstil, von Friedrich von Gärtner, 1834–38 | D-6-72-114-6 Wikidata    | weitere Bilder |
| Am Kurgarten 8 (Standort) | Quelltempel, sogenannter Maxbrunnen, bzw. Sauerbrunnen | Kleiner, tempelartiger Mansarddachbau mit Sandsteinverkleidung sowie westlich und östlich vorgelagertem Portikus, in Formen des klassizierenden Jugendstils, von Max Littmann, 1911 | D-6-72-114-3 Wikidata    | weitere Bilder |
| Am Kurgarten 8, vor Maxbrunnen (Standort) | Brunnenschacht | Längsoval mit Balustrade umgeben, gleichzeitig | D-6-72-114-3 Wikidata    | weitere Bilder |
| Am Kurgarten 8, Ludwigstraße 2 (Standort) | Kursaalgebäude, sogenannter Regentenbau | Zweigeschossiger Massivbau mit Walmdach und Sandsteinquaderverblendung, Langseiten mit pilasterbesetzten, übergiebelten Seitenrisalite mit vorgelagerten Terrassenbauten, die östliche, konkave Schaufassade mit konvexer Vorhalle, Westfassade mit Doppelsäulenstellung, beide mit Laternenbekrönung | D-6-72-114-38 Wikidata   | weitere Bilder |
| Am Kurgarten 8, Ludwigstraße 2 (Standort) | Nebengebäude um einen Binnenhof, den sogenannten Schmuckhof | Südlich angrenzend, im klassizisierender Jugendstil, von Max Littmann, 1910–13, mit Ausstattung | D-6-72-114-38 Wikidata   | weitere Bilder |
| Am Kurgarten 8, Ludwigstraße 2 (Standort) | Einfriedung mit Triumphsäule | Sandstein, klassizisierend, gleichzeitig | D-6-72-114-38 Wikidata   | weitere Bilder |
| Am Kurgarten 10, Ludwigstraße 2 (Standort) | Wandelhalle | Kreuzförmig angelegter, basilikaler Hallenbau mit flachem Walmdach, sowie angeschlossenem westlichem Brunnenhaus und östlichem Vorhallenbau, Fassade arkadengegliedert und betonsichtig, in Formen des klassizierenden Jugendstils, von Max Littmann, 1910–12 | D-6-72-114-8 Wikidata    | weitere Bilder |
| Am Kurgarten 10, Ludwigstraße 2 (Standort) | Ufermauer mit Pegelhäuschen | Beton, wohl gleichzeitig | D-6-72-114-8 Wikidata    | Ufermauer mit Pegelhäuschen |
| Am Sinnberg (Standort) | Bismarckturm | Massiger Rundturm mit Bossenwerk und Reliefries mit Lorbeerfestons, darüber abschließendes Konsolgesims, nach Entwürfen von Wilhelm Kreis, 1914 begonnen, erst 1926–28 wurde die Außenhülle vollendet, Treppenanlage erst 1986 eingebaut | D-6-72-114-122 Wikidata  | weitere Bilder |
| Am Sinnberg (Standort) | Einfriedung | Hausteinmauerwerk, bauzeitlich | D-6-72-114-122 Wikidata  | BW |
| Am Steig 16 (Standort) | Villa | Zweigeschossiger Kalksteinbau mit Satteldach, Eckturm, Treppengiebel und Sandsteingliederungselementen, historistisch, von Carl Krampf, 1908 | D-6-72-114-266 Wikidata  | Villa |
| Am Wendelini (Standort) | Heiligenfigur | Freifigur des Heiligen Wendelin, auf Postament mit Inschrift, Sandstein, von Valentin Weidner, bezeichnet „1883“ | D-6-72-114-123 Wikidata  | weitere Bilder |
| Bachstraße 1 (Standort) | Gasthaus, sogenanntes Wahlers Bräustüble | Zweigeschossiger Walmdachbau mit massivem Erdgeschoss und Fachwerkobergeschoss, sowie südlichem Stufengiebel, späthistoristisch, 1928 über älterem Kern des 17. Jahrhunderts, Teil des ehemals benachbarten Erthaler Hofes | D-6-72-114-252 Wikidata  | weitere Bilder |
| Bachstraße 3, 5 a, 5 b, 5 c, 5 d (Standort) | Ehemaliger Judenhof | Teil des ehemaligen Erthaler Hofes, ursprünglich einheitliche Wohnanlage um viereckigen Binnenhof angeordnet, spätes 17. Jahrhundert, Nr. 5 e, 5 f und 7 1983 und 1994 erneuert | D-6-72-114-9 Wikidata    | BW |
| Bachstraße 3 (Standort) | Ehemaliger Judenhof | Dreigeschossiger, verputzter Halbwalmbau, im Kern 17. Jahrhundert, um 1910 aufgestockt | D-6-72-114-9 Wikidata    | weitere Bilder |
| Bachstraße 5 a (Standort) | Ehemaliger Judenhof | Zweigeschossiger, traufseitiger Satteldachbau | D-6-72-114-9 Wikidata    | weitere Bilder |
| Bachstraße 5 b (Standort) | Ehemaliger Judenhof | Zweigeschossiger, verputzter Satteldachbau | D-6-72-114-9 Wikidata    | weitere Bilder |
| Bachstraße 5 c (Standort) | Ehemaliger Judenhof | Nr. 5 c zweigeschossiger, verputzter Fachwerkbau mit Halbwalmdach und Pforte, diese bezeichnet „1693“ | D-6-72-114-9 Wikidata    | weitere Bilder |
| Bachstraße 5 d (Standort) | Ehemaliger Judenhof | Zweigeschossiger Fachwerkbau mit massivem Erdgeschoss und Satteldach, 17. Jahrhundert | D-6-72-114-9 Wikidata    | weitere Bilder |
| Bachstraße 9 (Standort) | Wohngebäude | Ursprünglich zweigeschossiger, verputzter Satteldachbau im Kern frühes 19. Jahrhundert, an der Tordurchfahrt bezeichnet „1809“, nachträglich um das zweite Obergeschoss aufgestockt und mit Zwillingsgauben versehen, frühes 20. Jahrhundert | D-6-72-114-10 Wikidata   | weitere Bilder |
| Bahnhofstraße 1 (Standort) | Ehemalige Bahnverwaltung | Zweigeschossiger Ziegelbau mit Sandsteingliederung und Walmdach, mit angrenzendem ehemaligen Güterschuppen, langgezogener, eingeschossiger Ziegelbau mit Satteldach, um 1900 | D-6-72-114-396 Wikidata  | weitere Bilder |
| Bahnhofstraße 5 (Standort) | Bahnhof | Zweigeschossiger Mittelpavillon mit eingeschossigen Seitenflügeln in Hakenform, mit flachen Walmdächern, sandsteinverkleidert, in neoklassizistischen Formen, 1874 | D-6-72-114-11 Wikidata   | weitere Bilder |
| Bahnhofstraße 5 (Standort) | Bahnsteigüberdachung | Mit Gusseisenstützen, gleichzeitig | D-6-72-114-11 Wikidata   | weitere Bilder |
| Bahnhofstraße (Standort) | Einfriedung entlang des Bahngeländes | Eisengitter in Jugendstilformen, um 1905 | D-6-72-114-11 Wikidata   | weitere Bilder |
| Bahnhofstraße (Standort) | Kriegerdenkmal für die Gefallenen von 1870/71 | Halbrunde Sitzbank mit mittig integriertem Brunnenbecken und doppeltem Auslauf mit Brunnenmasken, darauf Hochrelief einer Soldatengruppe mit Gefallenem, Rückseite mit Balustrade und Sitzbank, Kalkstein, in Formen des Jugendstils, von Balthasar Schmitt, 1904 | D-6-72-114-12 Wikidata   | weitere Bilder |
| Ballinghain (Standort) | Denkmal für den Balneologen, Badearzt und Hofrat Dr. Franz Anton von Balling                                                                                   | Bronzegussbüste auf Kalksteinpostament mit Inschrift, von Valentin Weidner, gegossen von Ferdinand von Miller, 1900 | D-6-72-114-125 Wikidata  | weitere Bilder |
| Ballingstraße 2 (Standort) | Ehemaliges Kurhotel | Dreigeschossiger, verputzter Walmdachbau in Ecklage, mit Erkerturm, Zwerchhäusern mit Volutengiebeln und Sandsteingliederungen, in Formen der Neorenaissance, von E. Hofmann, 1890 | D-6-72-114-267 Wikidata  | weitere Bilder |
| Ballingstraße 3 (Standort) | Kurhotel | Dreigeschossiger, verputzter Mansardwalmdachbau mit geschwungenen Zwerchhausgiebeln, in Formen des Jugendstils, von Carl Krampf, 1909 | D-6-72-114-397 Wikidata  | weitere Bilder |
| Balthasar-Neumann-Promenade (Standort) | Bildstock | Reliefaufsatz mit Kreuzbekrönung, Akanthusschmuck und Darstellung des schlafenden Christuskindes inmitten der Arma Christi, auf Rundsäule über Postament, Sandstein, bezeichnet „1725“ | D-6-72-114-120           | weitere Bilder |
| Balthasar-Neumann-Promenade 4, 6, 8, 10, 12 (Standort) | Ladenzeile, sogenannter Bazar | Reihe von zumeist eingeschossigen Ladenfronten mit flachen Satteldächern und Pilastergliederungen, teilweise bereits stark überformt, Nr. 10 mit großem, gläsernem Kuppeldach, Nr. 8, dreigeschossiger Walmdachbau, im Kern wohl erste Hälfte 19. Jahrhundert, sämtliche in Formen des Historismus und Jugendstils, um 1900 | D-6-72-114-268           | weitere Bilder |
| Balthasar-Neumann-Promenade 16 (Standort) | Ehemaliges Kurhotelnebengebäude | Ursprünglich zum Kurhotel Theresienstraße 12 gehörig, zweigeschossiger, verputzter Mansarddachbau mit reicher Hausteingliederung der westlichen Ladenzeile, in Formen des Jugendstils, von Carl Krampf, 1907 | D-6-72-114-269           | weitere Bilder |
| Bergmannstraße (Standort) | Jüdischer Friedhof | Mit Grabsteinen des 19. Jahrhunderts und frühen 20. Jahrhunderts, angelegt um 1800 | D-6-72-114-13 Wikidata   | weitere Bilder |
| Bergmannstraße (Standort) | Ehemalige Aussegnungshalle | Eingeschossiger Ziegelbau mit Walmdach, Sandsteingliederung und loggienartigem Mittelrisalit, spätklassizistisch, 1891 | D-6-72-114-13 Wikidata   | weitere Bilder |
| Bergmannstraße 3 (Standort) | Wohngebäude | Dreigeschossiger Mansarddachbau mit Erkertürmen und Zwerchhausziergiebel, historistisch, von Jakob Hergenröder, 1885 | D-6-72-114-272 Wikidata  | weitere Bilder |
| Bergmannstraße 3 (Standort) | Einfriedung | Auf Hausteinstützmauer, Pfeiler mit Schmiedeeisengitter, gleichzeitig | D-6-72-114-272 Wikidata  | weitere Bilder |
| Bibrastraße 1, Landwehrstraße 2 (Standort) | Ehemaliges Vereinshaus des Turn- und Sportvereins 1876 | Dreigeschossiger Mansarddachbau, mit Eckrisalit, Balkone und Zwerchhaus mit Segmentgiebel, in Formen des späten Jugendstils, von Franz Krampf, bezeichnet „1913“ | D-6-72-114-309 Wikidata  | weitere Bilder |
| Bibrastraße 1, Landwehrstraße 2 (Standort) | Turnhalle | Rückwärts zugehörig, 1913 | D-6-72-114-309 Wikidata  | weitere Bilder |
| Bibrastraße 11, Bibrastraße 13 (Standort) | Doppelwohnhaus, ehemaliges Mietshaus | Dreigeschossiger Mansardwalmdachbau mit Eckpavillons mit Ziergiebeln und Hausteingliederung, in Formen des historisierten Jugendstils, von Anton Schick, 1905–06 | D-6-72-114-273 Wikidata  | weitere Bilder |
| Bibrastraße 11, Bibrastraße 13 (Standort) | Vorgarteneinfriedung | Haustein und Schmiedeeisen, gleichzeitig | D-6-72-114-273 Wikidata  | weitere Bilder |
| Bibrastraße 12 (Standort) | Ehemalige Kurgärtnerei | Eingeschossiger Mansarddachbau mit Krüppelwalm, in Formen des Jugendstils, um 1905 | D-6-72-114-14 Wikidata   | weitere Bilder |
| Bibrastraße 12 (Standort) | Ehemalige Kurgärtnerei, Einfriedung | Hoftorpfeiler mit Blumenkorbschmuck, Hausteinmauerwerk, gleichzeitig | D-6-72-114-14 Wikidata   | weitere Bilder |
| Bibrastraße 15 (Standort) | Wohngebäude | Dreigeschossiger Eckbau mit Mansardwalmdach, rotes Hausteinmauerwerk mit Grausandsteingliederung und Eckerker mit Spitzhelm, in Formen der Neorenaissance, von Karl Friedrich Gottschalk, 1904 | D-6-72-114-274 Wikidata  | weitere Bilder |
| Bibrastraße 15 (Standort) | Vorgarteneinfriedung | Gusseisen, gleichzeitig | D-6-72-114-274 Wikidata  | weitere Bilder |
| Bismarckstraße 6 (Standort) | Ehemaliges Hotel, zuerst Bellevue, dann de Bavière, zuletzt Fürstenhof                                                                                         | Dreigeschossiger Mansarddachbau mit Hakengrundriss, östlicher Hauptflügel von 1856, Erweiterung um den Südflügel, 1880, gusseiserne Balkonarchitektur 1895, Dachausbau mit Eckkuppeln und Risaliterhöhungen, von Carl Krampf, 1909 | D-6-72-114-275 Wikidata  | weitere Bilder |
| Bismarckstraße 6, Marbachweg 4 (Standort) | Villa | Zweigeschossiger Sandsteinquaderbau mit Mittelrisaliten und Ziergiebeln, sowie polygonalem Eckturm mit Kuppeldach, in Formen der Neorenaissance, von Andreas Lohrey, 1884 | D-6-72-114-51 Wikidata   | weitere Bilder |
| Bismarckstraße 6, Marbachweg 4 (Standort) | Einfriedung | Gusseisenzaun, gleichzeitig | D-6-72-114-51 Wikidata   | weitere Bilder |
| Bismarckstraße 16 (Standort) | Gedenktafel an das Attentat auf Reichskanzler Fürst Bismarck am 13. Juli 1874 in Bad Kissingen                                                                 | Von Michael Arnold, 1874 | D-6-72-114-276 Wikidata  | weitere Bilder |
| Bismarckstraße 21 (Standort) | Kiosk | Kleiner eingeschossiger Walmdachbau mit halbrunden Exedren, von Hans Hußlein, 1911 | D-6-72-114-277 Wikidata  | weitere Bilder |
| Bismarckstraße 21, Im Luitpoldpark 1 (Standort) | Parkanlage, sogenannter Luitpoldpark | Landschaftspark zwischen Saale und Bismarckstraße, stufenweise Umwandlung des Wiesengeländes der Saaleniederung und Einbeziehung in das Kurviertel, ab 1867 | D-6-72-114-257 Wikidata  | weitere Bilder |
| Bismarckstraße 22 (Standort) | Villa | Zweigeschossiger Walmdachbau, in Formen der Neorenaissance, von Ludwig Eberth, 1885 | D-6-72-114-256 Wikidata  | weitere Bilder |
| Bismarckstraße 23 (Standort) | Ehemaliges Bazar- und Restaurantgebäude | Zweigeschossiger, verputzter Mansardwalmdachbau mit nördlichem zweigeschossigen Anbau mit Walmdach, beide in Formen der Neorenaissance, von Wilhelm von Doderer, 1885 | D-6-72-114-278 Wikidata  | weitere Bilder |
| Bismarckstraße 24 (Standort) | Villa, sogenanntes Westendhaus | Dreigeschossiger Walmdachbau mit östlichem Säulenportikus, klassizistisch, von Johann Gottfried Gutensohn, um 1840 | D-6-72-114-15 Wikidata   | weitere Bilder |
| Bismarckstraße 36 (Standort) | Ehemaliges Kurhotel | Dreigeschossiger Mansardwalmdachbau mit geschwungenem Mittelgiebel, in Formen des Jugendstils, von Carl Krampf, 1909, unter Verwendung des Vorgängerbaus, um 1870, rückwärtiger Flügel von Joseph Gleißner, 1886 | D-6-72-114-279 Wikidata  | weitere Bilder |
| Bismarckstraße 36 (Standort) | Einfriedung | Pfeiler und Gusseisen, wohl um 1900 | D-6-72-114-279 Wikidata  | BW |
| Bismarckstraße 36 (Standort) | Gartenhaus | Eingeschossige Eisen-Glas-Konstruktion mit Mittelrisalit, in Formen des Jugendstils, von Carl Krampf, um 1910 | D-6-72-114-279 Wikidata  | weitere Bilder |
| Bismarckstraße 46 (Standort) | Villa | Eingeschossiger Massivbau mit steilem Pyramidendach und unterschiedlichen Annexen, in Formen des Jugendstils, 1904 | D-6-72-114-280 Wikidata  | weitere Bilder |
| Bismarckstraße 56 (Standort) | Ehemalige Kurvilla | Zweigeschossiger Satteldachbau in Hanglage, mit bossiertem Sockelgeschoss und Erkern, in Formen des Jugendstils, von Leonhard Ritter, 1912/13 | D-6-72-114-281 Wikidata  | weitere Bilder |
| Bismarckstraße 68, 70 (Standort) | Ehemalige Militärkuranstalt, dann Staatliches Versehrtenkrankenhaus                                                                                            | Dreigeschossige Dreiflügelanlage mit Mansardwalmdächern bzw. Satteldach, in Formen des Jugendstils, bezeichnet „1912–13“ | D-6-72-114-282 Wikidata  | weitere Bilder |
| Bismarckstraße 68, 70 (Standort) | Nebengebäude | Eingeschossiger Mansardwalmdachbau mit Sockelgeschoss und Zwerchhausgiebel, Jugendstil, um 1912 | D-6-72-114-282 Wikidata  | weitere Bilder |
| Bismarckstraße 68, 70 (Standort) | Nebengebäude | Zweigeschossiger, verputzter Krüppelwalmdachbau, wohl um 1912 | D-6-72-114-282 Wikidata  | weitere Bilder |
| Nähe Bismarckstraße (Standort) | Ehemaliges Elektrizitätswerk bzw. elektrische Zentrale für das Luitpoldbad                                                                                     | Rotsandsteinquaderbau mit Walmdachbau und Grausandsteingliederung, in Formen der Neorenaissance, 1898 | D-6-72-114-303 Wikidata  | weitere Bilder |
| Erhardstraße 3 (Standort) | Mietshaus | Viergeschossiger Mansardwalmdachbau, mit bossiertem Sockelgeschoss und Erkern, später Jugendstil, von Christian Haub, 1911 | D-6-72-114-283 Wikidata  | weitere Bilder |
| Erhardstraße 19 a (Standort) | Ehemalige Landwehrkaserne | Zweigeschossiger Satteldachbau mit Eckpavillons mit Walmdächern und übergiebeltem Mittelrisalit, historistisch, um 1900 | D-6-72-114-284 Wikidata  | weitere Bilder |
| Erhardstraße 21 (Standort) | Mietvilla | Dreigeschossiger Walmdachbau in Ecklage, mit rundem Eckturm mit Kegeldach, Eckerker, Mittelrisalit mit Ziergiebel und Rotsandsteingliederung, in Formen der Neorenaissance, von Architekt Kiesel, 1902 | D-6-72-114-285 Wikidata  | weitere Bilder |
| Erhardstraße 21 (Standort) | Vorgarteneinfriedung | Hoftorpfeiler und Gusseisenzaun, gleichzeitig | D-6-72-114-285 Wikidata  | weitere Bilder |
| Erhardstraße 26 (Standort) | Villa | Zweigeschossiger Mansardwalmdachbau in Ecklage, mit Risaliterkern, geschweiften Giebeln und Putzdekor, in Formen des Jugendstils, von August Gleißner, bezeichnet „1909“ | D-6-72-114-286 Wikidata  | weitere Bilder |
| Frühlingstraße 1 (Standort) | Villa | Zweigeschossiger Klinkerbau mit Walmdach, mit bossiertem Sockelgeschoss, polygonalem Eckturm, Mittelrisalite mit geschweiften Giebeln und Sandsteingliederung, späthistoristisch, von B. Geiling, 1905/06 | D-6-72-114-287 Wikidata  | weitere Bilder |
| Frühlingstraße 1 (Standort) | Einfriedung | Gusseisenzaun, gleichzeitig | D-6-72-114-287 Wikidata  | weitere Bilder |
| Frühlingstraße 1 (Standort) | Laube | Eingeschossiger Fachwerkbau mit Satteldach, Klinkerausfachung und Mittelrisalit, gleichzeitig | D-6-72-114-287 Wikidata  | weitere Bilder |
| Frühlingstraße 1 (Standort) | Pavillon | Rundes Gusseisengestell mit Glockendach, gleichzeitig; Nebengebäude, eingeschossiger Klinkerbau mit Pultdach, gleichzeitig | D-6-72-114-287 Wikidata  | weitere Bilder |
| Frühlingstraße 2 (Standort) | Villa | Zweigeschossiger Klinkerbau mit Mansardwalmdach in Ecklage, mit bossiertem Sockelgeschoss, polygonalem Eckturm, Eckrisalit mit geschweiftem Giebel und Sandsteingliederung, in Formen der Neorenaissance, von Jakob Hergenröder, 1898 | D-6-72-114-288 Wikidata  | weitere Bilder |
| Frühlingstraße 5 (Standort) | Mietshaus | Dreigeschossiger Klinkerbau mit bossiertem Sockelgeschoss und Mansarddach, mit Erkern, geschweiften Giebeln und Sandsteingliederung, historistisch, von Carl Krampf, 1902 | D-6-72-114-289 Wikidata  | weitere Bilder |
| Frühlingstraße 9 (Standort) | Ehemalige Kurvilla | Dreigeschossiger Sandsteinquaderbau mit Walmdach und Sandsteingliederung, historistisch, 1873, 1896 aufgestockt | D-6-72-114-290 Wikidata  | weitere Bilder |
| Frühlingstraße 9 (Standort) | Vorgarteneinfriedung | Bossierte Pfeiler mit Jugendstilgittern, Gusseisen, um 1905 | D-6-72-114-290 Wikidata  | weitere Bilder |
| Grabengasse 6 (Standort) | Wohnhaus mit Gaststätte, sogenanntes Bratwurstglöckle | Dreigeschossiger Klinkerbau mit Satteldach, Sandsteingliederung und Dreieckserkertürmchen, in Formen der Neorenaissance, 1899; mit Ausstattung | D-6-72-114-18 Wikidata   | weitere Bilder |
| Hartmannstraße 10 (Standort) | Wohngebäude | Zweigeschossiger Klinkerbau mit Satteldach in Ecklage, mit Erker, Ziergiebeln und Sandsteingliederung, historistisch, von Andreas Kiesel, 1899 | D-6-72-114-291 Wikidata  | weitere Bilder |
| Hartmannstraße 11 (Standort) | Wohnhaus | Zweigeschossiger Satteldachbau mit bossiertem Sockel und kannelierten Eckpilastern, historistisch, um 1890 | D-6-72-114-292 Wikidata  | weitere Bilder |
| Hartmannstraße 11 (Standort) | Rückgebäude | Dreigeschossiger Satteldachbau mit Ladenfront im Erdgeschoss, Ziergiebel, Erker und Toreinfahrt, in Formen des Jugendstils, von Carl Krampf, 1908 | D-6-72-114-292 Wikidata  | weitere Bilder |
| Hartmannstraße 14 (Standort) | Wohngebäude | Zweigeschossiger Klinkerbau mit Walmdach und bossiertem Sockel, sowie Sandsteingliederung und Zwerchhäuser mit Ziergiebeln, in Formen der Neorenaissance, um 1900 | D-6-72-114-293 Wikidata  | weitere Bilder |
| Hartmannstraße 14 (Standort) | Hoftorpfeiler | Bossenquadergliederung, gleichzeitig | D-6-72-114-293 Wikidata  | weitere Bilder |
| Hartmannstraße 17 (Standort) | Wohngebäude | Zweigeschossiger Walmdachbau mit Rotsandsteingliederung, Zwerchhauserker, sowie Fachwerkzwerchhäuser, in Formen des reduzierten Historismus, von B. Geiling, 1905 | D-6-72-114-294 Wikidata  | weitere Bilder |
| Hartmannstraße 20 (Standort) | Wohngebäude | Zweigeschossiger Mansarddachbau mit Hausteinsockel, Putzgliederung sowie geschweiftem Giebel, in Formen des Jugendstils, von Carl Kampf, um 1905 | D-6-72-114-295 Wikidata  | weitere Bilder |
| Hartmannstraße 24 (Standort) | Wohngebäude | Zweigeschossiger Halbwalmbau mit Sockelgeschoss mit Hausteingliederung, Treppenturm und Obergeschoss mit Zierfachwerk, historistisch, von August Gleißner, 1901 | D-6-72-114-296 Wikidata  | weitere Bilder |
| Hartmannstraße 25 (Standort) | Ehemaliges Verwaltungsgebäude des Roten Kreuzes | Zweigeschossiger, traufständiger Rotsandsteinquaderbau mit Grausandsteingliederung, Zwerchhausrisalit und nordöstlichem zweigeschossigen Anbau mit Satteldach, historistisch, von Carl Krampf, bezeichnet „1899“ | D-6-72-114-297 Wikidata  | weitere Bilder |
| Hartmannstraße 26 a, 26 b (Standort) | Mietshaus | Viergeschossiger Massivbau mit Walmdach, Risalite und mittiger Säulenloggia über Korbbogen, in Formen des Jugendstils, von Heinrich Möller, um 1910 | D-6-72-114-19 Wikidata   | weitere Bilder |
| Hartmannstraße 26 a, 26 b (Standort) | Vorgarteneinfriedung | Hausteinverkleidung, gleichzeitig | D-6-72-114-19 Wikidata   | weitere Bilder |
| Hartmannstraße 27 (Standort) | Mietshaus | Dreigeschossiger Massivbau mit Mansardwalmdach, bossiertem Sockelgeschoss, und geschwungen Giebeln, in Formen des Jugendstils, von August Gleißner, 1903 | D-6-72-114-298 Wikidata  | weitere Bilder |
| Hartmannstraße 27 (Standort) | Vorgarteneinfriedung | Ornamentierte Pfeiler und Gusseisenzaun, gleichzeitig | D-6-72-114-298 Wikidata  | weitere Bilder |
| Hartmannstraße 28 (Standort) | Mietshaus | Dreigeschossiger Mansardwalmdachbau mit bossiertem Sockel und geschwungenem Mittelgiebel, später Jugendstil, von Franz Krampf, 1911; Vorgarteneinfriedung, Hausteinverkleidung, gleichzeitig | D-6-72-114-299 Wikidata  | weitere Bilder |
| Hartmannstraße 30 (Standort) | Mietshaus | Dreigeschossiger Mansardwalmdachbau mit viergeschossigem Eckpavillon mit Pyramidendach, in Formen des späten Jugendstils, von Carl Krampf, 1909 | D-6-72-114-300 Wikidata  | weitere Bilder |
| Hartmannstraße 30 (Standort) | Vorgarteneinfriedung | Hausteinverkleidung, gleichzeitig | D-6-72-114-300 Wikidata  | weitere Bilder |
| Hemmerichstraße 2 (Standort) | Ehemaliges Wasserwerk | Zweigeschossiger Mansardwalmdachbau mit Lisenengliederung, 1922 | D-6-72-114-301 Wikidata  | weitere Bilder |
| Hemmerichstraße 2 (Standort) | Nebengebäude | Eingeschossiger Walmdachbau über ovalem Grundriss, gleichzeitig | D-6-72-114-301 Wikidata  | weitere Bilder |
| Hemmerichstraße 8 (Standort) | Villa | Zweigeschossiger Sandsteinquaderbau mit Walmdach und Gusseisenlaube, historistisch, um 1875 | D-6-72-114-302 Wikidata  | weitere Bilder |
| Hemmerichstraße 50 (Standort) | Villa | Zweigeschossiger Klinkerbau mit Walmdach über Sockelgeschoss, mit Eckerkern, Mittelrisalit mit hohem Walmdach und Ziergiebel, sowie Sandsteingliederung, in Formen der Neorenaissance, von Friedrich Abt, bezeichnet „1895“ | D-6-72-114-20 Wikidata   | weitere Bilder |
| Hemmerichstraße 50 (Standort) | Garteneinfriedung | Quadermauerwerk und Gusseisenzaun, sowie Hoftorpfeiler, gleichzeitig | D-6-72-114-20 Wikidata   | weitere Bilder |
| Hohe Eiche 1, Ilgenberg (Standort) | Turm, sogenannter Ludwigsturm, Aussichtsturm zur Erinnerung an König Ludwig I.                                                                                 | Quadratischer Sandsteinquaderturm mir vorkragendem Zinnenkranz, von Jakob Hergenröder, 1881 | D-6-72-114-21 Wikidata   | weitere Bilder |
| Hohe Eiche 1, Ilgenberg (Standort) | Flurdenkmal, sogenannter Heidenopferstein | Grob behauener achteckiger Sandstein mit Mulde, wohl ehem. Taufstein für die Kirche in Aura, spätmittelalterlich | D-6-72-114-130 Wikidata  | weitere Bilder |
| Hohe Eiche 1, Ilgenberg (Standort) | Wetterunterstand, sogenannte Ilgenhalle | Kleiner, halboffener Holzbau mit Flachsatteldach und durchbrochenen Verzierungen, im Schweizerstil, 1851 | D-6-72-114-367 Wikidata  | weitere Bilder |
| Im Luitpoldpark 1 (Standort) | Denkmal für König Maximilian II. Joseph von Bayern | Marmorstandbild auf Kalksteinsockel mit Inschrift, von Michael Arnold, 1865 | D-6-72-114-23 Wikidata   | weitere Bilder |
| Im Luitpoldpark 1 (Standort) | Ehemaliges Kurbad, sogenanntes Luitpoldbad, ab 1968 Spielkasino                                                                                                | Mehrflügelanlage, in Formen der Neorenaissance, zunächst eingeschossige, nach Norden offene Dreiflügelanlage mit Eck- und Mittelpavillons, von Albert Geul, 1867–71, danach Errichtung des ehemaligen Kursaalbaus bzw. Mittelbaus, zweigeschossiger, basilikaler Sandsteinquaderbau mit Flachsatteldach, Risalit und Dreiecksgiebel, von Heinrich von Hügel und Wilhelm von Doderer, 1878–80, danach Aufstockung und Erweiterung der Anlage nach Süden, Einbindung des ehem. Kursaalbaus mittels Verbindungsarkaden, sowie Errichtung des Südflügels, als dreiteilige Gebäudegruppe mit zweigeschossigem Mittelpavillon, Verbindungsflügel und überkuppelte Eckpavillons, teilweise wohl nach Plänen von Jean Keller, um 1902–06 | D-6-72-114-22 Wikidata   | weitere Bilder |
| In der Au 6 (Standort) | Zuschauertribüne, sogenanntes Turniergebäude | Zweigeschossiger, langgezogener Bau mit Flachsatteldach, mit bossenquaderverkleidetem Sockel mit stichbogigen Öffnungen und offener, hölzerner Tribünenüberdachung, 1922 | D-6-72-114-258 Wikidata  | weitere Bilder |
| Kapellenstraße 3, 5 (Standort) | Ehemaliges Kurhotel, dann Institut der Englischen Fräulein | Nr. 3 dreigeschossiger, einseitig abgewalmter Massivbau mit westlichem Ziergiebel, im Kern um 1840, um 1895/1900 dem damaligen Neubau Nr. 5 äußerlich angeglichen, dreigeschossiger, einseitig abgewalmter Sandsteinquaderbau mit Rotsandsteingliederung, sowie Eckrisalit mit turmartiger Walmbedachung, in Formen der Neorenaissance, um 1895/1900 | D-6-72-114-259 Wikidata  | weitere Bilder |
| Kapellenstraße 17 (Standort) | Friedhof | Mit Mauer eingefriedete Anlage vor allem mit Grabdenkmälern des 19. und frühen 20. Jahrhunderts, Begräbnisplatz seit dem 15. Jahrhundert, geprägt durch die zwei Erweiterungsphasen des 19. Jahrhunderts in östliche Richtung, erste Erweiterungsphase um 1855, bis auf Höhe des Leichenhauses, zweite Erweiterung mit heutiger Ausdehnung, um 1890, Friedhofsmauer, Hau- bzw. Bruchsteinmauerwerk, Sandstein, im Kern spätmittelalterlich, im östlichen Verlauf mit eingelassenen Grabplatten des 16.–19. Jahrhundert, um 1855 und 1895 erweitert | D-6-72-114-26 Wikidata   | weitere Bilder |
| Kapellenstraße 17 (Standort) | Friedhofskreuz | Kruzifix auf breitem Tischsockel mit Reliefdarstellung des schlafenden Jesuskindes, Sandstein, 18. Jahrhundert | D-6-72-114-26 Wikidata   | weitere Bilder |
| Kapellenstraße 17 (Standort) | Leichenhaus | Eingeschossiger Satteldachbau mit mittigem Dreiecksgiebel über dreifacher Arkatur, Rundbogenstil, von Jakob Hergenröder, 1895 | D-6-72-114-26 Wikidata   | weitere Bilder |
| Kapellenstraße 17 (Standort) | Friedhofskreuz der Friedhoferweiterung | Kruzifix auf achteckigem Postament mit Lisenen- und Maßwerkornament, neugotisch, von Valentin Weidner, bezeichnet „1890“ | D-6-72-114-26 Wikidata   | weitere Bilder |
| Kapellenstraße 17 (Standort) | Mariensäule | Madonnenfigur auf gedrehter Säule über von Wappen umringten Postament, neugotisch, von Valentin Weidner, bezeichnet „1905“ | D-6-72-114-26 Wikidata   | weitere Bilder |
| Kapellenstraße 17 (Standort) | Ehemaliges Küsterhaus | Zweigeschossiger, verputzter Walmdachbau über hohem Sandsteinquadersockel, erste Hälfte 19. Jahrhundert | D-6-72-114-24 Wikidata   | weitere Bilder |
| Kapellenstraße 19 (Standort) | Katholische Marienkapelle bzw. Friedhofskirche St. Burkardus                                                                                                   | Saalbau mit eingezogenem Chor und nördlichem Chorturm mit Welscher Haube, Turmuntergeschoss 15. Jahrhundert, Turmobergeschoss, 1906, Langhaus nach Plänen von Balthasar Neumann, 1727–44; mit Ausstattung | D-6-72-114-25 Wikidata   | weitere Bilder |
| Nähe Kapellenstraße (Standort) | Bildstock | Reliefaufsatz mit Heiligem Georg als Bekrönungsfigur und Vierzehn-Heiligen-Darstellung, Rückseite mit Stifterfamilie vor Kreuz, auf Rundsäule mit Postament über Tischsockel mit Inschriftenkartusche, Sandstein, ehemals bezeichnet „1719“ | D-6-72-114-27            | weitere Bilder |
| Nähe Kapellenstraße (Standort) | Kriegerdenkmal für die Gefallenen des Ersten Weltkrieges 1914–18                                                                                               | Figur eines verletzten, brüllenden Löwen auf Vierkantsockel mit breitem Kämpferkapitell mit Soldatenreliefs, Kalkstein, nach Entwurf von Heinrich Solomoun, bezeichnet „1924“ | D-6-72-114-29            | weitere Bilder |
| Nähe Kapellenstraße (Standort) | Gefallenendenkmal für die Opfer des Krieges von 1866 | Marmorfigur der trauernden Germania mit Schwert und geneigter Siegespalme, auf kubischem Granitsockel mit den eingemeißelten Namen der Gefallenen, am Ort eines Massengrabes, von Michael Arnold, 1869 | D-6-72-114-30 Wikidata   | weitere Bilder |
| Nähe Kapellenstraße (Standort) | St.-Nepomuk-Statue | Standfigur des Heiligen Nepomuk auf Postament mit Relief des Brückensturzes des Heiligen, Sandstein, Mitte 18. Jahrhundert | D-6-72-114-28            | weitere Bilder |
| Kirchgasse 2 (Standort) | Gasthaus | Zweigeschossiger, massiver Traufseitbau mit Mansarddach und geohrten Fensterrahmungen, bezeichnet „1801“; mit historistischer Ausstattung, bezeichnet „1893“ | D-6-72-114-31 Wikidata   | weitere Bilder |
| Kirchgasse 9 (im Hausflur) (Standort) | Torrahmung | Bezeichnet „1607“ | D-6-72-114-32 Wikidata   | [[Vorlage:Bilderwunsch/code!/C:50.20056,10.07632!/D:Kirchgasse 9 (im Hausflur), Torrahmung!/\|BW]] |
| Kurhausstraße 9 (Standort) | Ehemaliges Hotel de Russie, dann Reichshof, jetzt Kurklinik | Dreigeschossiger Massivbau mit flachem Walmdach und erhöhtem Mittelrisalit mit von Säulen getragenem Balkon, nördlicher Teil im Kern erste Hälfte 19. Jahrhundert, Umgestaltung um 1840, Erweiterung nach Süden und Umgestaltung, um 1874 | D-6-72-114-33 Wikidata   | weitere Bilder |
| Kurhausstraße 10 (Standort) | Wohngebäude | Zweigeschossiger, verputzter Halbwalmdachbau, biedermeierlich, um 1830 | D-6-72-114-34 Wikidata   | weitere Bilder |
| Kurhausstraße 10 (Standort) | Ladenzeile bzw. Bazargebäude | Eingeschossiger Flachdachbau, mit Pilastergliederung und Rustikasockel, in Formen der Neorenaissance, um 1900 | D-6-72-114-34 Wikidata   | weitere Bilder |
| Kurhausstraße 11 (Standort) | Ehemaliges Kurhotel, dann ehemaliges Kurheim Buchenhof, dann ehemaliges Marinekurlazarett                                                                      | Dreigeschossiger Mansardwalmdachbau mit bossiertem Erdgeschoss, vorspringender Frontmitte und Seitenrisalite, Jugendstil, von Anton Eckert, 1905 | D-6-72-114-35 Wikidata   | weitere Bilder |
| Kurhausstraße 11 a (Standort) | Kurhotel | Dreigeschossiger Mansarddachbau mit Zwerchhäusern mit Segmentgiebeln und loggienartigem Vorbau auf der Südseite, in Formen des Jugendstils, unter Verwendung des spätklassizistischen Vorgängerbaus, von Franz Krampf, 1911/12 | D-6-72-114-306 Wikidata  | weitere Bilder |
| Kurhausstraße 16 (Standort) | Wohn- und Geschäftshaus | Dreigeschossiger Massivbau mit Walmdach, Erker mit Putzdekor und Zwerchhaus mit geschwungenem Giebel, barockisierender Späthistorismus, um 1905 | D-6-72-114-260 Wikidata  | weitere Bilder |
| Kurhausstraße 24 (Standort) | Kurvilla | Dreigeschossiger Massivbau mit Krüppelwalmdächern mit Schwebegiebeln, Sandsteingliederung, sowie nordöstlichem Turm mit Spitzhelm, im Schweizerhausstil, um 1890, mit südlichem, eingeschossigen Satteldachanbau mit Verbindungssteg, wohl um 1905 | D-6-72-114-307 Wikidata  | weitere Bilder |
| Kurhausstraße 24 (Standort) | Nebengebäude | Eingeschossiger Mansarddachbau, mit Sandsteingliederung und Risalit mit Krüppelwalmdach mit Schwebegiebel, um 1890 | D-6-72-114-307 Wikidata  | weitere Bilder |
| Kurhausstraße 24 (Standort) | Einfriedung | Gusseisenzaun, um 1890 | D-6-72-114-307 Wikidata  | weitere Bilder |
| Kurhausstraße 26 (Standort) | Ehemalige Villa Hailmann, jetzt Wasserwirtschaftsamt | Zweigeschossiger Sandsteinquaderbau mit abgeschnittenem Walmdach und Mittelrisaliten, der östliche mit Ädikulamotiv, in Formen der Neorenaissance, von Antony Krafft, 1901–03 | D-6-72-114-36 Wikidata   | weitere Bilder |
| Kurhausstraße 26 (Standort) | Wohngebäude | Zweigeschossiger Rotsandsteinquaderbau mit abgeschnittenem Walmdach, Grausandsteingliederung, sowie südlichem Zwerchhaus mit Ziergiebel, gleichzeitig | D-6-72-114-36 Wikidata   | weitere Bilder |
| Kurhausstraße 27 (Standort) | Ehemaliges Kurheim | Dreigeschossiger Klinkerbau mit abgeschnittenem Walmdach, Zwerchhäusern mit Ziergiebeln und Sandsteingliederung, in Formen der Neorenaissance, von K. Weinschenk, bezeichnet „1891“ | D-6-72-114-398 Wikidata  | weitere Bilder |
| Kurhausstraße 27 (Standort) | Einfriedung | Gusseisenzaun, gleichzeitig | D-6-72-114-398 Wikidata  | weitere Bilder |
| Kurhausstraße 31 (Standort) | Ehemaliges Beamtenwohnhaus der deutschen Reichsbahngesellschaft                                                                                                | Zweigeschossiger, verputzter Walmdachbau mit Eckquaderung und Hausteinsockel, um 1925 | D-6-72-114-37 Wikidata   | weitere Bilder |
| Kurhausstraße 35 (Standort) | Wohngebäude | Zweigeschossiger Klinkerbau mit Walmdach und Rotsandsteinquadersockel, Zwerchhausrisalit mit Fachwerkgiebel und Grausandsteingliederung, historistisch, um 1900 | D-6-72-114-439 Wikidata  | weitere Bilder |
| Kurhausstraße 35 (Standort) | Einfriedung | Gleichzeitig | D-6-72-114-439 Wikidata  | weitere Bilder |
| Kurhausstraße 37 (Standort) | Wohnhaus, sogenannte Villa Liberta | Dreigeschossiger Mansardwalmdachbau mit Putzgliederung, barockisierend, 1911/12 von E. Gastel für Frau Liberta Gastel | D-6-72-114-573           | BW |
| Kurhausstraße 39 (Standort) | Ehemaliges Kurheim | Dreigeschossiger Massivbau mit flachem Walmdach, Ziergiebeln, Balkonen und Putzdekor, in Formen des Jugendstils, von Joseph Dölger, bezeichnet „1908“ | D-6-72-114-308 Wikidata  | weitere Bilder |
| Kurhausstraße 43 (Standort) | Stadtvilla | Zweigeschossiger Mansardwalmdachbau auf hohem Souterraingeschoss und Gliederung mit kräftigen Lisenen, Mittelrisalit mit geschwungenem Giebel und vorgelagerter Utlucht mit Balkon, barockisierender Jugendstil, 1913 von Franz Krampf; Einfriedung gleichzeitig. | D-6-72-114-590 Wikidata  | BW |
| Nähe Lenbachstraße (Standort) | Bildstock | Reliefaufsatz mit Kleeblattkreuz, Akanthusschmuck sowie mit Darstellung des Weihnachtsgeschehens, auf Rundsäule über Tischsockel mit Inschriftenkartusche, Sandstein, bezeichnet „1639“ | D-6-72-114-107 Wikidata  | weitere Bilder |
| Nähe Lenbachstraße (Standort) | Madonna | Kolossalfigur einer Sandsteinmadonna auf jüngerem Sockel, ursprünglich Hausfigur eines abgebrochenen Sanatoriums (Schönbornstraße 19), von Valentin Weidner, um 1900, Translozierung, 1909 | D-6-72-114-261 Wikidata  | weitere Bilder |
| Lindesmühlpromenade (Standort) | Gartenskulptur | Allegorische Figurengruppe mit Hygieia zwischen den Quellgöttern Rakoczy und Pandur, ursprünglich im Kurgarten aufgestellt, Sandstein, klassizistisch, von Michael Arnold, 1857 | D-6-72-114-310 Wikidata  | weitere Bilder |
| Ludwigstraße (Standort) | Bogenbrücke, sogenannte Ludwigsbrücke | Sechsbogig, ursprünglich nach Entwürfen von Max Littmann, 1908, nach Zerstörung im Zweiten Weltkrieg rekonstruierender Wiederaufbau, unter Verwendung der bauzeitlichen Brückenpfeiler, nach 1945 | D-6-72-114-50 Wikidata   | weitere Bilder |
| Ludwigstraße 1 (Standort) | Denkmal für die Rakoczy-Quell-Entdecker Balthasar Neumann und Georg Anton Boxberger                                                                            | (1737), monolithisches Standbild auf ornamentiertem Sockel, Kalkstein, von Fried Heuler, 1938 | D-6-72-114-270 Wikidata  | weitere Bilder |
| Ludwigstraße 1 (Standort) | Ladenpavillon | Eingeschossiger Mansarddachbau über hohem, bossierten Sockel, im barockisierenden Historismus, von Hans Hußlein | D-6-72-114-262 Wikidata  | weitere Bilder |
| Ludwigstraße 1 (Standort) | Treppenanlage | Mit Stützmauer und Brüstung mit Negativornament, zum Rosengarten hin, um 1910 | D-6-72-114-262 Wikidata  | weitere Bilder |
| Ludwigstraße 3, Theresienstraße 26 (Standort) | Wohn- und Geschäftshaus | Dreigeschossiger, verputzter Mansarddachbau in Ecklage mit abgerundeter Kante, zur Ludwigstraße mit zwei Zwerchhauserkern, mit nördlichem Anbau, zweigeschossiger Satteldach- bzw. Mansardwalmdachbau, letzterer im Norden mit Zwerchhaus und Dreiecksgiebel, in Formen des klassizisierenden Jugendstils, von Max Littmann, 1908 | D-6-72-114-39 Wikidata   | weitere Bilder |
| Ludwigstraße 6 (Standort) | Wohn- und Geschäftshaus | Dreigeschossiger, verputzter Massivbau mit einseitig abgewalmten Satteldach mit Sandsteingliederung, in klassizisierenden Formen, 1879 | D-6-72-114-40 Wikidata   | weitere Bilder |
| Ludwigstraße 7 (Standort) | Ehemaliges Hotel Krosse, jetzt Wohn- und Geschäftshaus | Dreigeschossiger, verputzter Mansarddachbau mit mittigem Zwerchhaus, flankiert von Polygonalerkern, sowie mit Sandsteingliederung, im barockisierenden Jugendstil, von Anton Eckert, 1907–08 | D-6-72-114-41 Wikidata   | weitere Bilder |
| Ludwigstraße 8 (Standort) | Wohn- und Geschäftshaus | Zweigeschossiger Satteldachbau in Ecklage, mit geohrten Fensterrahmungen, barock, bezeichnet „1789“ | D-6-72-114-42 Wikidata   | weitere Bilder |
| Ludwigstraße 9 (Standort) | Wohn- und Geschäftshaus | Viergeschossiger Satteldachbau mit Mittelrisalit flankiert von halbovalen Erkern, mit Putzzier, in Formen des späten Jugendstils, von Albert Mayer, 1912–13 | D-6-72-114-43 Wikidata   | weitere Bilder |
| Ludwigstraße 13 (Standort) | Wohn- und Geschäftshaus | Dreigeschossiger Mansarddachbau mit Zwerchhaus mit Ziergiebel und Putzdekor, in Formen des barockisierenden Jugendstils, von Georg Schneider, 1913 | D-6-72-114-44 Wikidata   | weitere Bilder |
| Ludwigstraße 14 (Standort) | Wohn- und Geschäftshaus | Dreigeschossiger Mansarddachbau mit Klinkerfassade, Sandsteingliederung, Erkern und Zwerchhaus mit Segmentgiebel, in Formen des barockisierenden Jugendstils, von Carl Krampf, um 1903–04 | D-6-72-114-45 Wikidata   | weitere Bilder |
| Ludwigstraße 19 (Standort) | Wohn- und Geschäftshaus | Dreigeschossiger Satteldachbau mit Erkern, Ziergiebeln und reicher barockisierender Stuckzier, von Gottfried Bösch, 1901–02 | D-6-72-114-46 Wikidata   | weitere Bilder |
| Ludwigstraße 20 (Standort) | Ehemaliges Postamt | Dreigeschossiger Mansarddachbau mit Sandsteinquaderverkleidung und übergiebeltem Mittelrisalit, barockisierend, bezeichnet „1900“ | D-6-72-114-47 Wikidata   | weitere Bilder |
| Ludwigstraße 21 (Standort) | Wohn- und Geschäftshaus | Dreigeschossiger Satteldachbau mit Klinkerfassade und Sandsteingliederung, mit seitlichen Turmaufbauten, sowie Erkern und Balkonen, in Formen des gotisierenden Jugendstils, von Carl Krampf, 1904 | D-6-72-114-48 Wikidata   | weitere Bilder |
| Ludwigstraße 22 (Standort) | Wohngebäude | Zweigeschossiger Krüppelwalmdachbau, im Kern um 1830, Umgestaltung mit Überbauung der ehemals östlichen Hofeinfahrt mit dreigeschossigem, turmartigen Bauteil mit Belvedere, sowie Fassadenumgestaltung mit Erkern, Pilastern und Bossenquadern, 1891 | D-6-72-114-49 Wikidata   | weitere Bilder |
| Luitpoldpark (Standort) | Gartenhaus | Kleiner, eingeschossiger Fachwerkbau mit Walmdach und westlicher Altane mit Jugendstilschnitzereien, um 1905 | D-6-72-114-304 Wikidata  | weitere Bilder |
| Marbachweg 5 (Standort) | Kreuzdachbildstock | Reliefaufsatz mit Darstellungen des HeiligenGeorg, des Gekreuzigten sowie einer Figurennische, bezeichnet „1812“, auf jüngerem Vierkantschaft mit floralen Reliefornamenten, wohl um 1700 | D-6-72-114-52 Wikidata   | BW |
| Marktplatz 5 (Standort) | Wohn- und Geschäftshaus | Dreigeschossiger, verputzter Traufseitbau ehemals zweigeteilt, mit Halbwalmdach und barocken Fensterrahmungen, spätes 18. Jahrhundert | D-6-72-114-53 Wikidata   | weitere Bilder |
| Marktplatz 6 (Standort) | Wohn- und Geschäftshaus | Dreigeschossiger, verputzter Traufseitbau mit Satteldach und barocken Fensterrahmungen, Erdgeschoss erneuert, spätes 18. Jahrhundert | D-6-72-114-54 Wikidata   | weitere Bilder |
| Marktplatz 7 (Standort) | Wohn- und Geschäftshaus | Dreigeschossiger Mansarddachbau mit Sandsteinfassade und Zwerchhaus mit Fachwerkgiebel, Jugendstil, von Carl Krampf, 1909–10 | D-6-72-114-55 Wikidata   | weitere Bilder |
| Marktplatz 8 (Standort) | Wohn- und Geschäftshaus | Dreigeschossiger, traufständiger Mansarddachbau mit Sandsteinfassade und Zwerchhaus, Jugendstil, von Adolf Gögel, 1909–10 | D-6-72-114-56 Wikidata   | weitere Bilder |
| Marktplatz 9 (Standort) | Ehemals Hotel Luitpold | Dreigeschossiger Satteldachbau in Ecklage, Fassade mit Klinker-Sandsteingliederung, mit Eckturm und Dachhelm, in Formen der Neorenaissance, von Carl Krampf, 1896/97 | D-6-72-114-312 Wikidata  | weitere Bilder |
| Marktplatz 10 (Standort) | Wohn- und Geschäftshaus | Dreigeschossiger Sandsteinbau mit Mansarddach in Ecklage, mit reliefiertem Fassadenschmuck, Erker und Ziergiebel, in Formen des Jugendstils, von Carl Krampf, 1907, mit dazugehörigem Rückgebäude, Wohnhaus, dreigeschossiger, verputzter Fachwerkbau mit Satteldach und barocken, stichbogigen Fensterrahmungen, zweite Hälfte 18. Jahrhundert | D-6-72-114-57 Wikidata   | weitere Bilder |
| Marktplatz 11 (Standort) | Ehemaliger Ratskeller | Zweigeschossiger Halbwalmdachbau, verputztes Fachwerk mit modernem Zierfachwerk, 18./19. Jahrhundert | D-6-72-114-58 Wikidata   | weitere Bilder |
| Marktplatz 12 (Standort) | Altes Rathaus, dann Post- und Telegraphenstation, 1878–1900, dann erneut Rathaus, jetzt Bürgerzentrum                                                          | Freistehender, dreigeschossiger Massivbau mit Walmdach, im Kern 1577, Giebel- und Dachumgestaltung, 1729, westlicher, klassizisierender Dreiecksgiebel, Glockenturm sowie Walmdach, Umgestaltung von 1825 | D-6-72-114-59 Wikidata   | weitere Bilder |
| Marktplatz 15 (Standort) | Wohn- und Geschäftshaus | Dreigeschossiger Mansarddachbau in Klinker-Hausteinbauweise, mit Erker und geschwungenem Giebel, Jugendstil, von Carl Krampf, bezeichnet „1906“ | D-6-72-114-60 Wikidata   | weitere Bilder |
| Marktplatz 16 (Standort) | Wohn- und Geschäftshaus | Dreigeschossiger, verputzter Satteldachbau mit barocken, geohrten Fensterrahmungen, spätes 18. Jahrhundert, mit historistischen Dachgauben, Putzgestaltung und romanisierende Jugendstilöffnungen, von Carl Krampf, 1904 | D-6-72-114-61 Wikidata   | weitere Bilder |
| Marktplatz 16 (Standort) | Rückgebäude | 18. und 19. Jahrhundert | D-6-72-114-61 Wikidata   | BW |
| Marktplatz 17 (Standort) | Wohn- und Geschäftshaus | Dreigeschossiger Mansarddachbau mit Sandsteinfassade, mit Dreiecksgiebel und Halbsäulengliederung, in Formen des klassizisierenden Jugendstils, von Carl Krampf, 1912 | D-6-72-114-62 Wikidata   | weitere Bilder |
| Marktplatz 18 (Standort) | Wohngebäude mit ehemaliger Weinstube | Dreigeschossiger Satteldachbau mit aufwendiger, barockisierender Hausteinfassade, mit Pilastergliederung und Lukarne, in Nische Büste des Geschichtsschreibers Ignaz Gropp, der 1695 an dieser Stelle geboren wurde, von K. Weinschenk, 1897 | D-6-72-114-63 Wikidata   | weitere Bilder |
| Marktplatz 21 (Standort) | Gasthaus | Dreigeschossiger Satteldachbau mit massivem Erdgeschoss und Fachwerk im zweiten Obergeschoss, Giebel mit reichem Zierfachwerk, 1680 | D-6-72-114-64 Wikidata   | weitere Bilder |
| Martin-Luther-Straße 3 (Standort) | Ehemaliges Kurhotel, sogenanntes Ballinghaus | Dreigeschossiger, verputzter Massivbau mit flachem Walmdach, mit mittigem Säulenbalkon und Lisenengliederung, klassizistisch, von Johann Gottfried Gutensohn, um 1840 Einfriedung, Pfeiler und Gusseisenzaun, wohl gleichzeitig | D-6-72-114-65 Wikidata   | weitere Bilder |
| Martin-Luther-Straße 4 (Standort) | Ehemals Hotel | Dreigeschossiger, verputzter Massivbau mit flachem Walmdach, klassizistisch, um 1840, Aufstockung um das dritte Geschoss, zweite Hälfte 19. Jahrhundert | D-6-72-114-66 Wikidata   | weitere Bilder |
| Martin-Luther-Straße 9 (Standort) | Ehemaliges Kurhotel und Poststation, sogenanntes Haus Hemmerich, dann Hailmann, um 1900 bis 1936 Teil des Hotels Kaiserhof und Viktoria (Am Kurgarten 5 und 7) | Viergeschossiger Massivbau mit flachem Walmdach, klassizistisch, um 1835, eiserner Balkonanbau und Überbauung der südlichen Hofeinfahrt, 1889, Aufstockung um das vierte Geschoss, 1924 | D-6-72-114-313 Wikidata  | weitere Bilder |
| Maxstraße 18 (Standort) | Mietshaus, sogenanntes Neues Schloss | Dreigeschossiger Mansarddachbau in Ecklage, im barockisierenden Jugendstil, von Paul Schultze-Naumburg, bezeichnet „1908“ | D-6-72-114-314 Wikidata  | weitere Bilder |
| Maxstraße 22 (Standort) | Ehemaliges Hoftor des abgegangenen Würzburger Klosterhofes St. Stephan, sogenannter Steffnerhof                                                                | Hausteinmauerwerk, 18. Jahrhundert | D-6-72-114-414 Wikidata  | weitere Bilder |
| Maxstraße 24 (Standort) | Mietshaus | Dreigeschossiger Walmdachbau mit Klinker-Sandsteingliederung, mit westlichem Turmerker mit Kuppelbedach, Zwerchhaus mit Ziergiebel und Lukarnen, in Formen der Neorenaissance, von Carl Krampf, 1900 | D-6-72-114-315 Wikidata  | weitere Bilder |
| Maxstraße 26 (Standort) | Wohngebäude | Zweigeschossiger Massivbau mit abgeschnittenem Walmdach, mit Lisenengliederung und Fensterverdachungen mit Akroterien, klassizisierend, 1888 | D-6-72-114-316 Wikidata  | weitere Bilder |
| Maxstraße 27 (Standort) | Amtsgericht | Dreigeschossiger, verputzter Massivbau mit Walmdach in Ecklage, mit Lisenengliederung und Fensterrahmung in Formen der Neorenaissance, historistisch, um 1860, drittes Geschoss, nachträglich aufgestockt | D-6-72-114-317 Wikidata  | weitere Bilder |
| Maxstraße 30, Hemmerichstraße 22 (Standort) | Wohngebäude | Dreigeschossiger Massivbau mit Krüppelwalmdach in Ecklage, Bossenquadermauerwerk mit Grausandsteingliederung, Rundturm mit Kegeldach und Ziergiebel, in Formen der Neorenaissance, von Carl Krampf, 1898 | D-6-72-114-318 Wikidata  | weitere Bilder |
| Maxstraße 30, Hemmerichstraße 22 (Standort) | Einfriedung | Sandstein und Gusseisenzaun, gleichzeitig | D-6-72-114-318 Wikidata  | BW |
| Nähe Maxstraße (Standort) | Wegkreuz | Kruzifix auf Tischsockel mit IHS-Monogramm, Sandstein, von Valentin Weidner, bezeichnet „1903“ | D-6-72-114-111 Wikidata  | weitere Bilder |
| Menzelstraße 6 (Standort) | Wohnhaus | Dreigeschossiger Mansarddachbau mit Sandsteingliederung, Zwerchhauserker mit geschweiftem Giebel und nördlichem Rundturm, Jugendstil, von Carl Krampf, 1905/06 | D-6-72-114-319 Wikidata  | weitere Bilder |
| Menzelstraße 8, 10 (Standort) | Ehemaliges Sanatorium Apolant | Ursprünglich bestehend aus zwei getrennten Gebäuden mit einem Verbindungsgang verbunden, das ehemalige Stammhaus (Menzelstraße 8), dreigeschossiger Mansardwalmdachbau mit erhöhtem Mittelrisalit und Zwerchhausgiebel, im barockisierenden Jugendstil, von Paul Schultze-Naumburg, 1906, mit langgezogenem Anbau (Menzelstraße 10), dreigeschossiger Mansarddachbau mit südlichem halbrotundenförmigem Vorsprung, im barockisierenden Jugendstil, von Paul Schultze-Naumburg, 1911–13 | D-6-72-114-67 Wikidata   | weitere Bilder |
| Menzelstraße 8, 10 (Standort) | Reste der Einfriedung | Um 1906 | D-6-72-114-67 Wikidata   | BW |
| Menzelstraße 14 (Standort) | Ehemalige Kurvilla | Zweigeschossiger, verputzter Mansarddachbau über hohem, bossierten Sockelgeschoss, mit Sandsteingliederung, Erkern und Ziergiebeln, im historisierenden Jugendstil, von Carl Krampf, bezeichnet „1903“ | D-6-72-114-320 Wikidata  | weitere Bilder |
| Menzelstraße 14 (Standort) | Einfriedung | Gleichzeitig | D-6-72-114-320 Wikidata  | BW |
| Menzelstraße 17 (Standort) | Ehemaliges Kurheim | Dreigeschossiger Sandsteinquaderbau mit Walmdach über Sockelgeschoss, Rotsandsteingliederung und Turmerker, in Formen der Neorenaissance, von M. Renninger, 1896–97 | D-6-72-114-73 Wikidata   | weitere Bilder |
| Menzelstraße 17 (Standort) | Böschungsmauer und Einfriedung | | D-6-72-114-73 Wikidata   | BW |
| Menzelstraße 21 (Standort) | Ehemaliges Sanatorium, sogenanntes Haus Dapper | Dreigeschossiger Sandsteinquaderbau über Sockelgeschoss mit geschwungenem Mansarddach und breitem Zwerchhausgiebel, mit Sandsteingliederung und Mittelrisalit, in Formen der Neorenaissance, von Carl Krampf 1893–94, Umgestaltung mit geschwungenem Mansarddach und Zwerchhausgiebel von Franz Krampf, 1910 | D-6-72-114-74 Wikidata   | weitere Bilder |
| Menzelstraße 21 (Standort) | Böschungsmauer und Treppenanlage | Gleichzeitig | D-6-72-114-74 Wikidata   | weitere Bilder |
| Menzelstraße 23 (Standort) | Ehemaliges Kurheim | Dreigeschossiger Klinkerbau mit Sandsteingliederung, Fensterädikulen sowie südlichem, von Säulen getragenem Balkon, in Formen der Neorenaissance, um 1900 | D-6-72-114-321 Wikidata  | weitere Bilder |
| Menzelstraße 23 (Standort) | Böschungsmauer | Gleichzeitig | D-6-72-114-321 Wikidata  | BW |
| Münchner Straße 1 (Standort) | Postamt | Dreigeschossiger quaderförmiger Bau mit Flachdach und abschließendem Halbgeschoss, in Formen der Neuen Sachlichkeit, von Heinrich Götzger, 1933 | D-6-72-114-69 Wikidata   | weitere Bilder |
| Münnerstädter Straße (Standort) | Gedenkstein | Sandsteinkreuz mit Inschrift, am Kreuzstamm Eichenlaubkranz, über Postament, von Michael Arnold, bezeichnet „1866“ | D-6-72-114-253 Wikidata  | weitere Bilder |
| Obere Marktstraße 1 (Standort) | Wohn- und Geschäftshaus | Zweigeschossiger, verputzter Halbwalmdachbau, barock, zweite Hälfte 18. Jahrhundert, an der Südecke Rokokohausfigur einer Maria Immaculata, Sandstein, gleichzeitig, Fachwerkgaube und Erker, historistisch, um 1895 | D-6-72-114-70 Wikidata   | weitere Bilder |
| Obere Marktstraße 2 (Standort) | Wohn- und Geschäftshaus | Zweigeschossiger Halbwalmdachbau mit Fachwerkobergeschoss, 19. Jahrhundert und Giebel mit Zierfachwerk, im Kern um 1700, Erdgeschoss nachträglich mit Arkadenöffnungen verändert, von Carl Krampf, 1905 | D-6-72-114-71 Wikidata   | Wohn- und Geschäftshaus |
| Obere Marktstraße 12 (Standort) | Ehemals Wohngebäude | Ab zweite Hälfte 19. Jahrhundert Gasthaus, zweigeschossiger, verputzter Walmdachbau mit barocker Putzgliederung und rundbogiger Hofdurchfahrt, sowie Hausfigur einer Maria Immaculata, um 1710/20 | D-6-72-114-72 Wikidata   | weitere Bilder |
| Oskar-von-Miller-Straße 2 (Standort) | Ehemalige Kunstmühle, sogenannte Lindesmühle, seit 1961 Bauhof                                                                                                 | Mehrteilige, burgartige Gebäudegruppe, fünfgeschossiger Hochbau, mit zinnenbekröntem Turm, mit südlichem zweigeschossigen Satteldachanbau, sowie nördlichem, zweigeschossigen Flügelanbau mit Satteldach und Treppengiebel, historistisch, sämtlich Rotsandsteinquaderbauten mit Grausandsteingliederung, 1886 | D-6-72-114-322 Wikidata  | weitere Bilder |
| Oskar-von-Miller-Straße 10 (Standort) | Ehemaliges Elektrizitätswerk mit Maschinen- und Krafthaus | Eingeschossige Doppelhalle mit Satteldächern, Eckquaderung und Ziergiebeln, sowie nördlichem ehemaligem Verwaltungsgebäude, zweigeschossiger Walmdachbau mit Eckquaderung, von Oskar von Miller, 1905 | D-6-72-114-323 Wikidata  | weitere Bilder |
| Oskar-von-Miller-Straße 10 (Standort) | Ehemaliges Elektrizitätswerk, Maschinenhaus | Mit technischer Ausstattung der 1920er Jahre | D-6-72-114-323 Wikidata  | weitere Bilder |
| Oskar-von-Miller-Straße 12 (Standort) | Ehemaliges Beamtenwohnhaus des benachbarten Elektrizitätswerkes                                                                                                | Zweigeschossiger Walmdachbau mit Sockelgeschoss und Treppenturm in Klinkeroptik, expressionistisch, um 1925 | D-6-72-114-324 Wikidata  | weitere Bilder |
| Pfalzstraße 2; Platz Heimattreue 1; Steinstraße 25 (Standort) | Anton-Kliegl-Schule | Mehrteilige Baugruppe von drei- bzw. viergeschossigen Massivbauten mit flachen Walmdächern, in Formen der Neuen Sachlichkeit, von Hanns Hörold und Josef Fischer, 1929–30 | D-6-72-114-325 Wikidata  | BW |
| Platz Heimattreue (Standort) | Kreuzschlepper | Figur des kreuztragenden Christus, über Rundsäule mit hohem Kämpfer mit Relief eines Hahnes, auf Tischsockel, Sandstein, bezeichnet „1713“ und „1723“ | D-6-72-114-75 Wikidata   | weitere Bilder |
| Prinzregentenstraße 4 (Standort) | Wohngebäude | Dreigeschossiger Massivbau mit flachem Walmdach, klassizistisch, um 1840 | D-6-72-114-76 Wikidata   | weitere Bilder |
| Prinzregentenstraße 6 (Standort) | Ehemals Staatliches Kurhausbad | Zweieinhalbgeschossiger Massivbau über Hakengrundriss mit Walmdächern und abgerundeten Mittelpavillon, in modern-klassizisierenden Formen, von Max Littman, 1927 | D-6-72-114-77 Wikidata   | weitere Bilder |
| Prinzregentenstraße 6 (Standort) | Ehemaliges Königliches Logierhaus bzw. Gästehaus, sogenannter Neumannbau                                                                                       | Dreigeschossiger Walmdachbau auf L-förmigem Grundriss, klassizistisch, 1828, im Zuge des Kurhausneubaus aufgestockt durch Max Littmann, 1927 | D-6-72-114-407 Wikidata  | weitere Bilder |
| Prinzregentenstraße 9 (Standort) | Evangelisch-lutherische Erlöserkirche | Saalbau mit eingezogenem Chor, Satteldach und Vierungsturm, in Formen des Rundbogenstils, von Friedrich von Gärtner, 1845–47, Westtürme mit Rhombendächern und Chorpartie in Formen der Neoromanik, von August Thiersch, 1889–91; mit Ausstattung | D-6-72-114-78 Wikidata   | weitere Bilder |
| Prinzregentenstraße 11 (Standort) | Kurvilla | Dreigeschossiger Mansarddachbau mit Eckturm und Mittelrisalit mit geschweiftem Giebel, in Formen des Jugendstils, unter Verwendung des Vorgängerbaus von 1884, von Carl Krampf, 1902–03; mit Ausstattung | D-6-72-114-326 Wikidata  | weitere Bilder |
| Prinzregentenstraße 11 (Standort) | Einfriedung | Gleichzeitig | D-6-72-114-326 Wikidata  | BW |
| Prinzregentenstraße 13 (Standort) | Ehemalige Kurvilla | Zweigeschossiger Mansarddachbau mit kuppelüberdachtem Mittelrisalit, in Formen der Neorenaissance, um 1885 | D-6-72-114-79 Wikidata   | weitere Bilder |
| Prinzregentenstraße 18 (Standort) | Ehemaliges Inhalatorium | Zweigeschossiger Walmdachbau über Sockelgeschoss, mit überkuppelten Seitenrisaliten und Attika, barockisierend, um 1901 | D-6-72-114-327 Wikidata  | weitere Bilder |
| Prinzregentenstraße 19 (Standort) | Villa | Dreigeschossiger Walmdachbau mit bossiertem Sockelgeschoss, loggienartigem Risalit und Fächergiebeln, in Formen des Jugendstils, von August Gleißner, 1906 | D-6-72-114-80 Wikidata   | weitere Bilder |
| Prinzregentenstraße 20 (Standort) | Villa | Zweigeschossiger Massivbau mit flachem Walmdach, Seitenrisalit mit Dreiecksgiebel und südlicher Säulenvorhalle, klassizisierend, von Wilhelm Hammeran, um 1874 | D-6-72-114-328 Wikidata  | weitere Bilder |
| Promenadestraße 2 (Standort) | Ehemaliges jüdisches Kantor- und Schulhaus der 1939 abgebrochenen Synagoge, heute jüdisches Gemeindehaus                                                       | Zweigeschossiger Rotsandsteinquaderbau über Hakengrundriss, mit Satteldächern und Grausandsteingliederung, historistisch, von Carl Krampf, 1898 | D-6-72-114-329 Wikidata  | weitere Bilder |
| Promenadestraße 6 (Standort) | Ehemalige Villa, jetzt Stadtarchiv | Zweigeschossiger, kubischer Massivbau mit flachem Walmdach, südlicher Säulenvorhalle und Balkon, klassizisierend, 1877–78 | D-6-72-114-330 Wikidata  | weitere Bilder |
| Promenadestraße 17 (Standort) | Wohngebäude | Dreigeschossiger Mansarddachbau mit bossiertem Sockelgeschoss und Turmerker, in Formen des barockisierenden Jugendstils, von Franz Krampf, 1911 | D-6-72-114-331 Wikidata  | weitere Bilder |
| Promenadestraße 26 (Standort) | Wohngebäude | Dreigeschossiger Mansarddachbau in Ecklage, mit Runderker, und geschwungenen Zwerchhausgiebeln, in Formen des barockisierenden Jugendstils, von Franz Krampf, 1911 | D-6-72-114-332 Wikidata  | weitere Bilder |
| Rathausplatz 1 (Standort) | Ehemaliger Adelssitz, sogenannter Heussleinscher Hof, jetzt Rathaus                                                                                            | Zweigeschossiger, barocker Massivbau mit Sockelgeschoss und Mansarddach über T-förmigem Grundriss, mit südöstlicher Sandsteinfassade und überbauter Toreinfahrt mit Wappen und Inschriftenkartusche, rückwärtige Seite verputzt, von Johann Dientzenhofer, bezeichnet „1709“ | D-6-72-114-81 Wikidata   | weitere Bilder |
| Rathausplatz 2 (Standort) | Ehemaliges Pfarrhaus, jetzt Stadtverwaltung | Zweigeschossiger Walmdachbau über hohem Sockel, von Johann Philipp Geigel, 1791 | D-6-72-114-82 Wikidata   | weitere Bilder |
| Rathausplatz 2 (Standort) | Ehemalige Pfarrscheune | Zugehörig, eingeschossiger, verputzter Satteldachbau, einseitig abgewalmt, mit Rundbogentor, spätes 18. Jahrhundert | D-6-72-114-82 Wikidata   | weitere Bilder |
| Nähe Maxstraße (Standort) | Gartenskulptur | Figur der Flora auf Postament mit Löwenkopfrelief, von Valentin Weidner, 1910 | D-6-72-114-82 Wikidata   | weitere Bilder |
| Rathausplatz 3 (Standort) | Ehemaliger Adelssitz, sogenannter Reichenbacher Hof | Zweigeschossiger, verputzter Fachwerkbau mit massivem Erdgeschoss und Halbwalmdach, im Wesentlichen 17. Jahrhundert, über älterem Kern | D-6-72-114-83 Wikidata   | weitere Bilder |
| Rathausplatz 4 (Standort) | Ehemaliger Adelssitz, sogenannter Füllbach'scher Hof | Zweigeschossiger Satteldachbau mit massivem Erdgeschoss und Fachwerkobergeschoss, 17. Jahrhundert | D-6-72-114-84 Wikidata   | weitere Bilder |
| Rathausplatz 5 (Standort) | Ehemalige Mühle, sogenannte Mittelmühle | Zweigeschossiger, verputzter Halbwalmbau mit Putzmalerei von 1961, im Kern spätes 18. Jahrhundert, bezeichnet „1797“ | D-6-72-114-85 Wikidata   | weitere Bilder |
| Rathausplatz 6 (Standort) | Ehemalige Pfarrkirche, heute katholische Filialkirche St. Jakobus                                                                                              | Massiver Zentralbau mit östlich vorgelagertem Chorturm mit Spitzhelm, Turmuntergeschoss, im Kern 14. Jahrhundert, Turmaufbau 1607/08, zentralisierender Langhausneubau, frühklassizistisch, von Johann Philipp Geigel, 1772–75; mit Ausstattung | D-6-72-114-86 Wikidata   | weitere Bilder |
| Reithausplatz 2 (Standort) | Ehemalige Reithalle, sogenannter Tattersall | Eingeschossiger Saalbau mit Mansardwalmdach, Gusseisenbindern, von Franz Krampf, 1911, sowie südlich angrenzendem, eingeschossigen Wohngebäude mit Mansarddach, im Kern gleichzeitig | D-6-72-114-395 Wikidata  | weitere Bilder |
| Rosenstraße 9 (Standort) | Kurvilla | Dreigeschossiger Mansarddachbau mit Zwerchhausrisalit und Rotsandsteingliederung, in Formen des Jugendstils, von Josef Wendler, 1904 | D-6-72-114-333 Wikidata  | weitere Bilder |
| Rosenstraße 9 (Standort) | Garteneinfriedung | Gleichzeitig | D-6-72-114-333 Wikidata  | weitere Bilder |
| Rosenstraße 10 (Standort) | Ehemalige Ölmühle, dann Kurpension | Zweigeschossiger, L-förmiger Walmdachbau, westliche Gartenfront mit Freitreppe, im Kern 1773, Mitte des 19. Jahrhunderts im Zuge der Umnutzung weitreichend verändert | D-6-72-114-87 Wikidata   | weitere Bilder |
| Rosenstraße 13 (Standort) | Ehemalige Gärtnerei des damaligen Hotels Métropole, sogenannter Quellenhof                                                                                     | Dann Umbau zur dreiteiligen, zweigeschossigen Hoteldépendance mit östlichem Mansardwalmdachbau mit bossiertem Erdgeschoss und mittigem Terrassenbau, von Leonhard Ritter, 1900–1908 | D-6-72-114-334 Wikidata  | weitere Bilder |
| Rosenstraße 32 (Standort) | Bildstock | Reliefaufsatz mit Darstellung der Marienkrönung, Rückseite mit Kreuzigungsszene, auf Rundsäule, Sandstein, zweite Hälfte 18. Jahrhundert | D-6-72-114-263 Wikidata  | BW |
| Salinenstraße 2 (Standort) | Ehemaliges evangelisch-lutherisches Gemeindezentrum | ein- und zweigeschossiger, unterkellerter Flachdachbau mit Kalksandsteinsichtmauerwerk, eingefriedeter Hof mit Pergola, Garagenbau, 1969 von Hans-Busso von Busse & Partner (München) sowie Herbert und Hans Knoch (Bad Kissingen). Flurstück 723 (Gemarkung Bad Kissingen) | D-6-72-114-562           | BW |
| Salinenstraße 4 a (Standort) | Villa | Zweigeschossiger Sandsteinquaderbau mit Sockelgeschoss und abgeschnittenem Walmdach, sowie mit übergiebelten Risaliten, in Formen der Neorenaissance, von Carl Krampf, bezeichnet „1898“ | D-6-72-114-335 Wikidata  | weitere Bilder |
| Salinenstraße 4 a (Standort) | Einfriedung | Gleichzeitig | D-6-72-114-335 Wikidata  | BW |
| Salinenstraße 8 (Standort) | Ehemaliger Solereservoir | Eingeschossiger Satteldachbau, Giebelseiten aus Sandsteinquadermauerwerk, übriger Baukörper hölzerne Ständerkonstruktion, von Architekt Knörr, 1851/52 | D-6-72-114-336 Wikidata  | weitere Bilder |
| Salinenstraße 16 (Standort) | Villa | Dreigeschossiger Klinkerbau mit Mansardwalmdach, Sandsteingliederung, Erkern und Ziergiebeln, in Formen der Neorenaissance, von Carl Krampf, bezeichnet „1892“ | D-6-72-114-337 Wikidata  | weitere Bilder |
| Salinenstraße 18 (Standort) | Villa | Zweigeschossiger Klinkerbau mit Sockelgeschoss und abgeschnittenem Walmdach, mit Sandsteingliederung, Zwerchhausrisalit mit Ziergiebel, sowie Loggia, in Formen der Neorenaissance, von Josef Wedler, 1895 | D-6-72-114-88 Wikidata   | weitere Bilder |
| Salinenstraße 18 (Standort) | Garteneinfriedung | Gleichzeitig | D-6-72-114-88 Wikidata   | BW |
| Salinenstraße 20 (Standort) | Kirche des Sergius von Radonesch, russische Kirche | Kubischer Saalbau mit Eckpfeilern und durchbrochenem Kuppeldach, mit westlicher Vorhalle und Treppenanlage, sowie mit nördlichem, eingeschossigen Seitentrakt mit niedrigem Kuppeldach, nach einem Entwurf von Victor Alexandrowitsch Schröter, 1898–1901; mit Ausstattung | D-6-72-114-89 Wikidata   | weitere Bilder |
| Salinenstraße 20 (Standort) | Pfeilerportal und Garteneinfriedung | Gleichzeitig | D-6-72-114-89 Wikidata   | BW |
| Salinenstraße 20 (Standort) | Gedenkbank für E. W. Timonow | Sandsteinbank mit Greifwangen, von Valentin Weidner, 1908 | D-6-72-114-89 Wikidata   | BW |
| Salinenstraße 22 (Standort) | Villa | Zweigeschossiger Walmdachbau, mit rundem Eckturm mit Kegeldach, sowie Grau- und Rotsandsteingliederung, in Formen der Neorenaissance, von Carl Krampf, bezeichnet „1897“ | D-6-72-114-90 Wikidata   | weitere Bilder |
| Salinenstraße 22 (Standort) | Garteneinfriedung | Mit Torpfeilern, gleichzeitig | D-6-72-114-90 Wikidata   | BW |
| Salinenstraße 26 (Standort) | Villa | Zweigeschossiger Walmdachbau mit Sockelgeschoss und Bossenmauerwerk, Altane sowie Risalit mit Ziergiebel, in Formen der Neorenaissance, von Carl Krampf, 1899 | D-6-72-114-91 Wikidata   | weitere Bilder |
| Salinenstraße 26 (Standort) | Garteneinfriedung | Gleichzeitig | D-6-72-114-91 Wikidata   | weitere Bilder |
| Salinenstraße 30 (Standort) | Ehemaliges Katharinenstift | Zweigeschossiger Satteldachbau mit Sockelgeschoss, sowie Zwerchhausrisalit und Rotsandsteingliederung, in Formen des Heimatstils, von Leonhard Ritter, 1910 | D-6-72-114-338 Wikidata  | Ehemaliges Katharinenstift |
| Salinenstraße 30 (Standort) | Einfriedung | Gleichzeitig | D-6-72-114-338 Wikidata  | BW |
| Salinenstraße 34 (Standort) | Ehemalige israelitische Kinderheilstätte | Zweigeschossiger Rotsandstein-Bossenquaderbau mit Sockelgeschoss und Halbwalmdach, mit östlichem dreigeschossigen Anbau mit Satteldach, sowie Grausandsteingliederung und Altane, historisierend, von Carl Krampf, 1905 | D-6-72-114-339 Wikidata  | weitere Bilder |
| Salinenstraße 34 (Standort) | Garteneinfriedung | Gleichzeitig | D-6-72-114-339 Wikidata  | weitere Bilder |
| Salinenstraße 37 (Standort) | Wohnhaus | Zweigeschossiger Rotsandsteinquaderbau mit Walmdach und Grausandsteingliederung, historisierend, von Carl Krampf, 1899, mit westlichem Ladenanbau mit ionisierender Arkatur, 1904 | D-6-72-114-340 Wikidata  | weitere Bilder |
| Salinenstraße 41 (Standort) | Wohngebäude | Zweigeschossiger Mansarddachbau mit geschwungenen Zwerchhausgiebeln und Sandsteingliederung, barockisierend, von Carl Krampf, 1903–04 | D-6-72-114-341 Wikidata  | weitere Bilder |
| Salinenstraße 47 (Standort) | Ehemaliges Café Neptun | Zweigeschossiger, verputzter Walmdachbau mit Zwerchhausrisaliten und Ziergiebeln, im Erdgeschoss mit Bootshalle der Dampfschifffahrt, von Andreas Lohrey, 1891 | D-6-72-114-342 Wikidata  | weitere Bilder |
| Salinenstraße 47 (Standort) | Schiffslände | Mit Slipanlage, gleichzeitig | D-6-72-114-342 Wikidata  | weitere Bilder |
| Salinenstraße 47 (Standort) | Ladenzeile bzw. Bazargebäude | Eingeschossiger Satteldachbau mit hölzerner Pilastergliederung, gleichzeitig | D-6-72-114-342 Wikidata  | weitere Bilder |
| Salzberg (Standort) | Madonna | Geschnitzte Madonnenbüste (Kopie) mit Inschriftenkartusche, an einem Baum im Stadtwald, Original im Stadtmuseum, von Balthasar Schmitt, bezeichnet „1926“ | D-6-72-114-129 Wikidata  | weitere Bilder |
| Salzberg (Standort) | Wegweiser | In Form eines zylindrischen Steinblocks mit Wegweiserangaben, spätes 19. Jahrhundert | D-6-72-114-368 Wikidata  | weitere Bilder |
| Salzberg (Standort) | Wegweiser | Kunststeinmonument in Pyramidenform mit umlaufender Ruhebank, Kissinger Stadtwappen und Wegweiserangabe, um 1925 | D-6-72-114-369 Wikidata  | weitere Bilder |
| Scheffelstraße 2 (Standort) | Mietshaus | Zweigeschossiger Walmdachbau über Hakengrundriss, mit zentralem Treppenturm, von Josef Fischer, 1928 | D-6-72-114-264 Wikidata  | weitere Bilder |
| Schloßstraße 1 (Standort) | Ehemaliges Hotel Zapf | Dreigeschossiger Massivbau mit Walm- bzw. Flachsatteldach, und erhöhtem Mittelrisalit mit Dreiecksgiebel, in klassizisierenden Formen, von Gottfried von Neureuther, 1873/74 | D-6-72-114-92 Wikidata   | weitere Bilder |
| Schloßstraße 4 (Standort) | Ehemaliges Krugmagazin, jetzt Bäderverwaltung | Zweieinhalbgeschossiger Massivbau mit Walmdach, rückwärtige Ostseite mit kurzen Seitenflügeln, Friedrich von Gärtner, 1838 | D-6-72-114-93 Wikidata   | weitere Bilder |
| Schloßstraße 6 (Standort) | Ehemaliges Sanatorium und Kurhotel | Dreigeschossiger Klinkerbau mit Mansarddach sowie Sandsteingliederung, Ziergiebel, Erker und Eisenbalkone, in Formen der Neorenaissance, um 1900 | D-6-72-114-344 Wikidata  | weitere Bilder |
| Schönbornstraße 9 (Standort) | Gasthaus, sogenannter Wahler-Bräu | Zweigeschossiger Klinkerbau in Ecklage mit Walmdächern und rundem Eckturm, sowie Rotsandsteingliederung, in Formen der Neorenaissance, von Christoph Mayer, bezeichnet „1893“ | D-6-72-114-345 Wikidata  | weitere Bilder |
| Schönbornstraße 9 (Standort) | Terrasse mit Balustrade | Gleichzeitig | D-6-72-114-345 Wikidata  | weitere Bilder |
| Schönbornstraße 11 (Standort) | Ehemalige Kurvilla | Zweigeschossiger, verputzter Mansarddachbau mit Putzdekor und geschweiften Giebeln, bezeichnet „1907“, im Kern von 1875 | D-6-72-114-346 Wikidata  | weitere Bilder |
| Schönbornstraße 13 (Standort) | Ehemalige Kurpension | Zweigeschossiger Klinkerbau mit Mansarddach, sowie Eckerker mit Zwiebelhaube und Sandsteingliederung, historisierend, von August Gleißner, um 1900 | D-6-72-114-347 Wikidata  | weitere Bilder |
| Schönbornstraße 15 (Standort) | Wohngebäude | Dreigeschossiger Klinkerbau mit Satteldach, Sandsteingliederung und seitlichen Erkern mit Ziergiebeln, von Gustav Schrader, bezeichnet „1899“ | D-6-72-114-348 Wikidata  | weitere Bilder |
| Schönbornstraße 16 (Standort) | Ehemaliges Kurheim | Dreigeschossiger Mansarddachbau mit aufwändigem Putzdekor und geschwungenem Zwerchhausgiebel, in Formen des barockisierenden Jugendstils, von Carl Krampf, 1907–08 | D-6-72-114-349 Wikidata  | weitere Bilder |
| Schulgasse 3 (Standort) | Ehemaliges Schulhaus | Zweigeschossiger Satteldachbau mit massivem Erdgeschoss und verputztem Fachwerkobergeschoss, 17./18. Jahrhundert | D-6-72-114-94 Wikidata   | weitere Bilder |
| Schulgasse 4, 5, 6, 7 (Standort) | Wohnhäuserreihe | Klein parzellierte, zweigeschossige Satteldachbauten, mit massivem Erdgeschoss und verputztem, auskragenden Fachwerkobergeschoss, 17./18. Jahrhundert, Nr. 6 und 7 nachträglich aufgestockt | D-6-72-114-95 Wikidata   | weitere Bilder |
| Schulgasse 8 a (Standort) | Ehemaliges Wohngebäude, jetzt Nebengebäude | Zweigeschossiger, traufständiger Satteldachbau mit stark verändertem Erdgeschoss und Fachwerkobergeschoss, frühes 19. Jahrhundert | D-6-72-114-96 Wikidata   | weitere Bilder |
| Schwimmbadstraße 1 (Standort) | Freibad, sogenanntes Terrassenschwimmbad | Weitläufige Badeanlage, mit Bademeisterhaus, Umkleiden- und Kassentrakt, Café-Pavillon, Schwimmbecken und Sprungturm, von Anton Koller und Hanns Hörold unter Mitwirkung der US-Army (Erdarbeiten), 1953–54 | D-6-72-114-351 Wikidata  | weitere Bilder |
| Staffelsberg 2 (Standort) | Brunnen | Schale muschelartig gewellt mit darauf stehendem Putto, Jugendstil, Sandstein, um 1900 | D-6-72-114-399 Wikidata  | BW |
| Stationsbergstraße; Oberer Zückberg; Stationsweg im oberen Zückberg; Ysenburgstraße 2; Ysenburgstraße 4; Stationsbergstraße 24 (Standort)                                                                                 | Kreuzweg | Vierzehn Stationen, bestehend aus dreizehn Kunststeinreliefs in gemauerten Rundnischen, von Valentin Weidner, 1892, sowie einer barocken Kreuzigungsgruppe mit Kanzelvorbau mit Sündenfallrelief und doppelläufiger Treppe mit Rocaillebalustrade, Sandstein, bezeichnet „1751“, diese XII. Station ist letzter Bestandteil des Vorgängerkreuzweges von 1753 bis 1756, Figuren der Kreuzigung wohl in Zusammenhang mit der Kreuzwegumgestaltung erneuert | D-6-72-114-124 Wikidata  | weitere Bilder |
| Steingraben (Standort) | Bildstock | Nischenaufsatz mit Giebeldach, Kreuzbekrönung und Relief einer Madonnenbüste, auf Vierkantschaft mit Inschriftentafel über Postament, Kunststein, um 1900 | D-6-72-114-255 Wikidata  | weitere Bilder |
| Theaterplatz 1 (Standort) | Ehemaliges Kurtheater | Baugruppe bestehend aus zweigeschossigem, sandsteinverkleidetem Eingangspavillon mit Mansardwalmdach, Pilastergliederung, Dreiecksgiebel und konkav zurückschwingenden Seitenflügeln, sowie mit südlich daran anschließendem, erhöhtem Zuschauerhaus mit Mansardgiebeldach und Bühnenhaus, in Formen des barockisierenden Jugendstils, von Max Littmann, 1904–05 | D-6-72-114-98 Wikidata   | weitere Bilder |
| Theresienstraße 8 (Standort) | Ehemalige Kuranstalt | Zweigeschossiger Mansardwalmdachbau auf Hakengrundriss, erhöhtem Mittelrisalit mit Dachreiter, in Formen des barockisierenden Jugendstils, von Carl Krampf, 1908/09 | D-6-72-114-352 Wikidata  | weitere Bilder |
| Theresienstraße 10 (Standort) | Ehemaliges Kurhotel | Dreigeschossiger Mansarddachbau mit Mittelrisalit, Zwerchhaussegementgiebel und Pilastergliederung, in Formen des barockisierenden Jugendstils, von Franz Krampf, 1910/11 | D-6-72-114-353 Wikidata  | weitere Bilder |
| Theresienstraße 12 (Standort) | Ehemaliges Sanatorium | Viergeschossiger Mansarddachbau mit geschwungenem Zwerchhausgiebel, sowie östlichem und westlichem Terrassenanbau, in Formen des barockisierenden Jugendstils, im Kern 1860, Umgestaltung und Erweiterung von Carl Krampf 1897, weitere Umgestaltung von Franz Krampf, 1910 | D-6-72-114-354 Wikidata  | weitere Bilder |
| Theresienstraße 14, 16 (Standort) | Ehemalige Kuranstalt | Dreigeschossiger, L-förmiger Walmdachbau, Südflügel, ehemals zweigeschossig, im Kern klassizistisch, um 1840, Nordflügel, Aufstockung um das dritte Geschoss sowie Neorenaissanceerker mit Spitzhelm, von Josef Wedler, 1890, Umbau zu Wohnhaus, 1936 | D-6-72-114-355 Wikidata  | weitere Bilder |
| Untere Marktstraße 1 (Standort) | Ehemalige Weinstube, jetzt Kaufhaus | Dreigeschossiger Eckbau mit Satteldach, nördlichem Treppengiebel mit Dachzinnen und Erkern, historisierend, von Ignaz Moll, bezeichnet „1898“ | D-6-72-114-357 Wikidata  | weitere Bilder |
| Untere Marktstraße 4 (Standort) | Wohn- und Geschäftshaus | Dreigeschossiger Satteldachbau mit geschweiften Giebeln, sandsteinverkleidet, in Formen des Jugendstils, 1904 | D-6-72-114-102 Wikidata  | weitere Bilder |
| Untere Marktstraße 8 (Standort) | Wohn- und Geschäftshaus | Schmaler, viergeschossiger Satteldachbau, mit Erker, Pilastergliederung und Zwerchhaus mit Segmentgiebel, in Formen des Jugendstils, von Franz Krampf, 1911–12 | D-6-72-114-103 Wikidata  | weitere Bilder |
| Untere Marktstraße 10 (Standort) | Wohn- und Geschäftshaus | Viergeschossiger Satteldachbau mit Zwerchhauserker und Stufengiebel, in Formen des Jugendstils, von S. A. Hauer, 1908–09 | D-6-72-114-104 Wikidata  | weitere Bilder |
| Untere Marktstraße 12 (Standort) | Wohn- und Geschäftshaus, sogenanntes Haus Boxberger | Ursprünglich dreigeschossiger Walmdachbau in Ecklage, klassizistisch, von Johann Gottfried Gutensohn, 1837–38, Aufstockung um das vierte Geschoss von Leonhard Ritter, 1933–34, Umgestaltung, 1972 | D-6-72-114-105 Wikidata  | weitere Bilder |
| Valentin-Weidner-Platz 1 (Standort) | Ehemaliges Künstlerhaus, Wohnhaus des Bildhauers Valentin Weidner, sogenanntes Maxschlößle                                                                     | Zweigeschossiger Walm- bzw. Halbwalmbau mit Sockelgeschoss, Rotsandstein-Bossenquadermauerkwerk mit Grausandsteingliederung, sowie nördlichem eingeschossigen Atelieranbau, gotisierend, von Carl Krampf, 1903 | D-6-72-114-358 Wikidata  | weitere Bilder |
| Valentin-Weidner-Platz 1 (Standort) | Gartenpavillon | Eingeschossiger Rotsandstein-Bossenmauerwerk mit spitzbogiger Arkatur und Kuppelbekrönung, gleichzeitig | D-6-72-114-358 Wikidata  | weitere Bilder |
| Valentin-Weidner-Platz 1 (Standort) | Garteneinfriedung | Torpfeiler, gleichzeitig | D-6-72-114-358 Wikidata  | BW |
| Von-der-Tann-Straße 1 (Standort) | Ehemaliges Herrenhaus, sogenanntes Erthalsches Lustschlösschen                                                                                                 | Zweigeschossiger Mansarddachbau in Ecklage, zweite Hälfte 18. Jahrhundert | D-6-72-114-106 Wikidata  | weitere Bilder |
| Von-der-Tann-Straße 2 (Standort) | Ehemaliges Theaterrestaurant, jetzt Kurpension | Zweigeschossiger Satteldachbau mit massivem Erdgeschoss, Fachwerkoberstock und östlichen Balkonvorbauten, im Schweizerhausstil, 1856 | D-6-72-114-359 Wikidata  | weitere Bilder |
| Von-der-Tann-Straße 4 (Standort) | Ehemaliges Kurhotel, sogenannte Villa Gayde | Verputzter Massivbau über bossiertem Sandsteinquadersockel mit einfacher, spätklassizistischer Fassadengliederung, Balkon und Nischenfigur wie auch rückwärtigem Flügel, durch Carl Gayde 1885–87, Ausgestaltung des Inneren von Karl Gayde und Max Roßmann, 1893/94 und 1898, Aufstockung von Vorder- und Rückgebäude um zweites Obergeschoss 1962 und 1972 | D-6-72-114-449           | weitere Bilder |
| Von-der-Tann-Straße 4 (Standort) | Salettl | Halboffene Gartenhalle mit hölzerner Stichbogenarkade, Gitterwerkaufsatz, Pultdach und zwei eingelassenen Stuckreliefs von Karl Gayde, um 1893 | D-6-72-114-449           | weitere Bilder |
| Von-der-Tann-Straße 4 (Standort) | Torpfeiler | rustiziert, gleichzeitig | D-6-72-114-449 zugehörig | BW |
| Von-der-Tann-Straße 8 (Standort) | Wohngebäude | Zweigeschossiger Walmdachbau, mit stichbogigen Fenstern, mit westlichem, dreigeschossigem Walmdachanbau, klassizisierend, 1881 | D-6-72-114-265 Wikidata  | weitere Bilder |
| Von-der-Tann-Straße 11 (Standort) | Mietshaus | Dreigeschossiger Rotsandsteinquaderbau mit Krüppelwalmdach, Grausandsteingliederung, Eckerker und Eisenbalkons, historisierend, von Carl Krampf, 1903–04 | D-6-72-114-360 Wikidata  | weitere Bilder |
| Von-der-Tann-Straße 11 (Standort) | Rückgebäude | Zwei- bzw. eingeschossiger Rotsandsteinquaderbau mit Satteldach über Hakengrundriss und Grausandsteingliederung, gleichzeitig | D-6-72-114-360 Wikidata  | BW |
| Von-der-Tann-Straße 11 (Standort) | Gartenhaus | Eingeschossiger Ziegelbau mit Satteldach, Holzverkleidung und Bogenöffnungen, gleichzeitig | D-6-72-114-360 Wikidata  | BW |
| Von-Hessing-Straße 2 (Standort) | Ehemalige Kuranstalt | Dreigeschossiger Mansarddachbau über Hakengrundriss, mit Lukarne mit geschweiftem Giebel, barockisierender Putzgliederung und eingeschossigem Nebengebäude, von Anton Eckert, 1901 | D-6-72-114-108 Wikidata  | weitere Bilder |
| Von-Hessing-Straße 4 (Standort) | Evangelisch-lutherisches Pfarramt | Zweigeschossiger Massivbau mit Walmdach, im Rundbogenstil, 1859 | D-6-72-114-362 Wikidata  | weitere Bilder |
| Von-Hessing-Straße 5 (Standort) | Ehemaliges Landbauamt, jetzt Vermessungsamt | Zweigeschossiger Walmdachbau mit geschweiftem Ziergiebel und Erker, in Formen der deutschen Renaissance, von Otto Wiedemann, 1906 | D-6-72-114-363 Wikidata  | weitere Bilder |
| Von-Hessing-Straße 7 (Standort) | Ehemaliges Rentamtsgebäude, jetzt Amtsgericht | Dreigeschossiger Sandsteinquaderbau mit Walmdach, Ziergiebel und Flacherker, Westseite mit Rundturm, historistisch, 1903 | D-6-72-114-109 Wikidata  | weitere Bilder |
| Von-Hessing-Straße 8 (Standort) | Katholische Stadtpfarrkirche Herz Jesu | Dreischiffige, neugotische Basilika mit westlichem Portalturm mit Spitzhelm, von Karl von Leimbach, 1881–84; mit Ausstattung | D-6-72-114-110 Wikidata  | weitere Bilder |
| Von-Hessing-Straße 8 (Standort) | Marienfigur | Sandsteinfigur der Maria Immaculata, auf Postament mit Inschriftenkartusche, bezeichnet „1716“ | D-6-72-114-110 Wikidata  | Marienfigur |
| Weidgasse 1 (Standort) | Ehemaliges Wohn- und Geschäftshaus | Zweigeschossiger, verputzter Fachwerkbau mit Satteldach, im Kern um 1800 | D-6-72-114-423 Wikidata  | weitere Bilder |
| Weingasse 1 (Standort) | Gasthaus | Zweigeschossiger, L-förmiger Satteldachbau mit Volutengiebel und Fackwerkeckerker mit Spitzhelm, mit älterem Kern, in Formen der Neorenaissance umgestaltet, von Carl Krampf, 1898 | D-6-72-114-112 Wikidata  | weitere Bilder |
| Weingasse 3 (Standort) | Gasthaus | Zweigeschossiger, traufseitiger Mansarddachbau mit stichbogiger Hofeinfahrt, bezeichnet „1838“ | D-6-72-114-113 Wikidata  | weitere Bilder |
| Weingasse 8 (Standort) | Wohn- und Geschäftshaus | Dreigeschossiger, verputzter Fachwerkbau mit Halbwalmdach und barocken Fensterrahmungen, 18. Jahrhundert | D-6-72-114-114 Wikidata  | weitere Bilder |
| Weißer Bildstock (Standort) | Bildstock, sogenannter Weißer Bildstock | Reliefaufsatz mit Darstellung des gegeißelten Christus, Rückseite mit der Heiligen Familie, auf Rundsäule über Postament, Sandstein, bezeichnet „1705“ | D-6-72-114-406 Wikidata  | weitere Bilder |
| Winkelser Straße 1 (Standort) | Ehemalige Kraftwagenhalle der Post | Zweigeschossiger Walmdachbau mit Innenhof sowie zwei östlich angrenzenden, eingeschossigen Garagenflügeln, von Heinrich Götzger, um 1928 | D-6-72-114-394 Wikidata  | weitere Bilder |
| Würzburger Straße 2 (Standort) | Wohngebäude | Ehemals zum benachbarten Schlachthof gehörig, zweigeschossiger Walmdachbau mit westlichem Treppenturm, 1923–24 | D-6-72-114-115 Wikidata  | weitere Bilder |
| Würzburger Straße 4 (Standort) | Ehemaliger Schlachthof, sogenannte Ochsenkathedrale | Hoher Satteldachbau in basilikaler Staffelung mit niederen Seitenflügeln, diese bilden in westlicher Richtung einen offenen Vorhof, im Osten eine offene Säulenhalle mit Rundbogentor, Bauplastik von Heinrich Salomon (München), von J. Hennings, in Formen des späten Jugendstils, 1923–25 | D-6-72-114-116 Wikidata  | weitere Bilder |
| Würzburger Straße 6 (Standort) | Vier nahezu baugleiche Nebengebäude | Eingeschossige Walmdachbauten, gleichzeitig | D-6-72-114-116 Wikidata  | Vier nahezu baugleiche Nebengebäude |
| Würzburger Straße 2, 4, 6 (Standort) | Einfriedung | Gleichzeitig | D-6-72-114-116 Wikidata  | Einfriedung |
| Würzburger Straße 5 (Standort) | Ehemaliges Beamtenwohnhaus der Gasanstalt | Zweigeschossiger Halbwalmbau mit nördlichem Treppenturm mit Glockendach, Fachwerkgiebeln und südlichen, zweigeschossigen Balkonanbauten, historisierend, Thüringer Gasgesellschaft, 1906 | D-6-72-114-364 Wikidata  | weitere Bilder |
| Würzburger Straße 5 (Standort) | Einfriedung | Gleichzeitig | D-6-72-114-364 Wikidata  | Einfriedung |
| Würzburger Straße 6 (Standort) | Wohngebäude | Ehemals zum benachbarten Schlachthof gehörig, zweigeschossiger Walmdachbau, 1923–24 | D-6-72-114-117 Wikidata  | weitere Bilder |
| Würzburger Straße 10 (Standort) | Wohn- und Geschäftshaus | zweigeschossiger Walmdachbau mit zwei Zwerchgiebeln und erdgeschossig halbrund vortretender, nach 1950 verglaster ehemaliger Loggia, 1913 für Hofgärtner Hermann Müller nach Plänen von Franz Krampf | D-6-72-114-581           | BW |

### Albertshausen
| Lage                                      | Objekt                              | Beschreibung | Akten-Nr.               | Bild           |
| ----------------------------------------- | ----------------------------------- | --- | ----------------------- | -------------- |
| Albertshausener Straße 5 (Standort)       | Hausfigur                           | Barocke Madonna, 18. Jahrhundert | D-6-72-114-132 Wikidata | weitere Bilder |
| Burkardrother Äcker (Standort)            | Bildstock                           | Reliefaufsatz mit kielbogigem Abschluss und Schutzmatelmadonnendarstellung, auf Achtkantschaft über Tischsockel mit Inschrift, neugotisch, bezeichnet „1870“                                                       | D-6-72-114-141 Wikidata | BW             |
| Klingenäcker (Standort)                   | Wegkreuz                            | Sandsteinkruzifix auf Tischsockel, davor Relieftafel mit zwei Engeln die Monstranz anbetend, von Valentin Weidner, bezeichnet „1880“                                                                               | D-6-72-114-140 Wikidata | BW             |
| Nähe Albertshausener Straße (Standort)    | Prozessionsaltar                    | Baldachinartiger Aufsatz auf gedrehten Säulchen, mit Evangelist Johannes als Bekrönungsfigur, Rückwand mit Laurentiusmartyrium, auf blockartigem, ornamentiertem Sockel, Sandstein, bezeichnet „1796“              | D-6-72-114-133 Wikidata | weitere Bilder |
| Nähe Kreuzbergstraße (Standort)           | Bildstock                           | Kielbogiger Reliefaufsatz mit Pietàdarstellung, auf achtkantigem Schaft über Tischsockel, mit Maßwerkornamenten, neugotisch, Sandstein, bezeichnet „1870“                                                          | D-6-72-114-371 Wikidata | BW             |
| Nähe Münzweg (Standort)                   | Bildstock                           | Ovaler Aufsatz mit Kunststeinrelief einer Madonna, auf Rundsäule über Postament, Sandstein, bezeichnet „1920“ | D-6-72-114-139 Wikidata | BW             |
| Nähe Valentin-Rathgeber-Straße (Standort) | Wegkreuz                            | Sandsteinkruzifix auf Tischsockel mit Inschrift, bezeichnet „1900“ | D-6-72-114-402 Wikidata | BW             |
| Röder (Standort)                          | Wegkapelle St. Antonius             | Kleiner gemauerter Bau mit Bildnische und Flachsatteldach, darin St.-Antonius-Figur, 19. Jahrhundert | D-6-72-114-145 Wikidata | weitere Bilder |
| Röder (Standort)                          | Kreuzweg                            | Vierzehn Stationen, figürliche Kunststeinreliefs in Gehäuse mit Kreuzbekrönung, über flachem Rechtecksockel mit Inschrift, von Valentin Weidner, 1903                                                              | D-6-72-114-403 Wikidata | weitere Bilder |
| Ruhäcker (Standort)                       | Bildstock                           | Kielbogiger Reliefaufsatz mit Kreuzigungsdarstellung auf Achtkantschaft über Tischsockel mit Inschrift, neugotisch, Sandstein, bezeichnet „1870“                                                                   | D-6-72-114-142 Wikidata | weitere Bilder |
| Sauerbreystraße (Standort)                | Prozessionsaltar                    | Baldachinartiger Aufsatz auf gedrehten Säulchen, mit Evangelist Matthäus als Bekrönungsfigur, Rückwand mit Marienkrönung, auf blockartigem, ornamentiertem Sockel mit Inschrift, Sandstein, bezeichnet „1796“      | D-6-72-114-134 Wikidata | weitere Bilder |
| Sauerbreystraße (Standort)                | Prozessionsaltar                    | Baldachinartiger Aufsatz, mit St. Nepomuk als Bekrönungsfigur (ehemals Evangelist Markus), Rückwand mit Reliefdarstellung der 14. Nothelfer, auf blockartigem, ornamentiertem Sockel, Sandstein, bezeichnet „1796“ | D-6-72-114-135 Wikidata | weitere Bilder |
| Sankt-Michael-Straße 1 (Standort)         | Katholische Pfarrkirche St. Michael | Ehemalige Chorturmkirche, Saalbau mit östlichem Chorturm mit Zwiebelhaube, Turmuntergeschoss spätmittelalterlich, Langhaus 1756–58, mit westlich anschließendem Kirchenerweiterungsbau, 1968/69; mit Ausstattung   | D-6-72-114-137 Wikidata | weitere Bilder |
| Sankt-Michael-Straße 1 (Standort)         | Friedhofskreuz                      | Kruzifix auf Pyramidenstumpfsockel, mit Inschrift, Corpus erneuert, Sandstein, bezeichnet „1841“ | D-6-72-114-137 Wikidata | BW             |
| Thulbaer Weg (Standort)                   | Bildstock                           | Reliefaufsatz mit Kreuzbekrönung und Darstellung der Heiligen Dreifaltigkeit, auf Rundsäule über Tischsockel mit Inschrift, Sandstein, bezeichnet „1815“                                                           | D-6-72-114-143 Wikidata | BW             |
| Vorderer Meiersgarten (Standort)          | Bildstock                           | Reliefaufsatz mit Darstellung des Heiligen Joseph mit dem Jesuskind in Rocaillerahmung, auf gebauchtem, ornamentiertem Vierkantschaft über Postament, Sandstein, bezeichnet „1814“                                 | D-6-72-114-144 Wikidata | BW             |

### Altenburgerhaus
| Lage                    | Objekt                                                      | Beschreibung | Akten-Nr.      | Bild |
| ----------------------- | ----------------------------------------------------------- | --- | -------------- | ---- |
| In der Au 61 (Standort) | Ehemaliges Restaurationslokal, sogenanntes Altenburger Haus | Eingeschossiger neuklassizistischer Mansardwalmdachbau über hohem Sockelgeschoss, mit Altane, Zwerchgiebel und westlichem Anbau, im Kern um 1840, von dem Architekten Probst 1925 wesentlich umgestaltet | D-6-72-114-574 | BW   |
| In der Au 61 (Standort) | Fragment einer Neptunfigur                                  | Sandstein, einstiger Bestandteil der Figurenausstattung des Kaskadentals, um 1760 | D-6-72-114-574 | BW   |

### Arnshausen
| Lage                                        | Objekt                                        | Beschreibung | Akten-Nr.               | Bild           |
| ------------------------------------------- | --------------------------------------------- | --- | ----------------------- | -------------- |
| Alter Dorfring (Standort)                   | Prozessionsaltar                              | Reliefaufsatz mit baldachinbekrönter Rückwand und Darstellung der Heiligen Familie, als Bekrönungsfigur Christus am Ölberg, auf Tischsockel mit Relief des Evangelisten Matthäus, Sandstein, bezeichnet „1766“                 | D-6-72-114-150 Wikidata | weitere Bilder |
| Alter Dorfring (Standort)                   | Prozessionsaltar                              | Reliefaufsatz mit badachingerahmter Rückwand und Darstellung des Hl. Sebastian mit Stiftern, als Bekrönungsfigur Christus an der Geißelsäule, auf Tischsockel mit Relief des Evangelisten Markus, Sandstein, bezeichnet „1766“ | D-6-72-114-149 Wikidata | weitere Bilder |
| Alter Dorfring 18 (Standort)                | Prozessionsaltar                              | Reliefaufsatz mit baldachinbekrönter Rückwand und Schutzengeldarstellung, Kreuzschlepper als Bekrönungsfigur, auf Tischsockel mit Relief des Evangelisten Lukas, Sandstein, bezeichnet „1766“                                  | D-6-72-114-148 Wikidata | weitere Bilder |
| Datzenbrunnen (Standort)                    | Wallfahrtskapelle Terzenbrunn                 | Einfacher Saalbau mit eingezogenem Chor und Satteldach, Sandsteinmauerwerk, neugotisch, 1861 | D-6-72-114-167 Wikidata | weitere Bilder |
| Datzenbrunnen (Standort)                    | Lourdesgrotte                                 | Mit Madonnenfigur von Valentin Weidner, 1898, über Quellfassung, bezeichnet „1805“ | D-6-72-114-167 Wikidata | Lourdesgrotte  |
| Datzenbrunnen (Standort)                    | Flurkreuz                                     | Kruzifix auf Postament mit Inschrift, Corpus erneuert, Sandstein, zweite Hälfte 19. Jahrhundert | D-6-72-114-167 Wikidata | Flurkreuz      |
| Datzenbrunnenstraße (Standort)              | Wegkreuz                                      | Kruzifix auf Tischsockel mit seitlich ausschwingenden Voluten und Inschrift, Sandstein, bezeichnet „1855“ | D-6-72-114-163 Wikidata | weitere Bilder |
| Nähe Fuchsmühlweg (Standort)                | Prozessionsaltar                              | Baldachinartiger Reliefaufsatz mit Darstellung der 14 Nothelfer, auf Tischsockel mit Inschriftenkartusche, Sandstein, bezeichnet „1768“                                                                                        | D-6-72-114-164 Wikidata | weitere Bilder |
| Iringstraße 2 (Standort)                    | Wirtshausschild                               | Schmiedeeiserner Wandarm und ausgeschnittenes Blechschild mit der Aufschrift „Gasthaus zum Lamm“, bezeichnet „1852“ | D-6-72-114-152 Wikidata | BW             |
| Iringstraße 6 (Standort)                    | Bildstock                                     | Reliefaufsatz mit Kreuzbekrönung und Darstellung eines Wagenunglücks, darüber Kruzifix, auf Rundsäule mit Weinrankenornament auf Postament, Sandstein, bezeichnet „1683“                                                       | D-6-72-114-154 Wikidata | BW             |
| Nähe Iringstraße (Standort)                 | Wegkreuz, sogenanntes Hohes Kreuz             | Kruzifix auf gebauchtem, Rokokotischsockel mit Inschriftenkartusche, Corpus und Kreuzstamm teilweise erneuert, Sandstein, bezeichnet „1779“                                                                                    | D-6-72-114-165 Wikidata | weitere Bilder |
| Lindenstraße 5 (Standort)                   | Ehemaliges Rathaus                            | Zweigeschossiger, traufständiger Satteldachbau mit Fachwerkobergeschoss und massivem Erdgeschoss, bezeichnet „1715“ | D-6-72-114-404 Wikidata | weitere Bilder |
| Lindenstraße 9 (Standort)                   | Wohngebäude                                   | Eingeschossiger Fachwerkbau mit massivem Sockel und Satteldach, 18. Jahrhundert | D-6-72-114-155 Wikidata | weitere Bilder |
| Lindenstraße 10 (Standort)                  | Katholische Pfarrkirche St. Petrus und Paulus | Saalbau mit eingezogenem Chor und nördlichem Turm mit Spitzhelm, ehemaliger Chorturm des Vorgängerhauses, 14. Jahrhundert, Langhaus und Chor Neubau von 1613, mit modernem Erweiterungsbau im Norden von 1977; mit Ausstattung | D-6-72-114-156 Wikidata | weitere Bilder |
| Lindenstraße 10 (Standort)                  | Bildstock                                     | Rundbogiger Reliefaufsatz mit Kreuzigungsdarstellung, auf Rundsäule über Postament, Sandstein, bezeichnet „1629“ | D-6-72-114-156 Wikidata | weitere Bilder |
| Lindenstraße 10 (Standort)                  | Maria Immaculata                              | Sandsteinfigur auf Postament mit Inschriftenkartusche, bezeichnet „1803“ | D-6-72-114-156 Wikidata | weitere Bilder |
| Lindenstraße 17 (Standort)                  | Ehemaliges Wohnstallhaus                      | Eingeschossiger Satteldachbau mit Zierfachwerkgiebel, Ende 18. Jahrhundert | D-6-72-114-157 Wikidata | weitere Bilder |
| Lindenstraße 21 (Standort)                  | Hoftoranlage                                  | Pforte und Hoftorpfeiler mit Pinienzapfenaufsätzen und Josephsfigur, Sandstein, bezeichnet „1790“ | D-6-72-114-158 Wikidata | weitere Bilder |
| Lollbachgasse (Standort)                    | Prozessionsaltar                              | Reliefaufsatz mit baldachinbekrönter Rückwand und Darstellung der 14 Nothelfer flankiert von Putten, auf Tischsockel mit Inschriftenkartusche, Sandstein, bezeichnet „1795“                                                    | D-6-72-114-159 Wikidata | weitere Bilder |
| Nähe Wittelsbacher Weg (Standort)           | Friedhofsmauer                                | Hausteinmauerwerk mit integriertem Weihwasserbehältnis Sandstein, 1864 | D-6-72-114-162 Wikidata | BW             |
| Nähe Wittelsbacher Weg (Standort)           | Friedhofskreuz                                | Kruzifix auf Tischsockel mit Schädelstätte und Inschriftenkartusche, Sandstein, bezeichnet „1803“ | D-6-72-114-162 Wikidata | BW             |
| Nähe Wittelsbacher Weg (Standort)           | Kreuzweg                                      | Vierzehn Kreuzwegstationen, figürliche Hochreliefs mit walmartiger Bedachung und Kreuzbekrönung über Rechtecksockel, Sandstein, Mitte 19. Jahrhundert                                                                          | D-6-72-114-162 Wikidata | BW             |
| Ratsgasse 6 (Standort)                      | Prozessionsaltar                              | Aufsatz mit baldachingekrönter Rückwand und Darstellung zweier Engel einen Vorhang raffend, mit Kruzifixbekrönung, auf Tischsockel mit Relief des Evangelisten Johannes, Sandstein, bezeichnet „1766“                          | D-6-72-114-146 Wikidata | weitere Bilder |
| Ratsgasse 8 (Standort)                      | Hausmadonna                                   | Maria mit dem Kind, 18. Jahrhundert | D-6-72-114-160 Wikidata | BW             |
| Scheinberg; Wittelsbacher Turm 2 (Standort) | Turm, sogenannter Wittelsbacher Turm          | Mit quadratischem Grundriss, oktogonalem Plattformabschluss, sowie bügelförmigen Strebepfeilern und rundem, überkuppeltem Aufsatz, als Bekrönungsfigur der Bayerische Löwe, Verkleidung aus Bossenwerk, 1906                   | D-6-72-114-168 Wikidata | weitere Bilder |
| Scheinberg; Wittelsbacher Turm 2 (Standort) | Einfriedung                                   | Hausteinmauerwerk, gleichzeitig | D-6-72-114-168 Wikidata | BW             |
| See (Standort)                              | Bildstock                                     | Rundbogiger Reliefaufsatz mit Kreuzigungsdarstellung mit Assistenzfiguren, auf Rundsäule über Postament, Sandstein, bezeichnet „1629“                                                                                          | D-6-72-114-161 Wikidata | BW             |
| Unterer Zollweg 22 (Standort)               | Bildstock                                     | Reliefaufsatz mit Kreuzbekrönung und Darstellung der Kreuzigung mit Assistenzfiguren, auf Rundsäule über Tischsockel, Sandstein, bezeichnet „1730“                                                                             | D-6-72-114-166 Wikidata | BW             |

### Garitz
| Lage                                                  | Objekt                                                           | Beschreibung | Akten-Nr.               | Bild           |
| ----------------------------------------------------- | ---------------------------------------------------------------- | --- | ----------------------- | -------------- |
| Baptist-Hoffmann-Straße 14 (Standort)                 | Schule                                                           | Zweigeschossiger Halbwalmbau mit bossierter Sockelzone und Zwerchhaus mit Dreiecksgiebel, durch Laubengang mit dem ehemaligen Lehrerwohnhaus verbunden, zweigeschossiger Walmdachbau, beide später Jugendstil, 1909   | D-6-72-114-373 Wikidata | weitere Bilder |
| Baptist-Hoffmann-Straße 14 (Standort)                 | Einfriedung                                                      | Gleichzeitig | D-6-72-114-373 Wikidata | BW             |
| Nähe Baptist-Hoffmann-Straße (Standort)               | Marienstatue                                                     | Muttergottesfigur im Segensgestus auf Sockel mit Inschrift, von Michael Arnold, bezeichnet „1877“ | D-6-72-114-169 Wikidata | weitere Bilder |
| Nähe Dr.-Georg-Heim-Straße (Standort)                 | Bildstock                                                        | Reliefaufsatz mit Darstellung der Verkündigung und der Heiligen Dreifaltigkeit, auf Rundsäule über erneuertem Sockel, Sandstein, um 1720                                                                              | D-6-72-114-171 Wikidata | weitere Bilder |
| Kirchbergstraße 2 (Standort)                          | Kruzifix                                                         | Muschelkalkkreuz mit Sandsteincorpus über Sockel, bezeichnet „1876“, erneuert 1968 | D-6-72-114-372 Wikidata | Kruzifix       |
| Kirchbergstraße 2 a; Nähe Kirchbergstraße (Standort)  | Katholische Pfarrkirche St. Johann Nepomuk                       | Saalbau mit eingezogenem Chor sowie südlichem Dachreiter, 1745, in nördlicher Richtung erweitert, 1923; mit Ausstattung                                                                                               | D-6-72-114-170 Wikidata | weitere Bilder |
| Kirchbergstraße 2 a; Nähe Kirchbergstraße (Standort)  | Friedhofskreuz                                                   | Sandsteinkruzifix über Sockel, davor trauernde Muttergottes, Sockel und Kreuzstamm erneuert, um 1800 | D-6-72-114-170 Wikidata | BW             |
| Kirchbergstraße 2 a (Standort)                        | Kriegerdenkmal für die Gefallenen des Ersten Weltkrieges 1914–18 | Dreiflügelige Anlage aus Muschelkalk mit Namenstafeln der Gefallenen, erhöhtem Mittelteil mit Hochrelief des Erzengels Michael mit Brunnenschale sowie integrierten Sitzbänken, von Bruno Brand, 1929                 | D-6-72-114-1 Wikidata   | weitere Bilder |
| Schönbornstraße 37 (Standort)                         | Mietshaus                                                        | Dreigeschossiger Walmdachbau über hohem Sandsteinquader-Sockelgeschoss, mit Mittelrisalit und Putzgliederung, sowie östlichem eingeschossigen Sandsteinquaderanbau, von Bernhard Gerling und Leonhard Ritter, 1907/08 | D-6-72-114-374 Wikidata | Mietshaus      |
| Schönbornstraße 51 (Standort)                         | Skulpturen                                                       | Hölzerne Figur einer Pietà, 18. Jahrhundert | D-6-72-114-172 Wikidata | Skulpturen     |
| Schönbornstraße 51, in der Elisabethkirche (Standort) | Skulpturen                                                       | Hölzerne Madonnenstatue, erste Hälfte 18. Jahrhundert | D-6-72-114-172 Wikidata | Skulpturen     |
| Schönbornstraße 51 (Standort)                         | Bildstock                                                        | Rundbogiger Reliefaufsatz mit Darstellungen einer Pietà und des Heiligen Martin zu Pferd, auf Rundsäule über Postament, Sandstein, bezeichnet „1700“                                                                  | D-6-72-114-173 Wikidata | Bildstock      |
| Schönbornstraße 60 (Standort)                         | Wohngebäude                                                      | Zweigeschossiger Sandsteinquaderbau mit Halbwalmdach, Eckerker mit Spitzhelm sowie Risalite und Ziergiebel, historistisch, um 1900                                                                                    | D-6-72-114-375 Wikidata | Wohngebäude    |
| Seestraße (Standort)                                  | Bildstock                                                        | Rechteckiger Gehäuseaufsatz mit walmartiger Bedachung und Reliefdarstellung der Heiligen Familie im Medaillon, auf Vierkantschaft mit Maßwerkornament, Sandstein, bezeichnet „1901“                                   | D-6-72-114-174 Wikidata | weitere Bilder |

### Hausen
| Lage                                                   | Objekt | Beschreibung | Akten-Nr.               | Bild           |
| ------------------------------------------------------ | --- | --- | ----------------------- | -------------- |
| Am Schönborn 4 (Standort)                              | Kreuzdachbildstock                                                                                           | Aufsatz mit Reliefdarstellungen eines Kruzifixes mit den Arma Christi, einem Wappen, einer Stiftungsinschrift, sowie Figurennische mit modernem Relief, auf Rundsäule über gemauertem Sockel, Sandstein, bezeichnet „1696“                                      | D-6-72-114-175 Wikidata | weitere Bilder |
| Am Schönborn 9 (Standort)                              | Ehemaliges Wohnwirtschaftsgebäude, dann Gasthaus                                                             | Zweigeschossiger, verputzter Satteldachbau, Obergeschoss wohl Fachwerk, bezeichnet „1646“ | D-6-72-114-176 Wikidata | weitere Bilder |
| Fränkische Saale (Standort)                            | St. Nepomuk-Statue                                                                                           | Skulptur des Heiligen Nepomuk, Sandstein, Ende 18. Jahrhundert | D-6-72-114-195 Wikidata | weitere Bilder |
| Götzenmühlweg 18 (Standort)                            | Bildstock | Tabernakelförmiger Reliefaufsatz mit Pietàdarstellung auf flachem Tischsockel mit Inschrift, Sandstein, um 1830 | D-6-72-114-177 Wikidata | BW             |
| Hausener Straße 13 (Standort)                          | Ehemalige Schule                                                                                             | Zweigeschossiger Satteldachbau mit Stichbogen- und Vierpassfenstern, 1847 | D-6-72-114-378 Wikidata | weitere Bilder |
| Hausener Straße 34 (Standort)                          | Geschnitzter Eckpfosten                                                                                      | Madonnendarstellung, bezeichnet „1727“ | D-6-72-114-178 Wikidata | weitere Bilder |
| Hausener Straße 34, an Nordseite (Standort)            | Kreuzigungsrelief                                                                                            | Transloziert, mit Assistenzfiguren, Rankenwerk und Wappen, spätgotisch | D-6-72-114-178 Wikidata | weitere Bilder |
| Hausener Straße 34, am Nebengebäude (Standort)         | Bildstockaufsatz                                                                                             | Mit Pietàdarstellung, 18. Jahrhundert, auf neugotischem Volutenkonsolstein, 19. Jahrhundert | D-6-72-114-178 Wikidata | BW             |
| Höllweg 1 (Standort)                                   | Wohngebäude                                                                                                  | Eingeschossiger, verputzter Satteldachbau über hohem Hausteinsockel, Kellerpforte bezeichnet „1595“ | D-6-72-114-180 Wikidata | weitere Bilder |
| Klosterweg (Standort)                                  | Kriegerdenkmal für 1870–71                                                                                   | Madonnenfigur auf dem Erdenrund, über Pyramidenstumpfsockel mit kapitellartiger, blattwerkgerahmter Inschriftenkartusche, sowie Reliefdarstellung von Kriegsgerät mit Siegeskranz und kleiner figürlicher Szene, Sandstein, von Valentin Weidner, 1907          | D-6-72-114-182 Wikidata | weitere Bilder |
| Klosterweg 1 (Standort)                                | Heiligenfigur                                                                                                | Skulptur des Heiligen Josef, mit dem Jesuskind in Händen, auf hohem Postament mit Inschrift, Sandstein, von Valentin Weidner, bezeichnet „1882“ | D-6-72-114-181 Wikidata | weitere Bilder |
| Klosterweg 7 a (Standort)                              | Prozessionsaltar                                                                                             | Retabelähnlicher Reliefaufsatz mit Kreuzigungsdarstellung in neugotischem Rahmen, auf flachem Sockel mit Inschrift, Sandstein, bezeichnet „1852“ | D-6-72-114-183          | weitere Bilder |
| Klosterweg 7 a (Standort)                              | Ehemalige Klosterscheune                                                                                     | Eingeschossiger Hau- bzw. Bruchsteinmauerwerksbau mit Satteldach, 18. Jahrhundert | D-6-72-114-379          | weitere Bilder |
| Klosterweg 11 (Standort)                               | Ehemalige Klostermühle                                                                                       | Zweigeschossiger, verputzter Satteldachbau, Obergeschoss wohl Fachwerk, im Kern bezeichnet „1581“ | D-6-72-114-185 Wikidata | weitere Bilder |
| Klosterweg 10, 12, 13 (Standort)                       | Ehemaliges Prämonstratenserinnenkloster, heute Dienststelle des Landratsamtes                                | Klostergründung der von Henneberg, 1161, im 16. Jahrhundert aufgelassen, dann in Besitz des Würzburger Fürstbischofs Julius Echter von Mespelbrunn, ab 1860 Erziehungsanstalt für Mädchen, ab 1960 Kreisaltenheim                                               | D-6-72-114-186 Wikidata | weitere Bilder |
| Klosterweg 13 (Standort)                               | Ehemaliges Prämonstratenserinnenkloster, ehemalige Klosterkirche, jetzt katholische Pfarrkirche Heilig Kreuz | Barocker Saalbau mit Kreuzarmen und eingezogenem Chor, sowie östlichem Dachreiter mit Welscher Haube, über mittelalterlichen Grundmauern, weitgehend barocker Umbau 1714–16 von Joseph Greissing; mit Ausstattung                                               | D-6-72-114-186 Wikidata | weitere Bilder |
| Klosterweg 12; Klosterweg 10; Klosterweg 13 (Standort) | Ehemaliges Prämonstratenserinnenkloster, ehemaliges Klostergebäude, Ostflügel                                | Zweigeschossiger Satteldachbau über hohem Sockel, im Kern 17. Jahrhundert | D-6-72-114-186 Wikidata | weitere Bilder |
| Klosterweg 10 (Standort)                               | Ehemaliges Prämonstratenserinnenkloster, ehemalige Klostergebäude, Westflügel                                | Zweigeschossiger Walmdachbau, mit Wappenkartusche, bezeichnet „1681“, im 20. Jahrhundert stark überformt | D-6-72-114-186 Wikidata | weitere Bilder |
| Klosterweg 12 (Standort)                               | Ehemaliges Prämonstratenserinnenkloster, Reste der Klostermauer                                              | Hausteinmauerwerk, auf der Nordseite mit eingelassenen Grabsteinen des 17. und 18. Jahrhunderts, wohl gleichzeitig | D-6-72-114-186 Wikidata | weitere Bilder |
| Nähe Hausener Straße (Standort)                        | Friedhofskreuz                                                                                               | Kruzifix auf Tischsockel mit Inschrift, Sandstein, 19. Jahrhundert | D-6-72-114-179 Wikidata | weitere Bilder |
| Nähe Hausener Straße (Standort)                        | Kreuzweg | Vierzehn klassische Stationen mit Ergänzungsstation der Auffindung des Heiligen Kreuzes durch Helena, Relieftafeln mit rundbogigem Abschluss und figürlichen Szenen, auf gebauchten Postamenten mit Szenenbeschrieb in Kartuschen, Sandstein, bezeichnet „1837“ | D-6-72-114-179 Wikidata | weitere Bilder |
| Rodweg (Standort)                                      | Wegkreuz | Kruzifix auf Postament mit Inschrift, Sandstein, bezeichnet „1887“ | D-6-72-114-377 Wikidata | weitere Bilder |

### Kleinbrach
| Lage                                             | Objekt                                              | Beschreibung | Akten-Nr.               | Bild           |
| ------------------------------------------------ | --------------------------------------------------- | --- | ----------------------- | -------------- |
| Fränkische Saale; Am Luitpoltsprudel (Standort)  | Wehrhaus                                            | Eingeschossiger Hausteinmauerwerksbau mit Halbwalmdach, um 1770 | D-6-72-114-206 Wikidata | weitere Bilder |
| Fränkische Saale; Am Luitpoltsprudel (Standort)  | Ehemaliges Wohnteil eines Wohnwirtschaftsgebäudes   | Eingeschossiger Fachwerkbau mit Satteldach, wohl gleichzeitig | D-6-72-114-206 Wikidata | weitere Bilder |
| Fränkische Saale; Am Luitpoltsprudel (Standort)  | Backhaus                                            | Kleiner Ziegelbau mit Satteldach, wohl erste Hälfte 19. Jahrhundert | D-6-72-114-206 Wikidata | BW             |
| Fränkische Saale; Am Luitpoltsprudel (Standort)  | Wehranlage                                          | In Zusammenhang mit der Bohrung des Luitpoldsprudels erneuert, 1908, mit Turbine, 1911 | D-6-72-114-206 Wikidata | weitere Bilder |
| Am Luitpoltsprudel; Au; Hoffeld (Standort)       | Tunnelmund, sogenanntes Echo                        | Tonnengewölbt, Sandsteinquaderbau, 1846–47 | D-6-72-114-383 Wikidata | weitere Bilder |
| Am Luitpoltsprudel; Au; Hoffeld (Standort)       | Reste des stillgelegten Kanals zum Schönbornsprudel | Nordöstlich des Wehrhauses teilweise noch mit Sandsteinquadern befestigt, um 1765 | D-6-72-114-383 Wikidata | weitere Bilder |
| Nähe Andreasstraße (Standort)                    | Kreuzdachbildstock                                  | Aufsatz mit Reliefdarstellungen eines Kruzifixes mit den Arma Christi, einem Wappen und Inschrift, sowie einer Figurennische, auf Rundsäule mit Weinrankenornament auf ornamentiertem Postament, Sandstein, bezeichnet „1696“      | D-6-72-114-208 Wikidata | BW             |
| Fränkische Saale, Kleinbracher Straße (Standort) | Bogenbrücke                                         | Sandsteinquadermauerwerk mit achtzehn stichbogigen Jochen über die Saale, 1882 | D-6-72-114-382 Wikidata | weitere Bilder |
| Hofzaun (Standort)                               | Kreuzdachbildstock                                  | Aufsatz mit Reliefdarstellungen von Kreuz mit den Arma Christi, einem Wappen, der Stiftungsinschrift sowie leerer Figurennische, auf Rundsäule mit Weinrankenornament, über ornamentiertem Postament, Sandstein, bezeichnet „1697“ | D-6-72-114-203 Wikidata | weitere Bilder |
| Holzsteigwiesen (Standort)                       | Ehemaliges Wegkreuz                                 | Figur der trauernden Muttergottes auf Tischsockel mit Inschrift, darauf Reste des Kreuzstammes, Sandstein, bezeichnet „1903“; nicht nachqualifiziert                                                                               | D-6-72-114-210 Wikidata | BW             |
| Kleinbracher Straße 4 (Standort)                 | Ehemaliges Wohnstallhaus                            | Zweigeschossiger, verputzter Fachwerkbau mit massivem Erdgeschoss und Satteldach, Nordseite holzverkleidet, bezeichnet „1614“ | D-6-72-114-196 Wikidata | weitere Bilder |
| Kleinbracher Straße 8 (Standort)                 | Hausfigur                                           | Skulptur einer Madonna, 18. Jahrhundert | D-6-72-114-197 Wikidata | BW             |
| Kleinbracher Straße 10 (Standort)                | Türblatt                                            | Reich geschnitzt mit vegetabilen Ornamenten und Wappendarstellung, in Formen des Klassizismus, Holz, um 1800 | D-6-72-114-198 Wikidata | BW             |
| Kleinbracher Straße 13 (Standort)                | Ehemaliges Wohnstallhaus                            | Zweigeschossiger Fachwerkbau mit Satteldach und Hausteinsockel, Giebel und Obergeschoss mit Zierfachwerk, bezeichnet „1659“ | D-6-72-114-199 Wikidata | weitere Bilder |
| Kleinbracher Straße 15 (Standort)                | Ehemaliges Wohnstallhaus                            | Eingeschossiger Fachwerkbau auf massivem Sockel mit Satteldach, Giebel mit Zierfachwerk, 18. Jahrhundert | D-6-72-114-401 Wikidata | weitere Bilder |
| Kleinbracher Straße 16 (Standort)                | Ehemaliger Zehnthof, ehemaliges Wohnstallgebäude    | Eingeschossiger, verputzter Massivbau mit Halbwalmdach, spätes 18. Jahrhundert | D-6-72-114-200 Wikidata | weitere Bilder |
| Kleinbracher Straße 16 (Standort)                | Ehemaliger Zehnthof, ehemalige Zehntscheune         | eingeschossiger, massiver Hausteinmauerwerksbau mit Halbwalmdach, gleichzeitig | D-6-72-114-200 Wikidata | weitere Bilder |
| Kleinbracher Straße 16 (Standort)                | Ehemaliger Zehnthof, Reste der Hoftoranlage         | gleichzeitig | D-6-72-114-200 Wikidata | BW             |
| Kleinbracher Straße 17 (Standort)                | Ehemaliges Wohnstallhaus                            | Zweigeschossiger Fachwerkbau über hohem massivem Sockel und Satteldach, am Kellerabgang bezeichnet „1723“ | D-6-72-114-201 Wikidata | weitere Bilder |
| Kleinbracher Straße 18 (Standort)                | Katholische Filialkirche St. Joachim und Anna       | Saalbau mit eingezogenem Chor und westlichem Dachreitertürmchen mit Spitzhelm, Sandsteinquadermauerwerk, neugotisch, von Kreisbaumeister von Monrandell, 1882/83; mit Ausstattung                                                  | D-6-72-114-202 Wikidata | weitere Bilder |
| Kleinbracher Straße 21 (Standort)                | Ehemaliges Wohnstallhaus                            | Zweigeschossiger, verputzter Fachwerkbau mit massivem Sockel und Satteldach, mit hölzerner, barocker Hausmadonna, 17./18. Jahrhundert                                                                                              | D-6-72-114-204 Wikidata | weitere Bilder |
| Körbig (Standort)                                | Kreuzdachbildstock                                  | Aufsatz mit Reliefdarstellungen eines Kruzifix mit Arma Christi, einer Palmette, einem Wappen sowie einer leeren Figurennische, auf Rundsäule mit Weinrankenornament, über ornamentiertem Postament, Sandstein, um 1700            | D-6-72-114-207 Wikidata | BW             |
| Körbig (Standort)                                | Kreuzdachbildstock                                  | Aufsatz mit Reliefdarstellungen von IHS-Monogramm und lateinischem Kreuz, sowie Figurennische mit modernem Relief, auf Rundsäule über Postament, Sandstein, bezeichnet „1802“                                                      | D-6-72-114-209 Wikidata | BW             |
| Nähe Kleinbracher Straße (Standort)              | Bildstock                                           | Rechteckiger Reliefaufsatz mit walmartiger Bedachung und Darstellung der Kreuzigung mit Stifter und Johannes dem Täufer, Mittelstück mit Stifterinschrift, auf abgefastem Vierkantschaft über Sockel, Sandstein, bezeichnet „1627“ | D-6-72-114-205 Wikidata | weitere Bilder |

### Poppenroth
| Lage                                   | Objekt                             | Beschreibung | Akten-Nr.               | Bild           |
| -------------------------------------- | ---------------------------------- | --- | ----------------------- | -------------- |
| Burkardrother Weg (Standort)           | Wegkreuz                           | Kruzifix auf Tischsockel mit Inschrift, Sandstein, bezeichnet „1869“ | D-6-72-114-217 Wikidata | weitere Bilder |
| Goldbachstraße (Standort)              | Wegkreuz                           | Kruzifix auf Tischsockel mit Inschrift, davor Figur der trauernden Muttergottes, Sandstein, bezeichnet „1843“ | D-6-72-114-211 Wikidata | weitere Bilder |
| Krumbachsberg 22 (Standort)            | Ehemalige Schule                   | Zweigeschossiger Walmdachbau mit hohem bossiertem Sandsteinsockel sowie nördlichem Zwerchhausrisalit, Jugendstil, um 1910; Garteneinfriedung, gleichzeitig | D-6-72-114-384 Wikidata | weitere Bilder |
| Krumbachsberg 22 (Standort)            | Garteneinfriedung                  | gleichzeitig | D-6-72-114-384 Wikidata | weitere Bilder |
| Krummbachsberg (Standort)              | Wegkreuz                           | Kruzifix auf Tischsockel mit Inschrift, davor Relieftafel mit Darstellung der Heiligen Dreifaltigkeit, neugotisch, Sandstein, bezeichnet „1883“ | D-6-72-114-219 Wikidata | weitere Bilder |
| Krummbachsberg (Standort)              | Kreuzweg                           | Dreizehn Kreuzwegstationen mit Kreuzigungsgruppe und Heiliggrabkapelle, Kreuzweg ursprünglich am Stationsberg in Bad Kissingen aufgestellt, 1892 nach Poppenroth verkauft, Stationen I und II wohl von Michael Arnold erneuert, spätklassizistisch, erste Hälfte 19. Jahrhundert, die übrigen Stationen barocke, teilweise stark verwitterte Reliefplatten mit figürlichen Darstellungen in erneuertem Gehäuse, zwischen 1753 und 1756, XII. Station als Kreuzigungsgruppe, mit Schächern, Maria Magdalena, Johannes und der Gottesmutter, Sandstein, spätes 19. Jahrhundert, sowie Heiliggrabkapelle, im Neubau Figuren der Grablegung Christi mit Assistenzfiguren, Sandstein, spätes 19. Jahrhundert | D-6-72-114-218 Wikidata | weitere Bilder |
| Nähe Poppenrother Straße (Standort)    | Kreuzdachbildstock                 | Aufsatz mit Reliefdarstellungen von Bischofswappen, IHS-Monogramm, unleserlicher Stiftungsinschrift sowie Figurennische mit modernem Pietàrelief aus Kunststein, auf Rundsäule über ornamentiertem Postament, Sandstein, bezeichnet „1672“ | D-6-72-114-387 Wikidata | BW             |
| Nähe Sankt-Sebastian-Straße (Standort) | Friedhofskreuz                     | Sandstein, Sockel mit seitlichen Voluten und Inschrift in Lorbeerkranz, bezeichnet „1831“, Korpus und Kreuz mit Relief der Mater dolorosa und Totenkopf, um 1930 | D-6-72-114-216 Wikidata | weitere Bilder |
| Pfarrer-Bleymann-Gasse 2 (Standort)    | Heiligenfigur                      | Sandsteinskulptur des Heiligen Joseph auf Postament, spätes 19. Jahrhundert | D-6-72-114-214 Wikidata | weitere Bilder |
| Poppenrother Straße 30 (Standort)      | Bildstock                          | Geschwungenes Kapitell mit Kreuzbekrönung und Pietàrelief aus Kunststein, auf Vierkantschaft über Tischsockel mit Inschrift, Kunststein, bezeichnet „1930“ | D-6-72-114-212 Wikidata | weitere Bilder |
| Ruhstraße (Standort)                   | Wegkreuz                           | Kruzifix auf Tischsockel mit Inschrift, davor tabernakelförmiger Reliefplatte mit Darstellung zweier Engel die Monstranz anbetend, Sandstein, neugotisch, bezeichnet „1858“ | D-6-72-114-385 Wikidata | weitere Bilder |
| Ruhweg (Standort)                      | Kreuzdachbildstock                 | Aufsatz mit Reliefdarstellungen von IHS-Monogramm und Kreuz sowie Stiftungsinschrift und modernes Madonnenrelief aus Kunststein in Figurennische, auf Rundsäule über ornamentiertem Postament, Sandstein, bezeichnet „1667“ | D-6-72-114-220 Wikidata | BW             |
| Schlimpfhofer Straße (Standort)        | Wegkreuz                           | Kruzifix auf Tischsockel mit Inschrift, Sandstein, bezeichnet „1907“ | D-6-72-114-386 Wikidata | BW             |
| Sankt-Ulrich-Straße 18 (Standort)      | Hausfigur                          | Relief mit Dreifaltigkeitsdarstellung, neugotisch, Sandstein, zweite Hälfte 19. Jahrhundert | D-6-72-114-213 Wikidata | Hausfigur      |
| Sankt-Ulrich-Straße 28 (Standort)      | Katholische Pfarrkirche St. Ulrich | Ehemals Chorturmkirche, Saalbau mit Querhaus, eingezogenem Chor, sowie östlichem Turm mit Spitzhelm, dieser im Untergeschoss 13. Jahrhundert, heutiges Querhaus entspricht dem ehemaligen Langhaus des Vorgängerbaus, 1612, dieses wurde in den Kirchenneubau einbezogen, 1889; mit Ausstattung | D-6-72-114-215 Wikidata | weitere Bilder |
| Zinkenholz (Standort)                  | Bildstock                          | Aufsatz mit modernem Madonnenrelief, auf Vierkantstele, Sandstein, 1802 | D-6-72-117-43 Wikidata  | BW             |

### Reiterswiesen
| Lage                                            | Objekt                                              | Beschreibung | Akten-Nr.               | Bild                                              |
| ----------------------------------------------- | --------------------------------------------------- | --- | ----------------------- | ------------------------------------------------- |
| Armesberg (Standort)                            | Bildstock                                           | Reliefaufsatz mit Kreuzbekrönung und Darstellung des gegeißelten Heilands von der Wies in Muschelnische, auf Rundsäule über Tischsockel, Sandstein, bezeichnet „1915“ | D-6-72-114-237 Wikidata | weitere Bilder                                    |
| Ballinghain (Standort)                          | Sitzbank, sogenannte Ehrenbürgerbank                | Holzüberdachte Sandsteinbank mit vier das Dach tragenden Pfeilern mit Jugendstilornamenten, von Valentin Weidner, bezeichnet „1899“ | D-6-72-114-245 Wikidata | weitere Bilder                                    |
| Eichesberg (Standort)                           | Kreuzschlepper                                      | Figur des kreuztragenden Christus auf Knien, auf hohem Sockel mit Unglücksdarstellung, über Rundsäule auf Tischsockel mit Inschriftenkartusche, Sandstein, bezeichnet „1721“ | D-6-72-114-244 Wikidata | weitere Bilder                                    |
| Finsterberg (Standort)                          | Sitzbank, sogenannte Ehrenbürgerbank                | ,Gestiftet von Franz Siechen, Ruhesitz, Rückwand mit Segmentbogenabschluss und Volutenschmuck, Seitenwangen mit Satyrköpfen, Sandstein, bezeichnet „1900“ | D-6-72-114-246 Wikidata | weitere Bilder                                    |
| Flurstraße 8 (Standort)                         | Kreuzschlepper                                      | Figur des kreuztragenden Christus auf Knien, Sandstein, von Ferdinand Hümmler, bezeichnet „1872“ | D-6-72-114-223 Wikidata | weitere Bilder                                    |
| Hoffeldäcker (Standort)                         | Flurkreuz, sogenanntes Vogelskreuz                  | Kruzifix auf Tischsockel mit Inschrift, Gusssteincorpus erneuert, Sandstein, bezeichnet „1887“ | D-6-72-114-243 Wikidata | weitere Bilder                                    |
| Höhenstraße 2 (Standort)                        | Bildstock                                           | Reliefaufsatz mit Kreuzbekrönung und Darstellung der Geißelung Christi, auf Rundsäule über Postament, Sandstein, bezeichnet „1723“ | D-6-72-114-388 Wikidata | weitere Bilder                                    |
| Kiefernstraße (Standort)                        | Wegkreuz                                            | Kruzifix auf Tischsockel mit Inschrift und Assistenzfiguren, Sandstein, bezeichnet „1877“ | D-6-72-114-238 Wikidata | weitere Bilder                                    |
| Kiefernstraße (Standort)                        | Bildstock                                           | Reliefaufsatz mit Kreuzbekrönung und Kreuzigungsdarstellung, auf Rundsäule über Postament, Sandstein, bezeichnet „1621“ | D-6-72-114-413 Wikidata | weitere Bilder                                    |
| Kissinger Straße 19 (Standort)                  | Herz-Jesu-Figur                                     | Christusfigur auf Sockel mit Inschrift, Gussstein, spätes 19. Jahrhundert | D-6-72-114-389 Wikidata | weitere Bilder                                    |
| Kissinger Straße 42 (Standort)                  | Wohngebäude                                         | Zweigeschossiger, verputzter Fachwerkbau mit Krüppelwalmdach, erste Hälfte 19. Jahrhundert | D-6-72-114-226 Wikidata | weitere Bilder                                    |
| Kissinger Straße 42 (Standort)                  | Hoftor                                              | Rundbogentor mit separater Fußgängerpforte, bezeichnet „1604“ | D-6-72-114-226 Wikidata | weitere Bilder                                    |
| Kissinger Straße 44 (Standort)                  | Ehemaliges Rathaus                                  | Zweigeschossiger Satteldachbau mit massivem Erdgeschoss und Fachwerkoberstock, 1703 | D-6-72-114-227 Wikidata | weitere Bilder                                    |
| Kissinger Straße 45 (Standort)                  | Prozessionsaltar                                    | Altarähnlicher Aufbau, darin Figurengruppe der Hl. Familie, auf leicht gebauchtem Sockel, in die Hauswand eingelassen, Sandstein, um 1800 | D-6-72-114-228 Wikidata | weitere Bilder                                    |
| Kissinger Straße 49 (Standort)                  | Katholische Pfarrkirche St. Laurentius              | Kreuzförmiger Saalbau mit eingezogenem Chor und Fassadenturm mit Satteldach, in Formen des reduzierten Historismus, von Carl Krampf, 1899–1900; mit Ausstattung | D-6-72-114-229 Wikidata | weitere Bilder                                    |
| Kissinger Straße 49; vor der Kirche (Standort)  | Kriegerdenkmal für die Gefallenen von 1914 bis 1918 | Von Bruno Brand, Figur des Hl. Georg als Drachentöter, auf von Säulen gerahmtem Postament, 1928 | D-6-72-114-229 Wikidata | weitere Bilder                                    |
| Kissinger Straße 53 (Standort)                  | Ehemalige Hausfigur                                 | Figurengruppe einer Pietà, Sandstein, in modernem Bildhäuschen aufgestellt, 19. Jahrhundert | D-6-72-114-230 Wikidata | Ehemalige Hausfigur                               |
| Kissinger Straße 57 (Standort)                  | Hausfigur                                           | Pietàrelief, 18. Jahrhundert | D-6-72-114-231 Wikidata | BW                                                |
| Kissinger Straße 59; Nähe Flurstraße (Standort) | Friedhofsmauer mit Friedhofstor                     | Hausteinmauerwerk, Sandstein, 2. Hälfte 19. Jahrhundert; Friedhofskreuz, Kruzifix auf gebauchtem Tischsockel mit Inschriftenkartusche, Sandstein, bezeichnet „1799“ | D-6-72-114-224 Wikidata | BW                                                |
| Kissinger Straße 63 (Standort)                  | Hoftoranlage                                        | Rundbogentor mit separater Fufgängerpforte, bezeichnet „1789“ | D-6-72-114-232 Wikidata | BW                                                |
| Kissinger Straße 67 (Standort)                  | Ehemalige Hausfigur, Figur einer Maria Immaculata   | In modernem Bildhäuschen aufgestellt, 19. Jahrhundert | D-6-72-114-390 Wikidata | Ehemalige Hausfigur, Figur einer Maria Immaculata |
| Kissinger Straße 74 (Standort)                  | Prozessionsaltar                                    | Baldachinartiger Reliefaufsatz mit Darstellung der 14 Nothelfer, flankiert von zwei Franziskanerheiligen, bekrönt vom Heiligen Georg, auf Tischsockel mit Inschriftenkartusche, Sandstein, bezeichnet „1837“ | D-6-72-114-233 Wikidata | weitere Bilder                                    |
| Kissinger Straße 131 (Standort)                 | Villa                                               | Eingeschossiger Krüppelwalmdachbau mit hohem Hausteinsockel und Fachwerkkniestock, Jugendstil, von Architekt Fritz, 1911 | D-6-72-114-391 Wikidata | weitere Bilder                                    |
| Kissinger Straße 131 (Standort)                 | Kreuzschlepper                                      | Figur des kreuztragenden Christus auf hohem Unterbau mit Inschrift, getragen von vier Rundsäulchen auf Tischsockel, Sandstein, von Valentin Weidner, um 1900 | D-6-72-114-235          | weitere Bilder                                    |
| Kissinger Straße 150 (Standort)                 | Bildstock                                           | Aufsatz mit Kielbogenabschluss, Kreuzbekrönung und Pietàrelief aus Kunststein, auf achtkantiger Säule über Tischsockel mit Inschrift, Sandstein, bezeichnet „1880“ | D-6-72-114-241 Wikidata | weitere Bilder                                    |
| Krautfeld; Wasserweg (Standort)                 | Bildstock                                           | Erneuerter Aufsatz mit Pietàrelief in Rundbogennische auf Rundsäule über Postament mit Blattrosette und Inschrift, Sandstein, bezeichnet „1792“ | D-6-72-114-239 Wikidata | weitere Bilder                                    |
| Mehlrain (Standort)                             | Wegkreuz                                            | Kruzifix auf Tischsockel mit Inschrift, Sandstein, bezeichnet „1875“ | D-6-72-114-242 Wikidata | BW                                                |
| Nähe Burgstraße (Standort)                      | Bildstock                                           | Monolith, Reliefaufsatz mit Kreuzbekrönung und Kreuzigungsszene, auf Rundsäule, Sandstein, bezeichnet „1619“ | D-6-72-114-234 Wikidata | weitere Bilder                                    |
| Nähe Kissinger Straße (Standort)                | Kruzifix                                            | Sandsteinkreuz mit Corpus auf Tischsockel mit Inschrift, bezeichnet „1911“ | D-6-72-114-236 Wikidata | BW                                                |
| Schloßberg (Standort)                           | Burgruine Botenlauben                               | Erstmals 1206 als Adelssitz der von Henneberg urkundlich erwähnt, im Bauernkrieg 1525 stark zerstört, danach aufgelassen, große Anlage mit einer Nord-Süd-Erstreckung von 110 m und einer West-Ost-Erstreckung von 30 m, im Norden und Süden von zwei mächtigen, runden Bergfrieden flankiert, diese mit Buckelquadermauerwerk, nördliche Burghälfte nach 1200, die südliche bis 1234 errichtet, Nordturm ursprünglich über quadratischem Grundriss, heutige Rundform freie Rekonstruktion nach 1885, bauzeitlich erhaltenes Mauerwerk in den beiden Rundtürmen und der östlichen Ringmauer erhalten, übrige Mauerzüge Rekonstruktionenen des 19. und 20. Jahrhunderts | D-6-72-114-393 Wikidata | weitere Bilder                                    |
| Stöckes (Standort)                              | Bildstockaufsatz                                    | Mit Relief des Gekreuzigten, Muschelkalk 17. Jh., auf erneuertem Vierkantschaft und Postament | D-6-72-114-447          | BW                                                |
| Wasserweg; nordöstlich der Kirche (Standort)    | Bildstock                                           | 1727 | D-6-72-114-240 Wikidata | BW                                                |

### Saline Kissingen
Der Ortsteil Saline Kissingen liegt in der Gemarkung Hausen.

| Lage                                             | Objekt | Beschreibung | Akten-Nr.               | Bild               |
| ------------------------------------------------ | --- | --- | ----------------------- | ------------------ |
| Nähe Obere Saline (Standort)                     | Kreuzdachbildstock | Aufsatz mit drei Kreuzreliefdarstellungen sowie Figurennische mit modernem Terracottarelief, auf Vierkantschaft mit Blumenornament, Sandstein, bezeichnet „1778“ | D-6-72-114-192 Wikidata | Kreuzdachbildstock |
| Nähe Obere Saline; Nähe Untere Saline (Standort) | Ehrenhain | In Form einer umfriedeten Parkanlage mit Gusseisenzaun, darin Massengrab in Form eines Kreuzes auf hohem gestuften Sandsteinsockel, Gedenksäule für Robert Delius, in Form einer Triumphsäule mit griechischem Helm und niedergelegten Waffen, Sandstein, sowie Gedenkstele mit bronzegegossenem Portraitmedaillon für Eduard Schlagintweit, Sandstein, flankiert von zwei Gedenkplatten, angelegt um 1870                                              | D-6-72-114-193 Wikidata | weitere Bilder     |
| Obere Saline (Standort)                          | Ölberggruppe, sogenannte Pestkreuze | Drei Sandsteinkreuze mit Christus flankiert von den beiden Schächern auf Tischsockeln, Christuskreuz mit Figur der trauernden Muttergottes, Sandstein, Mitte 18. Jahrhundert | D-6-72-114-187 Wikidata | weitere Bilder     |
| Obere Saline 20 (Standort)                       | Ehemalige Saline mit fürstbischöflicher Baderesidenz, sog. Obere Saline, zweite Kissinger Salzproduktionsstätte, ab 1876–1893 Kurresidenz des Reichskanzlers Otto von Bismarck, heute Museum Obere Saline | Ehemalige barocke Vierflügelanlage, erbaut unter Fürstbischof Adam Friedrich von Seinsheim, heute nurmehr der ehemalige Wohntrakt im Osten erhalten, zweigeschossiger, quadersichtiger Mittelpavillon mit Mansardwalmdach und erhöhtem Mittelrisalit, flankiert von eingeschossigen, quadersichtigen Mansarddachflügeln mit angrenzenden, zweigeschossigen Eckpavillons mit Mansardwalmdächern und Hausteinmauerwerk, ab 1767 bis 1772; mit Ausstattung | D-6-72-114-188          | weitere Bilder     |
| Obere Saline 20 (Standort)                       | Laufbrunnen | Pyramidenstumpfartiger Brunnenstock mit halbrundem Brunnenbecken, Sandstein, bezeichnet „1831“ | D-6-72-114-188          | weitere Bilder     |
| Obere Saline 20 (Standort)                       | Bierkeller | Sandsteinquader gefasst, bezeichnet „1836“ | D-6-72-114-188          | weitere Bilder     |
| Obere Saline 20 (Standort)                       | Biergarten | kastanienbestanden, mit Säulenpergola | D-6-72-114-188          | weitere Bilder     |
| Salinenstraße 60 (Standort)                      | Villa | Zweigeschossiger Kalksteinquaderbau mit Walmdach, westlichem Risalitzwerchhaus, Treppenturm mit Zwiebelhaube, sowie Rotsandsteingliederung, historistisch, um 1900 | D-6-72-114-381 Wikidata | weitere Bilder     |
| Untere Saline (Standort)                         | Pumpwerk, sogenannte Freiturbine | Gusseisernes, turbinengetriebenes Kolbenpumpwerk, 1848 | D-6-72-114-191 Wikidata | weitere Bilder     |
| Untere Saline (Standort)                         | Pumpwerk, Pumpenhaus | Eingeschossiger Fachwerkbau mit Walmdach, darin gusseisernes, turbinengetriebenes Kolbenpumpwerk, 1883; diente mit der Freiturbine der Befüllung der Hochbehälter der seit 1993 erneuerten Gradierbauten sowie dem Transport der gradierten Sole zu den Reservoiren des Salzhauses | D-6-72-114-191 Wikidata | weitere Bilder     |
| Untere Saline 2 (Standort)                       | Ehemalige Saline, sogenannte Untere Saline | Bereits seit karolingischer Zeit als Salzgewinnungsort bekannt, ab 1575 erste Hochphase der Salzgewinnung unter Fürstbischof Julius Echter von Mespelbrunn, die heutige Dreiflügelanlage mit unregelmäßigen Trakten weitgehend errichtet unter Fürstbischof Adam Friedrich von Seinsheim, 1788; Süd- und Nordflügel mit technischer Ausstattung | D-6-72-114-189 Wikidata | weitere Bilder     |
| Untere Saline 2 (Standort)                       | Ehemalige Saline, sogenannte Untere Saline, Südflügel | Dreiteiliger Baukörper, bestehend aus mittigem, ehemaliges Sudhaus, eingeschossiger Hausteinbau mit Satteldach, flankiert von zwei- bzw. dreigeschossigen Pavillonbauten aus Hausteinmauerwerk mit Mansardwalmdach, östlich, der ehemalige Magazinbau, westlich, das ehemalige Wohngebäude für den Salinenverwalter, südlich mit anschließendem Hoftor, 1788                                                                                            | D-6-72-114-189 Wikidata | weitere Bilder     |
| Untere Saline 2 (Standort)                       | Ehemalige Saline, sogenannte Untere Saline, Ostflügel, ehemaliges Wohngebäude mit Meisterwohnungen | Eingeschossiger Hausteinbau mit Mansardwalmdach, durch Torbogen mit dem Südflügel verbunden, 1788 | D-6-72-114-189 Wikidata | weitere Bilder     |
| Untere Saline 2 (Standort)                       | Ehemalige Saline, sogenannte Untere Saline, Nordflügel, ehemaliger Werkstatttrakt mit Schmiede | Eingeschossiger Hausteinmauerwerksbau mit Halbwalmdach, durch Torbogen mit dem Ostflügel verbunden, 1788, nach Westen verlängert um ehemalige Wäscherei, eingeschossiger Ziegelbau mit Satteldach mit angrenzendem eingeschossigem, verputztem Mansardwalmdachbau, mit dazugehöriger Einfriedung, um 1900 | D-6-72-114-189 Wikidata | weitere Bilder     |
| Untere Saline 2 (Standort)                       | Holzpavillon | Hölzerne Ständerkonstruktion mit flachem Walmdach, um 1850 | D-6-72-114-189 Wikidata | weitere Bilder     |
| Untere Saline 2 (Standort)                       | Laufbrunnen, achteckiger Brunnenstock mit flacher Brunnenschale | Sandstein, erste Hälfte 19. Jahrhundert | D-6-72-114-189 Wikidata | weitere Bilder     |
| Untere Saline (Standort)                         | Bismarck-Denkmal | Bronzeplastik des ersten Reichskanzlers Otto von Bismarck auf hohem, mehrfach abgestuften Sandsteinpostament, von Heinrich Manger, 1877 | D-6-72-114-194 Wikidata | weitere Bilder     |
| Untere Saline 11 (Standort)                      | Ehemaliges Gutsole-Reservoir, sogenanntes Salzhaus | Eingeschossiger Hausteinmauerwerksbau mit hohem Sockel und Mansardwalmdach, zweite Hälfte 18. Jahrhundert | D-6-72-114-190 Wikidata | weitere Bilder     |

### Seehof
| Lage                        | Objekt     | Beschreibung                                                                                          | Akten-Nr.               | Bild |
| --------------------------- | ---------- | --- | ----------------------- | ---- |
| Poppenrother Weg (Standort) | Wegkapelle | Kleiner, quadratischer Satteldachbau, im Inneren Altar mit Heilig Grab-Schnitzerei, bezeichnet „1868“ | D-6-72-114-376 Wikidata | BW   |

### Winkels
| Lage                           | Objekt | Beschreibung | Akten-Nr.               | Bild                       |
| ------------------------------ | --- | --- | ----------------------- | -------------------------- |
| Grund (Standort)               | Wegkreuz | Sandsteinkruzifix mit erneuertem Kunststeincorpus, davor Figur der trauernden Muttergottes, Figur des Johannes nicht mehr vorhanden, auf Sockel, um 1900                                                                       | D-6-72-114-248 Wikidata | weitere Bilder             |
| Hain; Mußgraben (Standort)     | Ehrenmal für die Gefallenen der Schlacht bei Kissingen des Deutschen Krieges, vom 10. Juli 1866, zwischen Preußen und dem Deutschen Bund | Grob gehauene Sandsteinstele mit Namenstafel der gefallenen preußischen Soldaten, mit Eisenkreuzbekrönung in Gusseiseneinfriedung, bezeichnet „1866“                                                                           | D-6-72-114-392 Wikidata | weitere Bilder             |
| Hain; Mußgraben (Standort)     | Gefallenendenkmal für 1866 | Einfache Sandsteintafel mit Inschrift und Eisenkreuzbekrönung, bezeichnet „1866“ | D-6-72-114-392 Wikidata | Gefallenendenkmal für 1866 |
| Holzweg 3 (Standort)           | Bildstock | Rundbogiger Reliefaufsatz mit Darstellung Kreuzigungs- und Pietàdarstellung, auf abgefastem Vierkantschaft mit Postament, Sandstein, bezeichnet „1661“                                                                         | D-6-72-114-247 Wikidata | Bildstock                  |
| Holzweg 17 (Standort)          | Friedhofskreuz | Kruzifix auf Postament mit Inschrift, davor Johannes und trauernde Muttergottes, sowie Relieftafel mit Jesus-Monogramm, Figuren aus Lothringer Seifenstein, 1878 von Valentin Weidner                                          | D-6-72-114-251 Wikidata | BW                         |
| Winkelser Straße 36 (Standort) | Ehemals Wohngebäude, sogenanntes Jägerhaus                                                                                               | Zweigeschossiger Satteldachbau mit hohem Sockel und nördlichem turmartigen Vorbau, 17./18. Jahrhundert | D-6-72-114-415 Wikidata | BW                         |
| Winkelser Straße 59 (Standort) | Hausfigur | Sandsteinrelief mit Darstellung des Heiligen Benedikt im Ornat, 19. Jahrhundert | D-6-72-114-249 Wikidata | Hausfigur                  |
| Winkelser Straße 76 (Standort) | Katholische Filialkirche St. Bonifatius                                                                                                  | Saalbau mit eingezogenem Chor, Walmdach und westlichem Turm mit Pyramidendach, von Eugen Altenhöfer, 1937; mit Ausstattung Davor Steinkreuz, Kruzifix auf Postament mit seitlichen Voluten, klassizistisch, Sandstein, um 1800 | D-6-72-114-250 Wikidata | weitere Bilder             |

## Ehemalige Baudenkmäler
In diesem Abschnitt sind Objekte aufgeführt, die früher einmal in der Denkmalliste eingetragen waren, jetzt aber nicht mehr. Objekte, die in anderem Zusammenhang – also z. B. als Teil eines Baudenkmals – weiter eingetragen sind, sollen hier nicht aufgeführt werden. Aktennummern in diesem Abschnitt sind ehemalige, jetzt nicht mehr gültige Aktennummern.

| Lage                                                | Objekt               | Beschreibung | Akten-Nr.               | Bild |
| --------------------------------------------------- | -------------------- | --- | ----------------------- | ---- |
| Bad Kissingen Prinzregentenstraße 15, 17 (Standort) | Ehemalige Kurpension | Dreigeschossiger Walmdachbau mit bossiertem Sockelgeschoss, geschweiften Zwerchhauserkern, Loggien und Balkonen, in Formen des Jugendstils, um 1910 Einfriedung | D-6-72-114-440 Wikidata | BW   |
| Bad Kissingen Steingraben ()                        | Bildstock            | 1636 | D-6-72-114-121 Wikidata |      |
| Bad Kissingen Am Ortsausgang nach Schweinfurt ()    | Steinkreuz           | 1913 | D-6-72-114-400 Wikidata |      |
| Albertshausen Sankt-Michael-Straße 5 (Standort)     | Hausfigur            | Heiliger Antonius, 19. Jahrhundert | D-6-72-114-138 Wikidata | BW   |
| Arnshausen Hinter Forellengasse 8 (Standort)        | Bildstock            | 18. Jahrhundert | D-6-72-114-151          | BW   |
| Poppenroth Steinäcker; in der Flur Goldbach ()      | Bildstock            | 18. Jahrhundert | D-6-72-114-222          |      |
| Poppenroth Steinäcker; in der Flur Goldbach ()      | Bildstock            | 1664 | D-6-72-114-221 Wikidata |      |
| Reiterswiesen Kissinger Straße 10 (Standort)        | Hausfigur            | 18. Jahrhundert | D-6-72-114-225          | BW   |